# 1978
Portal Geschichte | Portal Biografien | Aktuelle Ereignisse | Jahreskalender | Tagesartikel

◄ |
19. Jahrhundert |
20. Jahrhundert
| 21. Jahrhundert

◄ |
1940er |
1950er |
1960er |
1970er
| 1980er | 1990er | 2000er | ►

◄◄ |
◄ |
1974 |
1975 |
1976 |
1977 |
1978
| 1979 | 1980 | 1981 | 1982 | ► | ►►
 Jan.
| Feb.
| Mär.
| Apr.
| Mai
| Jun.
| Jul.
| Aug.
| Sep.
| Okt.
| Nov.
| Dez.
Staatsoberhäupter · Wahlen · Nekrolog  · Literaturjahr · Musikjahr · Filmjahr · Rundfunkjahr · Sportjahr
| Januar | Januar | Januar | Januar | Januar | Januar | Januar | Januar |
| Kw     | Mo     | Di     | Mi     | Do     | Fr     | Sa     | So     |
| ------ | ------ | ------ | ------ | ------ | ------ | ------ | ------ |
| 52     |        |        |        |        |        |        | 1      |
| 1      | 2      | 3      | 4      | 5      | 6      | 7      | 8      |
| 2      | 9      | 10     | 11     | 12     | 13     | 14     | 15     |
| 3      | 16     | 17     | 18     | 19     | 20     | 21     | 22     |
| 4      | 23     | 24     | 25     | 26     | 27     | 28     | 29     |
| 5      | 30     | 31     |        |        |        |        |        |

| Februar | Februar | Februar | Februar | Februar | Februar | Februar | Februar |
| Kw      | Mo      | Di      | Mi      | Do      | Fr      | Sa      | So      |
| ------- | ------- | ------- | ------- | ------- | ------- | ------- | ------- |
| 5       |         |         | 1       | 2       | 3       | 4       | 5       |
| 6       | 6       | 7       | 8       | 9       | 10      | 11      | 12      |
| 7       | 13      | 14      | 15      | 16      | 17      | 18      | 19      |
| 8       | 20      | 21      | 22      | 23      | 24      | 25      | 26      |
| 9       | 27      | 28      |         |         |         |         |         |

| März | März | März | März | März | März | März | März |
| Kw   | Mo   | Di   | Mi   | Do   | Fr   | Sa   | So   |
| ---- | ---- | ---- | ---- | ---- | ---- | ---- | ---- |
| 9    |      |      | 1    | 2    | 3    | 4    | 5    |
| 10   | 6    | 7    | 8    | 9    | 10   | 11   | 12   |
| 11   | 13   | 14   | 15   | 16   | 17   | 18   | 19   |
| 12   | 20   | 21   | 22   | 23   | 24   | 25   | 26   |
| 13   | 27   | 28   | 29   | 30   | 31   |      |      |

| April | April | April | April | April | April | April | April |
| Kw    | Mo    | Di    | Mi    | Do    | Fr    | Sa    | So    |
| ----- | ----- | ----- | ----- | ----- | ----- | ----- | ----- |
| 13    |       |       |       |       |       | 1     | 2     |
| 14    | 3     | 4     | 5     | 6     | 7     | 8     | 9     |
| 15    | 10    | 11    | 12    | 13    | 14    | 15    | 16    |
| 16    | 17    | 18    | 19    | 20    | 21    | 22    | 23    |
| 17    | 24    | 25    | 26    | 27    | 28    | 29    | 30    |

| Mai | Mai | Mai | Mai | Mai | Mai | Mai | Mai |
| Kw  | Mo  | Di  | Mi  | Do  | Fr  | Sa  | So  |
| --- | --- | --- | --- | --- | --- | --- | --- |
| 18  | 1   | 2   | 3   | 4   | 5   | 6   | 7   |
| 19  | 8   | 9   | 10  | 11  | 12  | 13  | 14  |
| 20  | 15  | 16  | 17  | 18  | 19  | 20  | 21  |
| 21  | 22  | 23  | 24  | 25  | 26  | 27  | 28  |
| 22  | 29  | 30  | 31  |     |     |     |     |

| Juni | Juni | Juni | Juni | Juni | Juni | Juni | Juni |
| Kw   | Mo   | Di   | Mi   | Do   | Fr   | Sa   | So   |
| ---- | ---- | ---- | ---- | ---- | ---- | ---- | ---- |
| 22   |      |      |      | 1    | 2    | 3    | 4    |
| 23   | 5    | 6    | 7    | 8    | 9    | 10   | 11   |
| 24   | 12   | 13   | 14   | 15   | 16   | 17   | 18   |
| 25   | 19   | 20   | 21   | 22   | 23   | 24   | 25   |
| 26   | 26   | 27   | 28   | 29   | 30   |      |      |

| Juli | Juli | Juli | Juli | Juli | Juli | Juli | Juli |
| Kw   | Mo   | Di   | Mi   | Do   | Fr   | Sa   | So   |
| ---- | ---- | ---- | ---- | ---- | ---- | ---- | ---- |
| 26   |      |      |      |      |      | 1    | 2    |
| 27   | 3    | 4    | 5    | 6    | 7    | 8    | 9    |
| 28   | 10   | 11   | 12   | 13   | 14   | 15   | 16   |
| 29   | 17   | 18   | 19   | 20   | 21   | 22   | 23   |
| 30   | 24   | 25   | 26   | 27   | 28   | 29   | 30   |
| 31   | 31   |      |      |      |      |      |      |

| August | August | August | August | August | August | August | August |
| Kw     | Mo     | Di     | Mi     | Do     | Fr     | Sa     | So     |
| ------ | ------ | ------ | ------ | ------ | ------ | ------ | ------ |
| 31     |        | 1      | 2      | 3      | 4      | 5      | 6      |
| 32     | 7      | 8      | 9      | 10     | 11     | 12     | 13     |
| 33     | 14     | 15     | 16     | 17     | 18     | 19     | 20     |
| 34     | 21     | 22     | 23     | 24     | 25     | 26     | 27     |
| 35     | 28     | 29     | 30     | 31     |        |        |        |

| September | September | September | September | September | September | September | September |
| Kw        | Mo        | Di        | Mi        | Do        | Fr        | Sa        | So        |
| --------- | --------- | --------- | --------- | --------- | --------- | --------- | --------- |
| 35        |           |           |           |           | 1         | 2         | 3         |
| 36        | 4         | 5         | 6         | 7         | 8         | 9         | 10        |
| 37        | 11        | 12        | 13        | 14        | 15        | 16        | 17        |
| 38        | 18        | 19        | 20        | 21        | 22        | 23        | 24        |
| 39        | 25        | 26        | 27        | 28        | 29        | 30        |           |

| Oktober | Oktober | Oktober | Oktober | Oktober | Oktober | Oktober | Oktober |
| Kw      | Mo      | Di      | Mi      | Do      | Fr      | Sa      | So      |
| ------- | ------- | ------- | ------- | ------- | ------- | ------- | ------- |
| 39      |         |         |         |         |         |         | 1       |
| 40      | 2       | 3       | 4       | 5       | 6       | 7       | 8       |
| 41      | 9       | 10      | 11      | 12      | 13      | 14      | 15      |
| 42      | 16      | 17      | 18      | 19      | 20      | 21      | 22      |
| 43      | 23      | 24      | 25      | 26      | 27      | 28      | 29      |
| 44      | 30      | 31      |         |         |         |         |         |

| November | November | November | November | November | November | November | November |
| Kw       | Mo       | Di       | Mi       | Do       | Fr       | Sa       | So       |
| -------- | -------- | -------- | -------- | -------- | -------- | -------- | -------- |
| 44       |          |          | 1        | 2        | 3        | 4        | 5        |
| 45       | 6        | 7        | 8        | 9        | 10       | 11       | 12       |
| 46       | 13       | 14       | 15       | 16       | 17       | 18       | 19       |
| 47       | 20       | 21       | 22       | 23       | 24       | 25       | 26       |
| 48       | 27       | 28       | 29       | 30       |          |          |          |

| Dezember | Dezember | Dezember | Dezember | Dezember | Dezember | Dezember | Dezember |
| Kw       | Mo       | Di       | Mi       | Do       | Fr       | Sa       | So       |
| -------- | -------- | -------- | -------- | -------- | -------- | -------- | -------- |
| 48       |          |          |          |          | 1        | 2        | 3        |
| 49       | 4        | 5        | 6        | 7        | 8        | 9        | 10       |
| 50       | 11       | 12       | 13       | 14       | 15       | 16       | 17       |
| 51       | 18       | 19       | 20       | 21       | 22       | 23       | 24       |
| 52       | 25       | 26       | 27       | 28       | 29       | 30       | 31       |

| Januar | Januar | Januar | Januar | Januar | Januar | Januar | Januar |
| Kw     | Mo     | Di     | Mi     | Do     | Fr     | Sa     | So     |
| ------ | ------ | ------ | ------ | ------ | ------ | ------ | ------ |
| 52     |        |        |        |        |        |        | 1      |
| 1      | 2      | 3      | 4      | 5      | 6      | 7      | 8      |
| 2      | 9      | 10     | 11     | 12     | 13     | 14     | 15     |
| 3      | 16     | 17     | 18     | 19     | 20     | 21     | 22     |
| 4      | 23     | 24     | 25     | 26     | 27     | 28     | 29     |
| 5      | 30     | 31     |        |        |        |        |        |

| Februar | Februar | Februar | Februar | Februar | Februar | Februar | Februar |
| Kw      | Mo      | Di      | Mi      | Do      | Fr      | Sa      | So      |
| ------- | ------- | ------- | ------- | ------- | ------- | ------- | ------- |
| 5       |         |         | 1       | 2       | 3       | 4       | 5       |
| 6       | 6       | 7       | 8       | 9       | 10      | 11      | 12      |
| 7       | 13      | 14      | 15      | 16      | 17      | 18      | 19      |
| 8       | 20      | 21      | 22      | 23      | 24      | 25      | 26      |
| 9       | 27      | 28      |         |         |         |         |         |

| März | März | März | März | März | März | März | März |
| Kw   | Mo   | Di   | Mi   | Do   | Fr   | Sa   | So   |
| ---- | ---- | ---- | ---- | ---- | ---- | ---- | ---- |
| 9    |      |      | 1    | 2    | 3    | 4    | 5    |
| 10   | 6    | 7    | 8    | 9    | 10   | 11   | 12   |
| 11   | 13   | 14   | 15   | 16   | 17   | 18   | 19   |
| 12   | 20   | 21   | 22   | 23   | 24   | 25   | 26   |
| 13   | 27   | 28   | 29   | 30   | 31   |      |      |

| April | April | April | April | April | April | April | April |
| Kw    | Mo    | Di    | Mi    | Do    | Fr    | Sa    | So    |
| ----- | ----- | ----- | ----- | ----- | ----- | ----- | ----- |
| 13    |       |       |       |       |       | 1     | 2     |
| 14    | 3     | 4     | 5     | 6     | 7     | 8     | 9     |
| 15    | 10    | 11    | 12    | 13    | 14    | 15    | 16    |
| 16    | 17    | 18    | 19    | 20    | 21    | 22    | 23    |
| 17    | 24    | 25    | 26    | 27    | 28    | 29    | 30    |

| Mai | Mai | Mai | Mai | Mai | Mai | Mai | Mai |
| Kw  | Mo  | Di  | Mi  | Do  | Fr  | Sa  | So  |
| --- | --- | --- | --- | --- | --- | --- | --- |
| 18  | 1   | 2   | 3   | 4   | 5   | 6   | 7   |
| 19  | 8   | 9   | 10  | 11  | 12  | 13  | 14  |
| 20  | 15  | 16  | 17  | 18  | 19  | 20  | 21  |
| 21  | 22  | 23  | 24  | 25  | 26  | 27  | 28  |
| 22  | 29  | 30  | 31  |     |     |     |     |

| Juni | Juni | Juni | Juni | Juni | Juni | Juni | Juni |
| Kw   | Mo   | Di   | Mi   | Do   | Fr   | Sa   | So   |
| ---- | ---- | ---- | ---- | ---- | ---- | ---- | ---- |
| 22   |      |      |      | 1    | 2    | 3    | 4    |
| 23   | 5    | 6    | 7    | 8    | 9    | 10   | 11   |
| 24   | 12   | 13   | 14   | 15   | 16   | 17   | 18   |
| 25   | 19   | 20   | 21   | 22   | 23   | 24   | 25   |
| 26   | 26   | 27   | 28   | 29   | 30   |      |      |

| Juli | Juli | Juli | Juli | Juli | Juli | Juli | Juli |
| Kw   | Mo   | Di   | Mi   | Do   | Fr   | Sa   | So   |
| ---- | ---- | ---- | ---- | ---- | ---- | ---- | ---- |
| 26   |      |      |      |      |      | 1    | 2    |
| 27   | 3    | 4    | 5    | 6    | 7    | 8    | 9    |
| 28   | 10   | 11   | 12   | 13   | 14   | 15   | 16   |
| 29   | 17   | 18   | 19   | 20   | 21   | 22   | 23   |
| 30   | 24   | 25   | 26   | 27   | 28   | 29   | 30   |
| 31   | 31   |      |      |      |      |      |      |

| August | August | August | August | August | August | August | August |
| Kw     | Mo     | Di     | Mi     | Do     | Fr     | Sa     | So     |
| ------ | ------ | ------ | ------ | ------ | ------ | ------ | ------ |
| 31     |        | 1      | 2      | 3      | 4      | 5      | 6      |
| 32     | 7      | 8      | 9      | 10     | 11     | 12     | 13     |
| 33     | 14     | 15     | 16     | 17     | 18     | 19     | 20     |
| 34     | 21     | 22     | 23     | 24     | 25     | 26     | 27     |
| 35     | 28     | 29     | 30     | 31     |        |        |        |

| September | September | September | September | September | September | September | September |
| Kw        | Mo        | Di        | Mi        | Do        | Fr        | Sa        | So        |
| --------- | --------- | --------- | --------- | --------- | --------- | --------- | --------- |
| 35        |           |           |           |           | 1         | 2         | 3         |
| 36        | 4         | 5         | 6         | 7         | 8         | 9         | 10        |
| 37        | 11        | 12        | 13        | 14        | 15        | 16        | 17        |
| 38        | 18        | 19        | 20        | 21        | 22        | 23        | 24        |
| 39        | 25        | 26        | 27        | 28        | 29        | 30        |           |

| Oktober | Oktober | Oktober | Oktober | Oktober | Oktober | Oktober | Oktober |
| Kw      | Mo      | Di      | Mi      | Do      | Fr      | Sa      | So      |
| ------- | ------- | ------- | ------- | ------- | ------- | ------- | ------- |
| 39      |         |         |         |         |         |         | 1       |
| 40      | 2       | 3       | 4       | 5       | 6       | 7       | 8       |
| 41      | 9       | 10      | 11      | 12      | 13      | 14      | 15      |
| 42      | 16      | 17      | 18      | 19      | 20      | 21      | 22      |
| 43      | 23      | 24      | 25      | 26      | 27      | 28      | 29      |
| 44      | 30      | 31      |         |         |         |         |         |

| November | November | November | November | November | November | November | November |
| Kw       | Mo       | Di       | Mi       | Do       | Fr       | Sa       | So       |
| -------- | -------- | -------- | -------- | -------- | -------- | -------- | -------- |
| 44       |          |          | 1        | 2        | 3        | 4        | 5        |
| 45       | 6        | 7        | 8        | 9        | 10       | 11       | 12       |
| 46       | 13       | 14       | 15       | 16       | 17       | 18       | 19       |
| 47       | 20       | 21       | 22       | 23       | 24       | 25       | 26       |
| 48       | 27       | 28       | 29       | 30       |          |          |          |

| Dezember | Dezember | Dezember | Dezember | Dezember | Dezember | Dezember | Dezember |
| Kw       | Mo       | Di       | Mi       | Do       | Fr       | Sa       | So       |
| -------- | -------- | -------- | -------- | -------- | -------- | -------- | -------- |
| 48       |          |          |          |          | 1        | 2        | 3        |
| 49       | 4        | 5        | 6        | 7        | 8        | 9        | 10       |
| 50       | 11       | 12       | 13       | 14       | 15       | 16       | 17       |
| 51       | 18       | 19       | 20       | 21       | 22       | 23       | 24       |
| 52       | 25       | 26       | 27       | 28       | 29       | 30       | 31       |

Während des ganzen Jahres 1978 wird die Oppositionsbewegung gegen das Schah-Regime im Iran stärker. Im Januar erscheint in der iranischen Zeitung Ettelā'āt ein Artikel über Ruhollah Chomeini, der bis dahin im Land totgeschwiegen wurde. Der exilierte Geistliche wird darin als „kommunistischer Verschwörer“ gebrandmarkt. Am 9. Januar kommt es in der Stadt Ghom zu Sympathiebekundungen der dortigen Studenten. Am 5. September – zu Beginn des Fastenmonats Ramadan – kommt es zu Kundgebungen im ganzen Land, wobei die Sicherheitskräfte mit äußerster Härte vorgehen und am 8. September, dem Schwarzen Freitag, wahllos in die Menge feuern und dabei 68 Menschen töten. Währenddessen zieht Chomeini von seinem Exil in Paris aus die Aufmerksamkeit der westlichen Medien auf sich.
In Afghanistan, dem nordöstlichen Nachbarland Irans, wird im April innerhalb der Saurrevolution Präsident Mohammed Daoud Khan vom Militär gestürzt. Die neuen Machthaber, darunter Nur Muhammad Taraki, rufen am 30. April die Demokratische Republik Afghanistan aus und bringen das Land auf einen radikal-sozialistischen Kurs. Das neue Regime wird rasch von der Sowjetunion und anderen Ostblockstaaten, darunter Bulgarien, bald aber auch von den USA offiziell anerkannt.
Im März wird der frühere zweifache italienische Ministerpräsident und Vorsitzende der Christdemokraten (Democrazia Cristiana), Aldo Moro, von den Roten Brigaden entführt. 54 Tage später, am 9. Mai, wird seine Leiche im Kofferraum eines in der Innenstadt Roms geparkten Autos gefunden.
Am 6. August stirbt Papst Paul VI. nach 15-jährigem Pontifikat in Castel Gandolfo. Die Entscheidung über seine Nachfolge scheint völlig offen. Spekulationen werden laut, wonach zum ersten Mal seit 400 Jahren wieder ein Nichtitaliener, vielleicht sogar ein Nichteuropäer Papst werden könnte. Als „papabile“ werden der Kuriendiplomat Sergio Pignedoli, Kardinalkämmerer Sebastiano Baggio und Kurienkardinal Pericle Felici genannt. Am 26. August schließlich fällt die Wahl auf den bisherigen Patriarchen von Venedig, Albino Kardinal Luciani, der als Johannes Paul I. zum Nachfolger Pauls VI. gewählt wird. Dass sein Pontifikat nach nur 33 Tagen völlig abrupt endet, lässt Gerüchte aufkommen. Aus dem folgenden Konklave geht am 16. Oktober der Pole Karol Wojtyła, Erzbischof von Krakau, als Papst Johannes Paul II. hervor. Seine Wahl wird, nur drei Jahre nach Verabschiedung der Schlussakte von Helsinki, als politisches Signal an die kommunistische Welt verstanden.

## Ereignisse

### Jahreswidmungen
- Der Kranich (lat. Grus grus) ist Vogel des Jahres (NABU/Deutschland).

### Politik und Weltgeschehen

#### Januar
- 01. Januar: Willy Ritschard wird Bundespräsident der Schweiz.
- 06. Januar: In Frankreich entsteht die Datenschutz-Behörde Commission Nationale de l’Informatique et des Libertés.
- 06. Januar: Eine Delegation des US-Kongresses unter US-Außenminister Cyrus Vance übergibt in einer feierlichen Zeremonie in Budapest die ungarischen Kroninsignien einschließlich der Stephanskrone, die sich seit Kriegsende in amerikanischer Hand befinden, zurück „an das ungarische Volk“.
- 07. Januar: Auf dem antarktischen Kontinent wird das erste Kind, Emilio Palma, geboren. Seine Mutter wurde bewusst in die Nähe von Hope Bay gebracht, um Ansprüche Argentiniens auf einen Anteil am Kontinent zu bekräftigen.
- 17. Januar: Die Poullain-Affäre kostet den nordrhein-westfälischen Finanzminister Friedrich Halstenberg (SPD) sein Amt. Die Westdeutsche Landesbank Girozentrale kündigt am selben Tag nachträglich fristlos ihrem zurückgetretenen Vorstandsvorsitzenden Ludwig Poullain.
- 25. Januar: Swasiland wird Mitglied in der UNESCO.

#### Februar
- 02. Februar: Aufnahme diplomatischer Beziehungen zwischen den Komoren und der Bundesrepublik Deutschland.
- 15. Februar: Kap Verde wird Mitglied in der UNESCO.
- 16. Februar: Der deutsche Verteidigungsminister Georg Leber tritt von seinem Amt zurück. Den Anlass für den Sturz bildet dabei eine Abhör-Affäre des Militärischen Abschirmdienstes (MAD), für die er die Verantwortung übernimmt.
- 24. Februar: Aufnahme Spaniens in den Europarat

#### März
- 11. März: Bei einem später als Küstenstraßen-Massaker bekannt gewordenen Anschlag von PLO-Terroristen in Israel werden 37 Menschen getötet und viele weitere verletzt. Der Vorfall wird zum Casus Belli für die Operation Litani.
- 13. März: Der frühere italienische Ministerpräsident Aldo Moro wird von der Terrorgruppe Brigate Rosse (Rote Brigaden) entführt und später ermordet.
- 13. März: In Assen nehmen Ambonesen 70 Menschen als Geiseln und verlangen die Freilassung von 21 molukkischen Gefangenen. Am Tag darauf beenden niederländische Elitekräfte die Geiselnahme, wobei eine Person später an bei der Aktion erlittenen Verwundungen stirbt.
- 18. März: Todesurteil gegen den ehemaligen pakistanischen Ministerpräsidenten Zulfikar Ali Bhutto wird verhängt.

#### April
- 27. April: Afghanistan. Militärputsch gegen Mohammed Daoud Khan. Taraki wird neuer Präsident und Hafizullah Amin zweiter Mann im Staat.

#### Mai
- 13. Mai: Komoren. Präsident Ali Soilih wird durch den ehemaligen Präsidenten Ahmed Abdallah unter Mitwirkung von Bob Denard gestürzt.

#### Juni
- 17. Juni: Jacques de Larosière, Frankreich, wird Direktor des Internationalen Währungsfonds (IWF).
- 26. Juni: Das Schloss Versailles wird nach 2:00 Uhr nachts durch einen Sprengstoffanschlag bretonischer Separatisten erheblich beschädigt.

#### Juli
- 07. Juli: Die Salomonen werden von Großbritannien unabhängig.
- 10. Juli: Staatspräsident Mokhtar Ould Daddah von Mauretanien wird während eines Militärputschs gestürzt.
- 17. Juli: Ali Abdullah Salih wird Staatspräsident des Nordjemen.
- 25. Juli: In London wird das erste Retortenbaby geboren und der niedersächsische Verfassungsschutz inszeniert die Aktion Feuerzauber.
- 26. Juli: Das Landgericht Hamburg weist die Sexismus-Klage von Alice Schwarzer ab.

#### August
- 07. August: Hans Filbinger tritt als Ministerpräsident von Baden-Württemberg zurück: Als Marinerichter hatte er in unnötiger Schärfe Todesurteile verfolgt, sowie ein Urteil gegen Wehrkraftzersetzung erst nach der Kapitulation gefällt, was er seit April stückweise zu leugnen versucht bzw. „vergessen“ hat. Sein Nachfolger im Amt wird Lothar Späth.
- 12. August: Der Friedensvertrag zwischen Japan und der Volksrepublik China wird unterzeichnet und später im Jahr ratifiziert.
- 19. August: Beim Brandanschlag auf das Kino Cinema Rex sterben in Abadan 430 Menschen. Hinter dem Terrorakt stehen schiitische Geistliche um Ruhollah Chomeini, die dem Schahregime schaden wollen.
- 21. August: Gründung der Deutschen Botschaftsschule Peking, Volksrepublik China
- 22. August: Ein FSLN-Kommando stürmt den Nationalpalast in Managua und nimmt nicaraguanische Parlamentarier, mehrere Minister sowie mehrere Familienangehörige des Diktators Anastasio Somoza Debayle als Geiseln. Mit dieser Aktion in der Revolution gelingt ihnen das Freipressen von 60 Gefangenen.
- 26. August: Johannes Paul I. wird zum Papst gewählt.
- 26. August: Sigmund Jähn fliegt als erster deutscher Raumfahrer in den Kosmos.
- 30. August: Eine polnische Tupolew Tu-134 wird auf dem Weg von Danzig nach Schönefeld (Ost-Berlin) von zwei DDR-Bürgern entführt und in Tempelhof (West-Berlin) zur Landung gezwungen. Von den 62 Passagieren nutzen neun die Gelegenheit zur Flucht aus der DDR.

#### September
- 08. September: In Teheran (Iran) kommt es bei Demonstrationen gegen Schah Mohammad Reza Pahlavi zu gewalttätigen Ausschreitungen auf dem Jaleh-Platz, in dessen Verlauf 64 Demonstranten den Tod finden. Der Tag geht als Schwarzer Freitag in die Geschichte Irans ein.

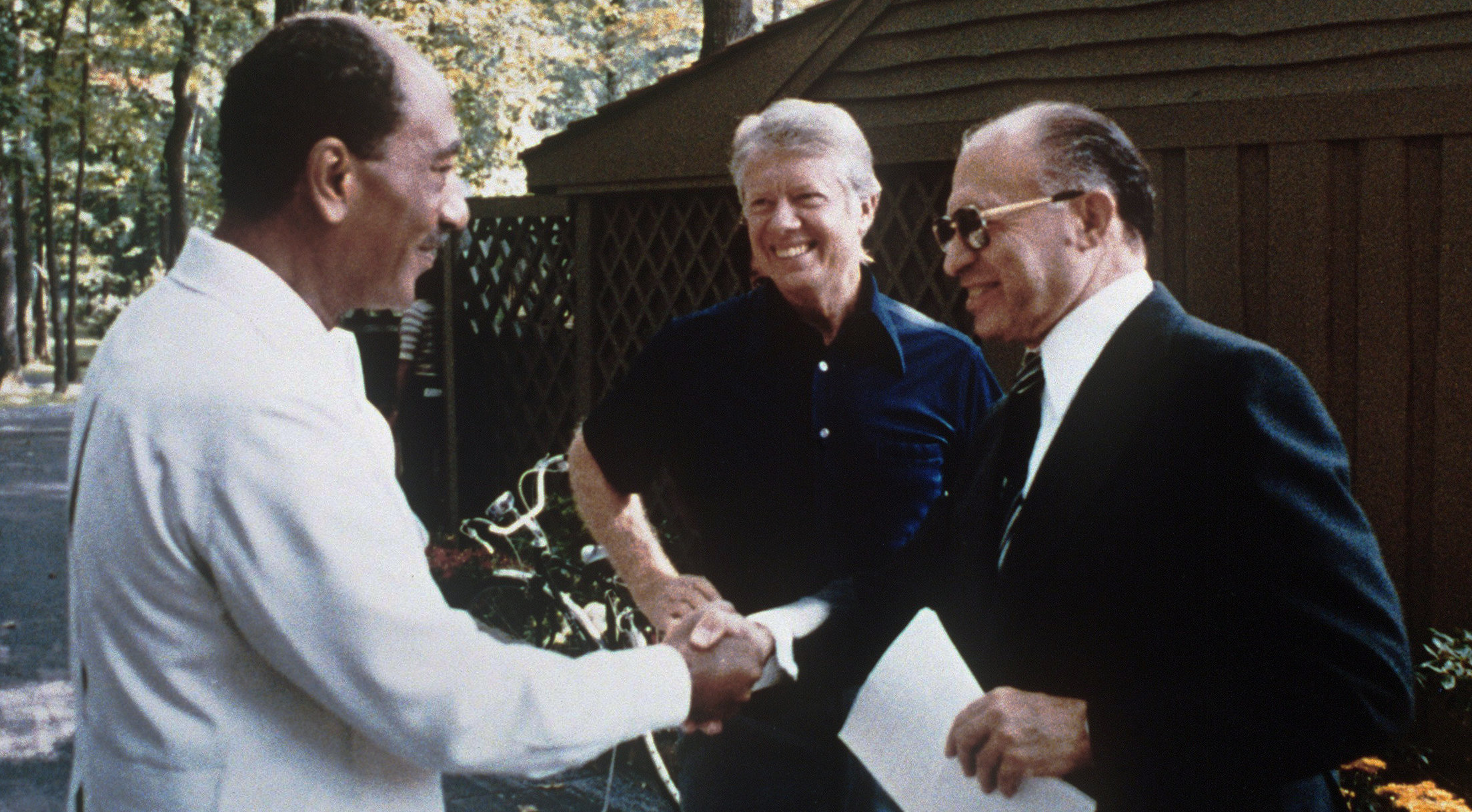
V.l.n.r: Anwar as-Sadat, Jimmy Carter und Menachem Begin in Camp David am 17. September

- 17. September: Abschluss des Camp-David-Abkommens
- 19. September: Die Salomonen werden Mitglied bei den Vereinten Nationen.
- 20. September: Johannes Rau wird Ministerpräsident in NRW als Nachfolger von Heinz Kühn.
- 29. September: Pieter Willem Botha wird Ministerpräsident von Südafrika.

#### Oktober
- 01. Oktober: Tuvalu wird unabhängig von Großbritannien.
- 16. Oktober: Johannes Paul II. wird zum Papst gewählt.

#### November
- 02. November: Namibia wird Mitglied in der UNESCO.
- 03. November: Dominica wird unabhängig von Großbritannien.
- 05. November: In Österreich ergibt eine Volksabstimmung 50,47 % Stimmen gegen die Inbetriebnahme des Kernkraftwerkes Zwentendorf, des ersten und einzigen kommerziellen Kernkraftwerks in Österreich. Die Brennelemente waren schon angeliefert.
- 06. November: Bayern: Nachdem die Landtagswahlen vom 15. Oktober 1978 der CSU über 59 % der Stimmen gebracht hatten, wird Franz Josef Strauß als Nachfolger von Alfons Goppel zum Ministerpräsidenten gewählt.
- 11. November: Maumoon Abdul Gayoom wird Staatspräsident auf den Malediven.
- 23. November: der Genfer Wellenplan zur Neuordnung der Sendefrequenzen der Rundfunksender im Lang- und Mittelwellenbereich tritt in Kraft.
- 25. November: Abkommen zwischen der Bundesrepublik Deutschland und Oman über wirtschaftliche und industrielle Zusammenarbeit
- 27. November: Es wird die Gründung der Arbeiterpartei Kurdistans (kurdisch Partiya Karkerên Kurdistan, PKK) im Dorf Ziyaret (kurdisch Fîs) bei Diyarbakır bekanntgegeben. Vor der Gründung war die Partei als „Apocular“ bekannt. Gründer, Vorsitzender, Stratege und Ideologe der PKK ist Abdullah Öcalan.
- 29. November: In Bonn wird ein Protokoll über den Verlauf der innerdeutschen Grenze unterzeichnet, das die strittigen Abschnitte an der Elbe und der Bode ausklammert. Die gemeinsame Grenzkommission beider deutscher Staaten beendet mit diesem Ergebnis ihre Tätigkeit.

#### Dezember
- 05. Dezember: Afghanistan. Unterzeichnung eines Vertrages über „Freundschaft, gute Nachbarschaft und Zusammenarbeit“ durch Taraki in Moskau
- 08. Dezember: Dominica wird Mitglied bei den Vereinten Nationen.
- 17. Dezember: Parlamentswahlen in Belgien
- 19. Dezember: Investitionsschutzabkommen zwischen der Bundesrepublik Deutschland und Jemen.
- 19. Dezember: Das Pogrom von Kahramanmaraş, auch Kahramanmaraş-Massaker genannt, beginnt. Es dauert bis zum 26. Dezember und kostet mehr als 100 Menschen das Leben.
- 22. Dezember: Argentinien startet die Operation Soberanía um Chile zu besetzen.
- 25. Dezember: Vietnamesische Invasion Kambodschas
- 27. Dezember: Spaniens neue Verfassung tritt in Kraft.
- Die Vereinten Nationen entsenden Mission UNIFIL in den Libanon, um den Libanesischen Bürgerkrieg beenden zu helfen.
- Beitritt Liechtensteins zum Europarat

### Wirtschaft
- 10. Januar: Das Ostberliner Büro des Hamburger Nachrichtenmagazins Der Spiegel ist nach einer Entscheidung des DDR-Außenministeriums zu schließen. Das Magazin hatte zuvor über eine Opposition im Lande berichtet.
- 15. März: Doppelbesteuerungsabkommen zwischen der Bundesrepublik Deutschland und Mauritius
- 10. April: Die Volkswagen AG eröffnet in den USA als erster ausländischer Automobilproduzent in Westmoreland County (Pennsylvania) ein Montagewerk, welches das Modell Rabbit aus zugelieferten Teilen herstellt.
- 03. Mai: Der DEC-Mitarbeiter Gary Thuerk geht mit dem Versenden von 400 Werbemitteilungen als erster Spammer in die Computer-Geschichte ein.
- 13. Juli: Doppelbesteuerungsabkommen zwischen der Bundesrepublik Deutschland und Argentinien sowie zwischen der Bundesrepublik Deutschland und Indonesien
- 22. September: Doppelbesteuerungsabkommen zwischen der Bundesrepublik Deutschland und Schweden
- Gründung des Unternehmens Home Depot in Atlanta durch Bernie Marcus und Arthur Blank
- 20. Oktober: Doppelbesteuerungsabkommen zwischen der Bundesrepublik Deutschland und Neuseeland

### Wissenschaft und Technik

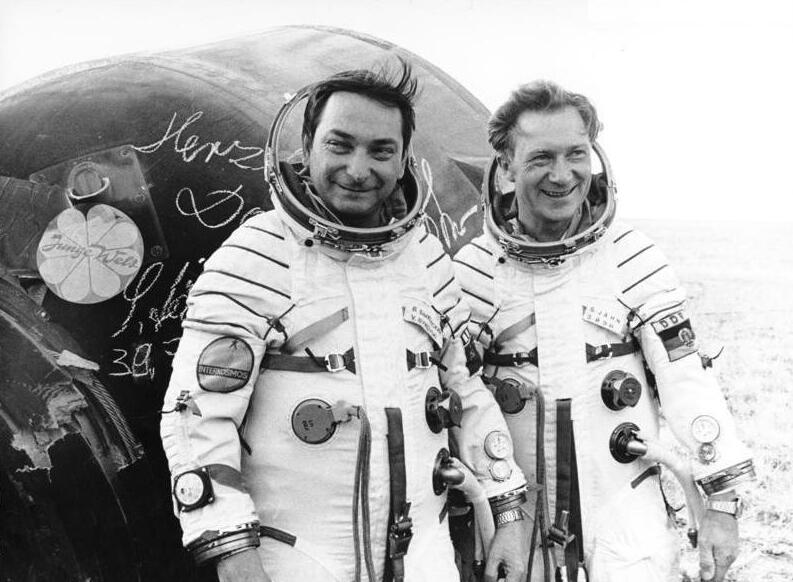
(26. August 1978 bis 3. September 1978) Waleri Bykowski und Sigmund Jähn nach ihrer Mission Interkosmos

- 16. Februar: Ward Christensen und Randy Suess starten mit der CBBS die erste Mailbox.
- 17. August: Nach 137 Stunden und 5.781 km landen die drei US-Amerikaner Ben Abruzzo, Maxie Anderson und Larry Newman mit ihrem Ballon Double Eagle II nach der ersten Überquerung des Atlantischen Ozeans in einem Ballon bei Miserey in der Nähe von Paris.
- 26. August: Sigmund Jähn fliegt als erster Deutscher mit dem Russen Waleri Bykowski ins Weltall.
- Brian Kernighan und Dennis Ritchie (die Entwickler der Programmiersprache C) veröffentlichen das Werk The C Programming Language.
- Interton veröffentlicht mit dem VC 4000 die erste und einzige in Deutschland entwickelte mikroprozessorgesteuerte Spielkonsole.

### Kultur
- 02. Januar: In Hamburg feiert die Staatsoper ihr 300-jähriges Bestehen.
- 12. Februar: In Teheran wird das Iranische Teppichmuseum eröffnet.
- 02. April: In den USA strahlt der Fernsehsender CBS die erste Folge der Serie Dallas aus.
- 12. April: Uraufführung der Oper Le Grand Macabre von György Ligeti an der Königlichen Oper in Stockholm
- 09. Juli: Uraufführung der Oper Lear von Aribert Reimann an der Bayerischen Staatsoper in München
- 27. September: Kulturabkommen zwischen der Bundesrepublik Deutschland und Finnland. In Kraft seit dem 25. April 1979
- 01. Oktober: Uraufführung der Oper Christophorus oder Die Vision einer Oper von Franz Schreker in Freiburg im Breisgau
- 04. November: Uraufführung des Balletts Kameliendame von John Neumeier (Choreografie und Libretto) mit Musik von Frédéric Chopin durch das Stuttgarter Ballett im Großen Haus der Württembergischen Staatstheater in Stuttgart
- 22. Dezember: Kulturabkommen zwischen der Bundesrepublik Deutschland und Israel
- 25. Dezember: Uraufführung der Oper Der Engel von Prag von Cesar Bresgen am Großen Festspielhaus Salzburg
- In Rennes (Frankreich) findet das 5. Festival des Arts Traditionnels statt, bei dem sowohl Amateur- als auch professionelle Künstler auftreten. Es wird unter anderem die traditionelle Dhikr-Zeremonie der Dscherrahi-Derwische aus Istanbul (Türkei) unter der Leitung von Sheikh Muzaffer Efendi aufgeführt, nachdem die türkische Regierung erstmals die Erlaubnis dazu gegeben hat, dass Anhänger eines Sufi-Ordens die Türkei zu diesem Zweck verlassen dürfen.
- Erstmalige Vergabe des American Book Awards
- Erstmalige Vergabe des Max-Beckmann-Preises
- Erstmalige Vergabe des Wolf-Preises
- Erstausstrahlung von Douglas Adams’ Per Anhalter durch die Galaxis auf BBC Radio 4
- Garfield, eine Comicfigur entsteht.
- Der Große Panda Bao Bao wird geboren. Er gelangt als Geschenk der Volksrepublik China 1980 nach Deutschland und lebt bis zu seinem Tod im Jahr 2012 im Berliner Zoo.
- Erstmaliges Stattfinden der Open Art München
- Martin Walser veröffentlicht seine Novelle Ein fliehendes Pferd.

### Gesellschaft
- 15. Juni: Der jordanische König Hussein I. heiratet in seiner vierten Ehe die US-Amerikanerin Lisa Halaby.
- 18. August: Bei einem bewaffneten Streit auf der Île de Cavallo trifft der ehemalige italienische Kronprinz Viktor Emanuel von Savoyen den unbeteiligten Sohn des deutschen Arztes Ryke Geerd Hamer tödlich.
- In Berlin findet das Lesben-Frühlings-Treffen statt.
- Der amerikanische Künstler Gilbert Baker entwirft die Regenbogenflagge. Sie soll ein Symbol für lesbischen und schwulen Stolz darstellen und gleichzeitig die Vielfalt dieser Lebensweise darstellen.
- In der Schweiz tritt die zweite Schwulen- und Lesbenbewegung erstmals ins Bewusstsein einer breiteren Öffentlichkeit. Am 12. April strahlt die Schweizerische Radio- und Fernsehgesellschaft (SRG) eine Telearena zum Thema Homosexualität aus. Am 24. Juni findet auf dem Platzspitz in Zürich der erste Christopher Street Day statt.
- Gründung der Deutschen Gesellschaft für Sprechwissenschaft und Sprecherziehung (DGSS) in Alpen

### Religion
- 1978 ist ein „Dreipäpstejahr“: Nach dem Tod von Giovanni Battista Montini (Paul VI.) am 6. August wird Albino Luciani (Johannes Paul I.) am 26. August zum Papst gewählt, stirbt allerdings nach 33 Tagen im Amt am 28. September. Karol Wojtyła (Johannes Paul II.) wird nach ihm am 16. Oktober zum Papst gewählt.
- 26. August – 8. Oktober: Erste öffentliche Ausstellung des Turiner Grabtuchs seit 45 Jahren.
- Elfte Lambeth-Konferenz der Anglikanischen Kirche

### Sport
Einträge von Leichtathletik-Weltrekorden siehe unter der jeweiligen Disziplin unter Leichtathletik.
- 01. Januar: Frankreich tritt dem International Rugby Football Board (IRFB, heute World Rugby) bei.
- 15. Januar bis 8. Oktober: Austragung der 29. Formel-1-Weltmeisterschaft
- 05. Februar: Die deutsche Handballnationalmannschaft der Herren siegt im Finale der Weltmeisterschaft in Dänemark und erringt ihren zweiten WM-Titel nach 1938.
- 06. bis 10. Februar: Die erste Darts-Weltmeisterschaft findet statt.
- 15. Februar: Leon Spinks gewinnt seinen Boxkampf und Weltmeistertitel im Schwergewicht gegen Muhammad Ali im Hilton Hotel in Las Vegas (USA) durch Sieg nach Punkten
- 18. Februar: Gordon Haller gewinnt den ersten Ironman auf Hawaii.
- 29. April: Der 1. FC Köln wird deutscher Fußballmeister.
- 08. Mai: Reinhold Messner und Peter Habeler besteigen als erste Menschen den Mount Everest ohne Sauerstoffgerät.
- 09. Juni: Larry Holmes gewinnt seinen Boxkampf und Weltmeistertitel im Schwergewicht gegen Ken Norton im Caesars Palace, Las Vegas (USA) durch Sieg nach Punkten.
- 25. Juni: Im Endspiel der Fußball-Weltmeisterschaft bezwingt Gastgeber Argentinien nach Verlängerung die Elf der Niederlande mit 3:1.
- 20. August: Beginn der Tischtennispartie zwischen den US-Amerikanern Danny Price und Randy Nunes, das mit einer Gesamtdauer von 132 Stunden und 31 Minuten als längstes Spiel in der Geschichte des Sports Eintragung in das Guinness-Buch der Rekorde findet.
- 10. September: Mario Andretti wird Formel-1-Weltmeister.
- 10. November: Larry Holmes gewinnt seinen Boxkampf und Weltmeistertitel im Schwergewicht gegen Alfredo Evangelista im Caesars Palace, Las Vegas (USA) durch K.O.
- Die japanische Mannschaft gewinnt zum fünften Mal in Folge im Geräteturnen die Goldmedaille.

### Katastrophen
- 01. Januar: Bombay, Indien. Air-India-Flug 855 stürzt Minuten nach dem Start ins Meer. Alle 213 Menschen an Bord der Boeing 747 sterben.
- 17. März: Ölpest vor der bretonischen Küste: Der Öltanker Amoco Cadiz (BP/Amoco, USA) sinkt und verliert 223.000 t Rohöl.
- 11. Juli: Tanklastzugunglück von Los Alfaques. Südlich von Sant Carles de la Ràpita an der Costa Daurada, Spanien kommt ein mit 23 Tonnen Propylen-Flüssiggas beladener Tankwagen von der Nationalstraße 340 ab. Er durchbricht die Mauer des Campingplatzes Los Alfaques, wo er explodiert und den Platz in eine Flammenhölle verwandelt. 216 Menschen sterben und über 300 werden verletzt, davon 64 schwer.
- 16. September: Erdbeben der Stärke 7,8 bei Tabas im Iran, ca. 20.000 Tote
- 25. September: Über San Diego stößt eine Boeing 727 der Pacific Southwest Airlines mit einem Sportflugzeug vom Typ Cessna 172 zusammen und stürzt auf ein Siedlungsgebiet nördlich der Innenstadt. Beim Absturz des Pacific-Southwest-Airlines-Fluges 182 sterben insgesamt 144 Menschen. Es war der bis zu diesem Zeitpunkt schwerste Flugunfall in der Geschichte der Vereinigten Staaten.
- 15. November: Colombo, Sri Lanka. Eine Douglas DC-8 auf dem Rückflug von Mekka gerät in einen Wirbelsturm während des Landeanflugs auf den Flughafen Bandaranaike, etwa ein Kilometer entfernt. 183 Menschen sterben, 66 werden gerettet.
- 18. November: Jonestown, Guyana. Peoples Temple Gründer Jim Jones und über 900 seiner Anhänger, darunter über 270 Kinder, nehmen sich durch die Einnahme von Zyankali das Leben.
- 12. Dezember: Atlantik, nördlich der Azoren. Der deutsche LASH-Frachter München versinkt. Der Grund und genauer Ort des Untergangs sind bis heute unbekannt, 28 Menschen sterben.
- 23. Dezember: Palermo, Sizilien, Italien. Eine Douglas DC-9 der Alitalia stürzt beim Landeanflug ca. sechs Kilometer vor dem Flughafen ins Mittelmeer. 21 Menschen werden durch Besatzungen von Fischerbooten gerettet, 108 Menschen sterben.
- 28. Dezember: starke Schneefälle in Norddeutschland weiten sich zur Schneekatastrophe aus.

## Geboren

### Januar
- 01. Januar: Nina Bott, deutsche Schauspielerin

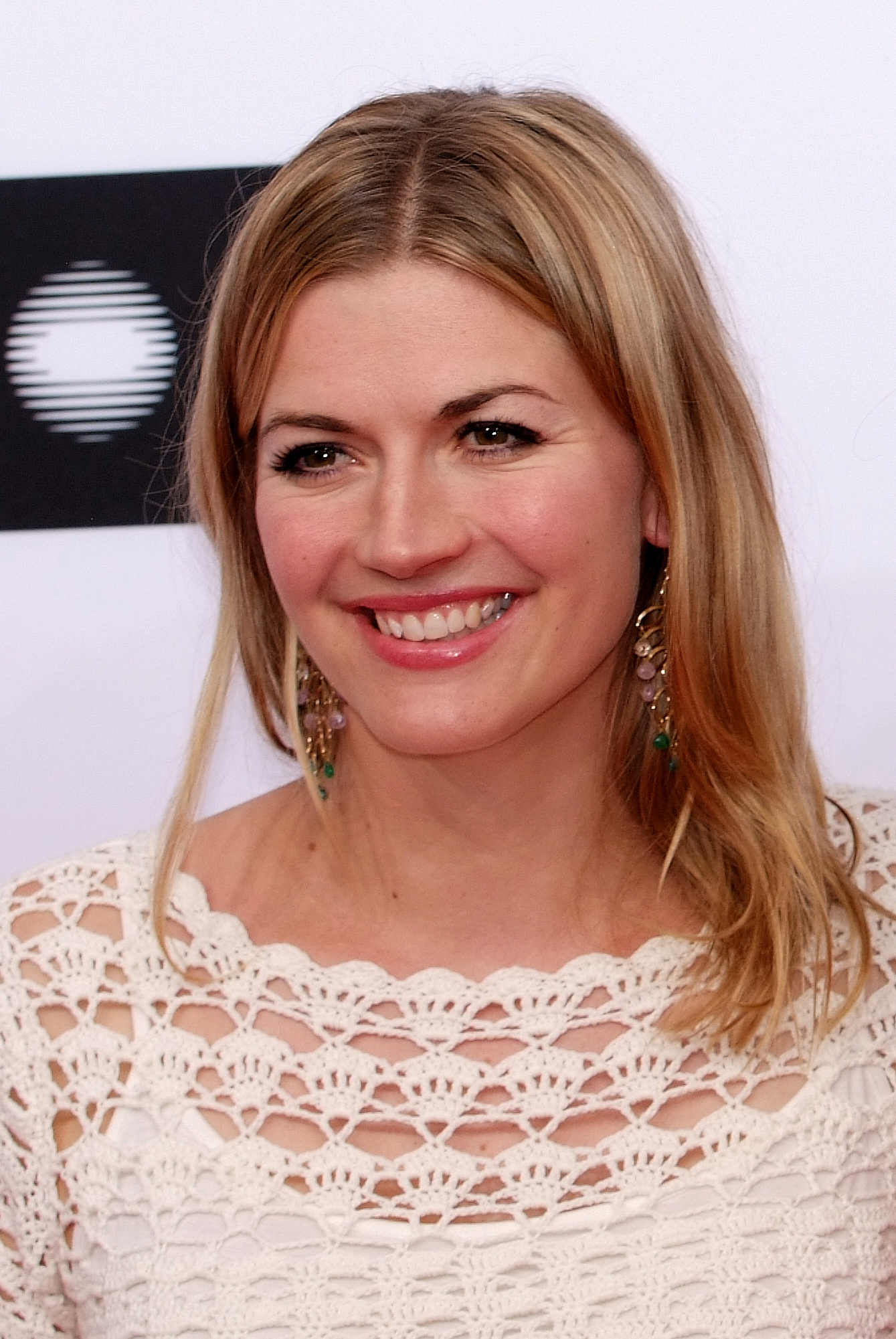
Nina Bott

- 02. Januar: Aimo Diana, italienischer Fußballspieler
- 02. Januar: Dawit Mudschiri, georgischer Fußballspieler
- 03. Januar: Stefan Adamsson, schwedischer Radrennfahrer
- 03. Januar: Mike York, US-amerikanischer Eishockeyspieler
- 04. Januar: Marius Ebbers, deutscher Fußballspieler
- 04. Januar: Karine Ruby, französische Snowboarderin († 2009)
- 04. Januar: Alexander Weber, deutsch-argentinischer Fechter
- 05. Januar: Bugz, US-amerikanischer Rapper († 1999)
- 05. Januar: Thomas Jöbstl, österreichischer Hornist
- 05. Januar: January Jones, US-amerikanische Schauspielerin
- 05. Januar: Franck Montagny, französischer Rennfahrer in der Formel 1
- 05. Januar: America Olivo, US-amerikanische Schauspielerin und Musikerin
- 05. Januar: Emilia Rydberg, schwedische Sängerin
- 05. Januar: Tim Wolff, deutscher Chefredakteur
- 07. Januar: Berengar Elsner von Gronow, deutscher Politiker
- 07. Januar: Jean Charles de Menezes, Brasilianer, in London von Polizisten erschossen († 2005)
- 07. Januar: Dante Thomas, US-amerikanischer R&B-Sänger und Musiker
- 08. Januar: Leonardo Bertagnolli, italienischer Radrennfahrer
- 09. Januar: Gennaro Gattuso, italienischer Fußballspieler
- 09. Januar: AJ McLean, US-amerikanischer Sänger und Mitglied der Boygroup Backstreet Boys
- 09. Januar: Simone Niggli-Luder, Schweizer Orientierungsläuferin
- 10. Januar: Daniele Bracciali, italienischer Tennisspieler
- 10. Januar: Ulrike Kaiser, Liechtensteiner Judoka
- 10. Januar: Facundo Quiroga, argentinischer Fußballspieler
- 10. Januar: Alan Soutar, schottischer Dartspieler
- 10. Januar: Tanel Tein, estnischer Basketballspieler
- 11. Januar: Muhammet Akagündüz, österreichischer Fußballspieler
- 11. Januar: Michael Liepin, deutscher Jurist
- 12. Januar: Stephen Abas, US-amerikanischer Ringer
- 13. Januar: Tinga, brasilianischer Fußballspieler
- 14. Januar: Abdelaziz Ahanfouf, deutsch-marokkanischer Fußballspieler
- 14. Januar: Wladimir Borissowitsch Antipow, russischer Eishockeyspieler
- 14. Januar: Shawn Crawford, US-amerikanischer Leichtathlet
- 15. Januar: Jerry Ahrlin, schwedischer Skilangläufer
- 15. Januar: Pablo Amo, spanischer Fußballspieler
- 15. Januar: Vanessa Baudzus, deutsche Fußballspielerin
- 15. Januar: Kristian Gjessing, dänischer Handballspieler
- 15. Januar: Franco Pellizotti, italienischer Radrennfahrer
- 17. Januar: Carolina Ardohain, argentinisches Model und Schauspielerin
- 17. Januar: Ingo Rust, deutscher Politiker und MdL
- 18. Januar: Sebastian Siedler, deutscher Radrennfahrer
- 18. Januar: Stev Theloke, deutscher Schwimmer
- 18. Januar: Thor Hushovd, norwegischer Radrennfahrer
- 18. Januar: Wandee Kameaim, thailändische Gewichtheberin
- 18. Januar: Katja Kipping, deutsche Politikerin

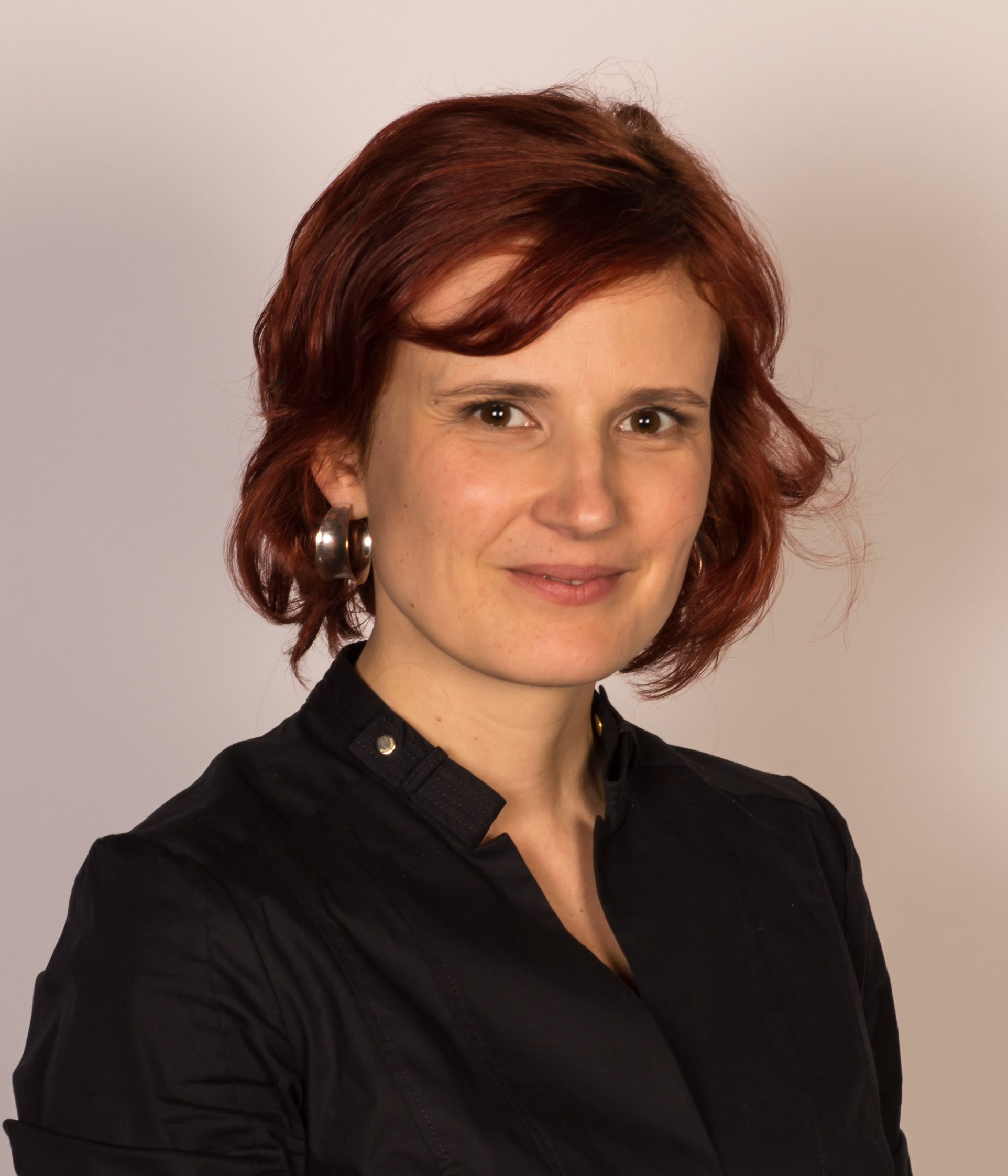
Katja Kipping

- 19. Januar: Jelena Mitschke, deutsche Schauspielerin
- 19. Januar: Philippe Palmiste, französischer Radrennfahrer
- 19. Januar: Bernard Williams, US-amerikanischer Leichtathlet
- 20. Januar: Salvatore Aronica, italienischer Fußballspieler
- 20. Januar: Wolodymyr Hrojsman, ukrainischer Politiker, Ministerpräsident
- 20. Januar: Sonja Kesselschläger, deutsche Siebenkämpferin
- 20. Januar: Susann de Luca, deutsche Radio- und Fernsehmoderatorin
- 20. Januar: Lucie Muhr, deutsche Schauspielerin
- 21. Januar: Faris Al-Sultan, deutscher Triathlet
- 21. Januar: Edita Malovčić, österreichische Schauspielerin und Sängerin
- 23. Januar: Markus Dworrak, deutscher Fußballspieler
- 23. Januar: Kikuko Tsumura, japanische Schriftstellerin
- 25. Januar: Josip Oriol Abella Solano, andorranischer Fußballspieler
- 25. Januar: Denis Nikolajewitsch Menschow, russischer Radrennfahrer
- 25. Januar: Wolodymyr Selenskyj, ukrainischer Präsident und Schauspieler
- 25. Januar: Lila Tretikov, russisch-US-amerikanische Informatikerin und Managerin
- 25. Januar: Charlène von Monaco, Fürstin von Monaco
- 26. Januar: Christian Douglas, deutscher Politiker
- 26. Januar: Adam Svoboda, tschechischer Eishockeyspieler († 2019)
- 27. Januar: Jana Adámková, tschechische Fußballspielerin
- 27. Januar: Robert Förster, deutscher Radrennfahrer
- 27. Januar: Viola Wedekind, deutsche Schauspielerin
- 28. Januar: Jamie Carragher, englischer Fußballspieler
- 28. Januar: Gianluigi Buffon, italienischer Fußballspieler
- 28. Januar: Papa Bouba Diop, senegalesischer Fußballspieler († 2020)
- 29. Januar: Martin Schmitt, deutscher Skispringer

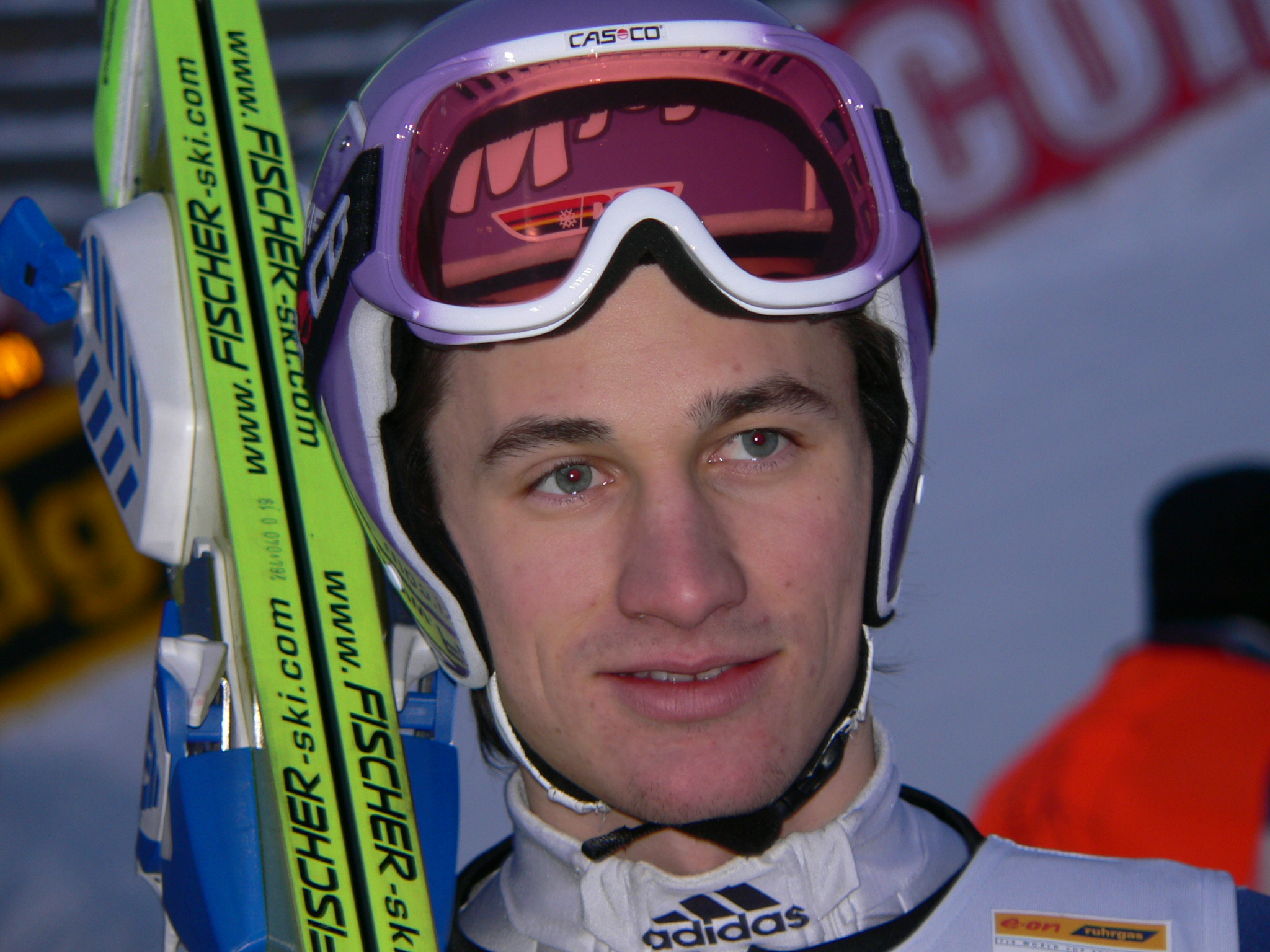
Martin Schmitt

- 30. Januar: Mark Brain, deutscher DJ und Produzent
- 30. Januar: Fabien Clain, französischer Terrorist († 2019)
- 30. Januar: MC Créu, brasilianischer Produzent und DJ

### Februar

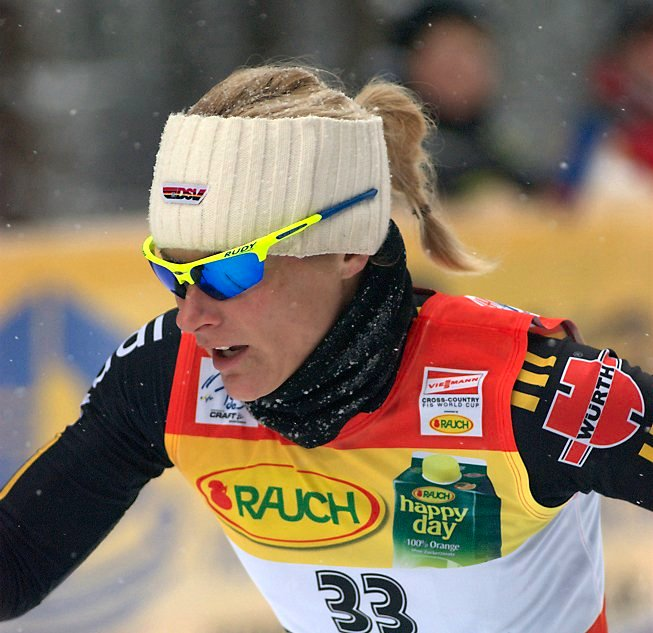
Claudia Nystad

- 01. Februar: Claudia Nystad, deutsche Skilangläuferin
- 01. Februar: Marion Wagner, deutsche Leichtathletin
- 02. Februar: Bárbara Mori, uruguayisch-mexikanische Schauspielerin
- 02. Februar: DJ Sir Colin, Schweizer House-DJ
- 03. Februar: Markus Appelmann, deutscher Fernseh- und Hörfunkmoderator
- 03. Februar: Joan Capdevila, spanischer Fußballspieler
- 03. Februar: Lars Troels Jørgensen, dänischer Handballspieler
- 03. Februar: Kelly Sullivan, US-amerikanische Schauspielerin
- 04. Februar: Mohamad Abd El Fatah, ägyptischer Ringer
- 04. Februar: Harriet Hunt, englische Schachspielerin
- 05. Februar: Jubaira Bachmann, Schweizer Fernsehmoderatorin und Redaktorin
- 05. Februar: Samuel Sánchez, spanischer Radrennfahrer
- 06. Februar: Gareth Roberts, walisischer Fußballspieler
- 07. Februar: David Aebischer, Schweizer Eishockeytorwart
- 07. Februar: Danilo Andrenacci, italienischer Radrennfahrer
- 07. Februar: Nicolas Ardouin, französischer Fußballspieler
- 07. Februar: Colin Beardsmore, kanadischer Eishockey-Profi
- 07. Februar: Daniel Van Buyten, belgischer Fußballspieler
- 07. Februar: Daniel Kubeš, tschechischer Handballspieler
- 07. Februar: Ashton Kutcher, US-amerikanischer Schauspieler und Showmoderator
- 07. Februar: Adama Njie, gambische Leichtathletin
- 08. Februar: Darren Lee Appleton, englischer Poolbillardspieler
- 09. Februar: Jan von Arx, Schweizer Eishockeyspieler
- 09. Februar: Gro Marit Istad-Kristiansen, norwegische Biathletin
- 10. Februar: Don Omar, Reggaeton-Musiker
- 11. Februar: Lourence Ilagan, philippinischer Dartspieler
- 12. Februar: Matías Esteban Cenci, argentinisch-italienischer Fußballspieler
- 13. Februar: Stephan Ebn, deutscher Schlagzeuger und Musikproduzent
- 13. Februar: Philippe Jaroussky, französischer Countertenor
- 13. Februar: Edsilia Rombley, niederländische Sängerin
- 14. Februar: Nicolás Pavlovich, jugoslawisch-argentinischer Fußballspieler
- 14. Februar: Rie Rasmussen, dänisches Fotomodell und Schauspielerin
- 14. Februar: Richard Hamilton, US-amerikanischer Basketballspieler
- 15. Februar: Kerstin Tzscherlich, deutsche Volleyballspielerin
- 16. Februar: Frédéric Amorison, belgischer Radrennfahrer
- 16. Februar: Vala Flosadóttir, isländische Leichtathletin und Olympiateilnehmerin
- 16. Februar: Aikaterina Oikonomopoulou, griechische Wasserballspielerin
- 16. Februar: Volker Oppitz, deutscher Fußballspieler und -funktionär
- 17. Februar: Yariv Mozer, israelischer Drehbuchautor, Filmproduzent und Regisseur
- 17. Februar: Nina Weisz, deutsche Schauspielerin

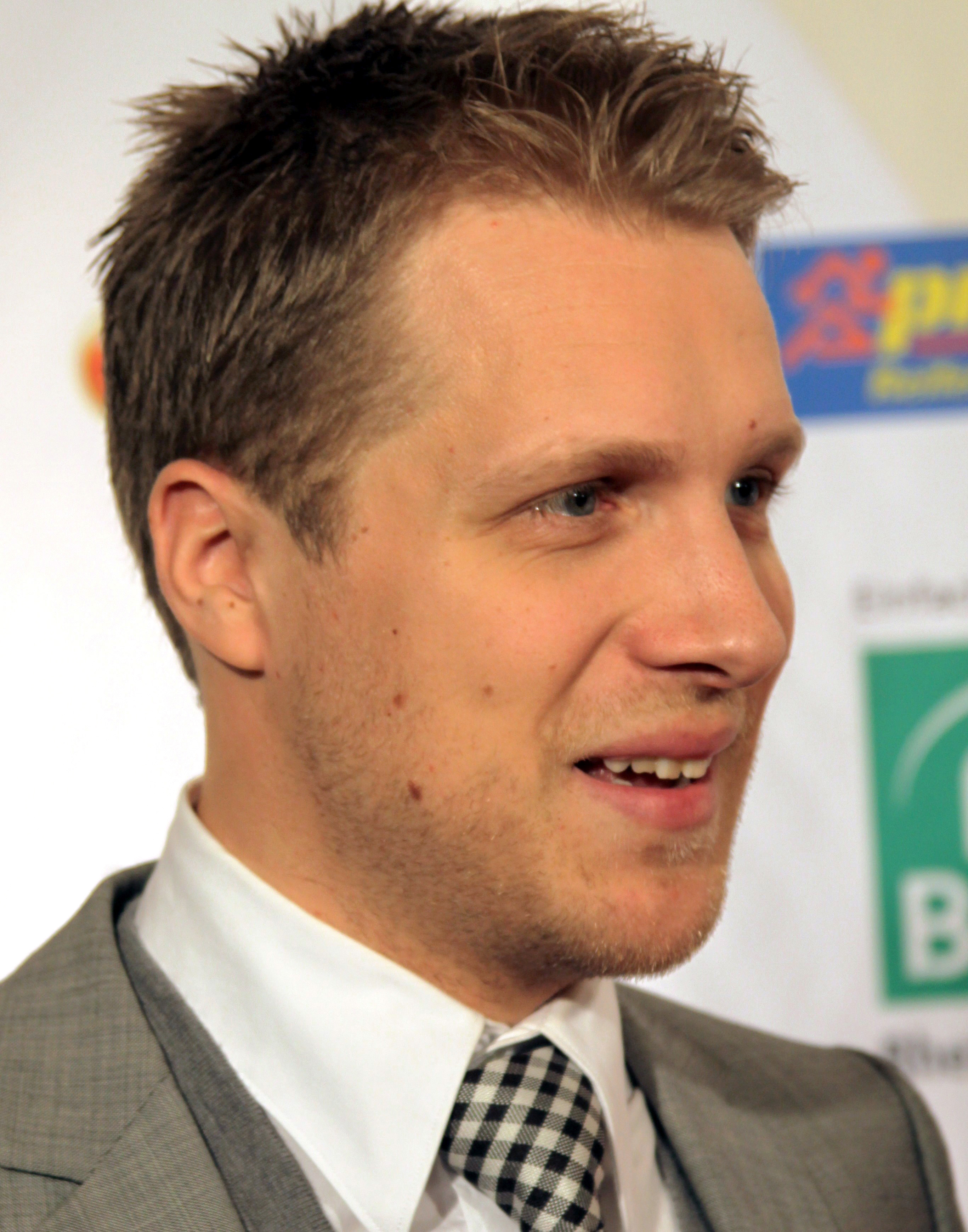
Oliver Pocher

- 18. Februar: Oliver Pocher, deutscher Entertainer, Showmaster und Komiker
- 18. Februar: Josip Šimunić, kroatischer Fußballer
- 18. Februar: Rubén Xaus, spanischer Motorradrennfahrer
- 19. Februar: Malin Kristina Edla Sofia Göstasdotter Arvidsson, schwedische Schauspielerin und Tänzerin
- 20. Februar: Julia Jentsch, deutsche Schauspielerin
- 20. Februar: Lauren Ambrose, US-amerikanische Film- und Fernsehschauspielerin
- 21. Februar: Ralf Bartels, deutscher Kugelstoßer
- 21. Februar: Maurice Karl, deutscher Schauspieler († 2000)
- 21. Februar: Kim Ha-neul, südkoreanische Schauspielerin
- 22. Februar: Daniela Büchner, deutsche Reality-TV-Teilnehmerin
- 23. Februar: Mikaël Aigroz, Schweizer Triathlet und Duathlet
- 23. Februar: Lars Klingbeil, deutscher Politiker
- 23. Februar: Kris Lemche, kanadischer Schauspieler
- 24. Februar: Christian Domke, deutscher Hockeyspieler
- 24. Februar: Rich Lee, US-amerikanischer Filmregisseur
- 25. Februar: Yazid Mansouri, algerischer Fußballspieler
- 25. Februar: Etienne van der Linde, südafrikanischer Rennfahrer
- 26. Februar: Tom Beck, deutscher Schauspieler und Sänger
- 27. Februar: Emelie Öhrstig, schwedische Skilangläuferin
- 28. Februar: Geoffrey Arend, US-amerikanischer Schauspieler
- 28. Februar: Myriam Keil, deutsche Schriftstellerin
- 28. Februar: Murali Perumal, deutscher Schauspieler
- 28. Februar: Benjamin Raich, österreichischer Skirennläufer
- 28. Februar: Davy Schollen, belgischer Fußballspieler

### März

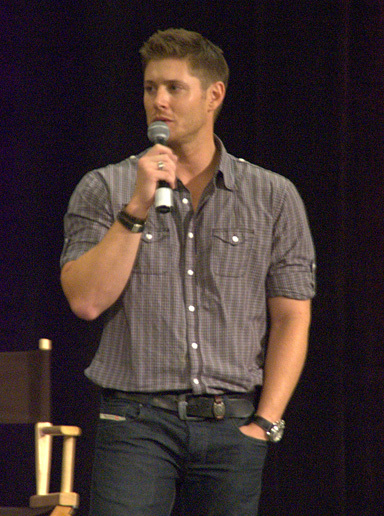
Jensen Ackles

- 01. März: Jensen Ross Ackles, US-amerikanischer Schauspieler
- 01. März: Sandra Braz, portugiesische Fußballschiedsrichterin
- 01. März: Liya Kebede, äthiopisches Model
- 01. März: Stefan Nimke, Profi-Radsportler
- 01. März: Christian Richter, deutscher Schachspieler
- 02. März: Radoslav Antl, slowakischer Handballspieler
- 02. März: Tomáš Kaberle, tschechischer Eishockeyspieler
- 03. März: Britta Carlson, deutsche Fußballspielerin
- 04. März: Nathanael Ackerman, britisch-US-amerikanischer Freistilringer
- 04. März: Metin Aslan, österreichischer Fußballspieler
- 04. März: Carolina Rivas, dominikanische Sängerin, Schauspielerin und Theaterproduzentin
- 04. März: Giovanni Zarrella, deutscher Popsänger
- 05. März: Andre Gurode, US-amerikanischer American-Football-Spieler
- 05. März: Papoose, US-amerikanischer Rapper
- 06. März: Thomas Godoj, deutscher Rocksänger & Gewinner der 5. Staffel „Deutschland sucht den Superstar“
- 07. März: Saša Stanišić, deutsch-bosnischer Schriftsteller
- 08. März: Mohammed Bouyeri, Mörder von Theo van Gogh
- 09. März: Lucas Neill, australischer Fußballspieler
- 10. März: Karen Brødsgaard, dänische Handballspielerin
- 10. März: Manuel Flecker, deutscher Klassischer Archäologe
- 10. März: André Höhne, deutscher Leichtathlet
- 10. März: Laura Pooth, deutsche Lehrerin und Gewerkschaftsfunktionärin
- 10. März: André Schneider, deutscher Schauspieler
- 11. März: Didier Drogba, ivorischer Fußballspieler
- 11. März: Craig Fairbaugh, US-amerikanischer Musiker
- 11. März: Albert Luque, spanischer Fußballspieler
- 11. März: Alberto Delgado Pérez, kubanischer Fußballspieler
- 12. März: Daniel Becke, deutscher Radrennfahrer
- 12. März: Arina Tanemura, eine japanische Manga-Zeichnerin
- 12. März: Jörg Zereike, deutscher Handballtorwart
- 13. März: Aaron Nguimbat, kamerunischer Fußballspieler
- 14. März: Pieter van den Hoogenband, niederländischer Schwimmer
- 15. März: Anna von Bayern, deutsche Journalistin und Autorin
- 15. März: Brahim Hemdani, algerischer Fußballspieler
- 16. März: Boris Derichebourg, französischer Unternehmer und Automobilrennfahrer
- 16. März: Annett Renneberg, deutsche Schauspielerin
- 17. März: Corina-Isabela Peptan, rumänische Schachspielerin
- 17. März: Jacinta van Lint, australische Schwimmerin
- 18. März: Brooke Hanson, australische Schwimmerin
- 18. März: Fredrik Johansson, schwedischer Radrennfahrer
- 18. März: Charlotte Roche, deutsche Fernseh-Moderatorin
- 19. März: Fisz, polnischer Rapper
- 20. März: Mike Adler, deutscher Schauspieler und Rapper
- 21. März: Rani Mukherjee, indische Schauspielerin und Fotomodell
- 21. März: Kevin Federline, US-amerikanischer Tänzer und Schauspieler
- 21. März: Alena Šeredová, tschechisches Fotomodell
- 22. März: Heinz Winckler, südafrikanischer Sänger
- 23. März: Piero Mazzocchetti, italienischer Sänger und Pianist
- 23. März: Walter Samuel, argentinischer Fußballspieler
- 23. März: Patrick Thaler, italienischer Skirennläufer
- 23. März: Nicholle Tom, US-amerikanische Schauspielerin
- 24. März: Bertrand Gille, französischer Handballer
- 24. März: Jean-René de Fournoux, französischer Automobilrennfahrer
- 24. März: Nikos Polychronopoulos, griechischer Karambolagespieler und Weltmeister der Junioren
- 25. März: Frank Reckzeh, deutscher Handballspieler
- 26. März: Birgit Bessin, deutsche Politikerin
- 26. März: Ron van der Hoff, niederländischer Bogenschütze
- 27. März: Leo Aberer, österreichischer Popmusiker
- 28. März: Nafisa Joseph, indisches Model († 2004)
- 29. März: Mattias Andersson, schwedischer Handballtorwart
- 30. März: Teemu Aalto, finnischer Eishockeyspieler
- 30. März: Robert Francz, deutscher Eishockeyspieler
- 30. März: Jan Gorr, deutscher Handballtrainer
- 30. März: Christoph Spycher, Schweizer Fußballprofi
- 31. März: Fernando Horácio Ávalos, argentinischer Fußballspieler
- 31. März: Sarah Masuch, deutsche Schauspielerin
- 31. März: Vivian Schmitt, deutsche Pornodarstellerin
- 31. März: Tony Yayo, US-amerikanischer Rapper

### April
- 01. April: Anamaria Marinca, rumänische Schauspielerin
- 02. April: Nicholas Berg, im Dritten Golfkrieg im Irak enthaupteter US-amerikanischer Geschäftsmann († 2004)
- 02. April: Julia Dahmen, deutsche Schauspielerin
- 02. April: Milan Vučićević, serbischer Handballspieler
- 03. April: Matthew Goode, britischer Schauspieler
- 03. April: Matt Kuusinen, US-amerikanischer Skispringer
- 03. April: John Smit, südafrikanischer Rugbyspieler
- 03. April: Raja Toumi, tunesische Handballspielerin
- 04. April: Raphael Grosch, belgischer Schauspieler

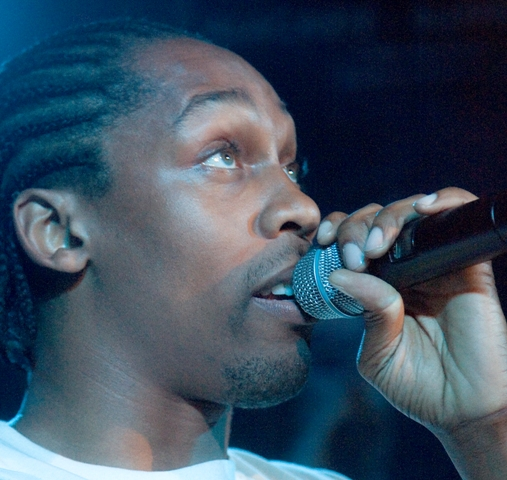
Lemar

- 04. April: Lemar, britischer Sänger
- 04. April: René Wolff, deutscher Bahnradsportler
- 05. April: Dwain Chambers, britischer Leichtathlet

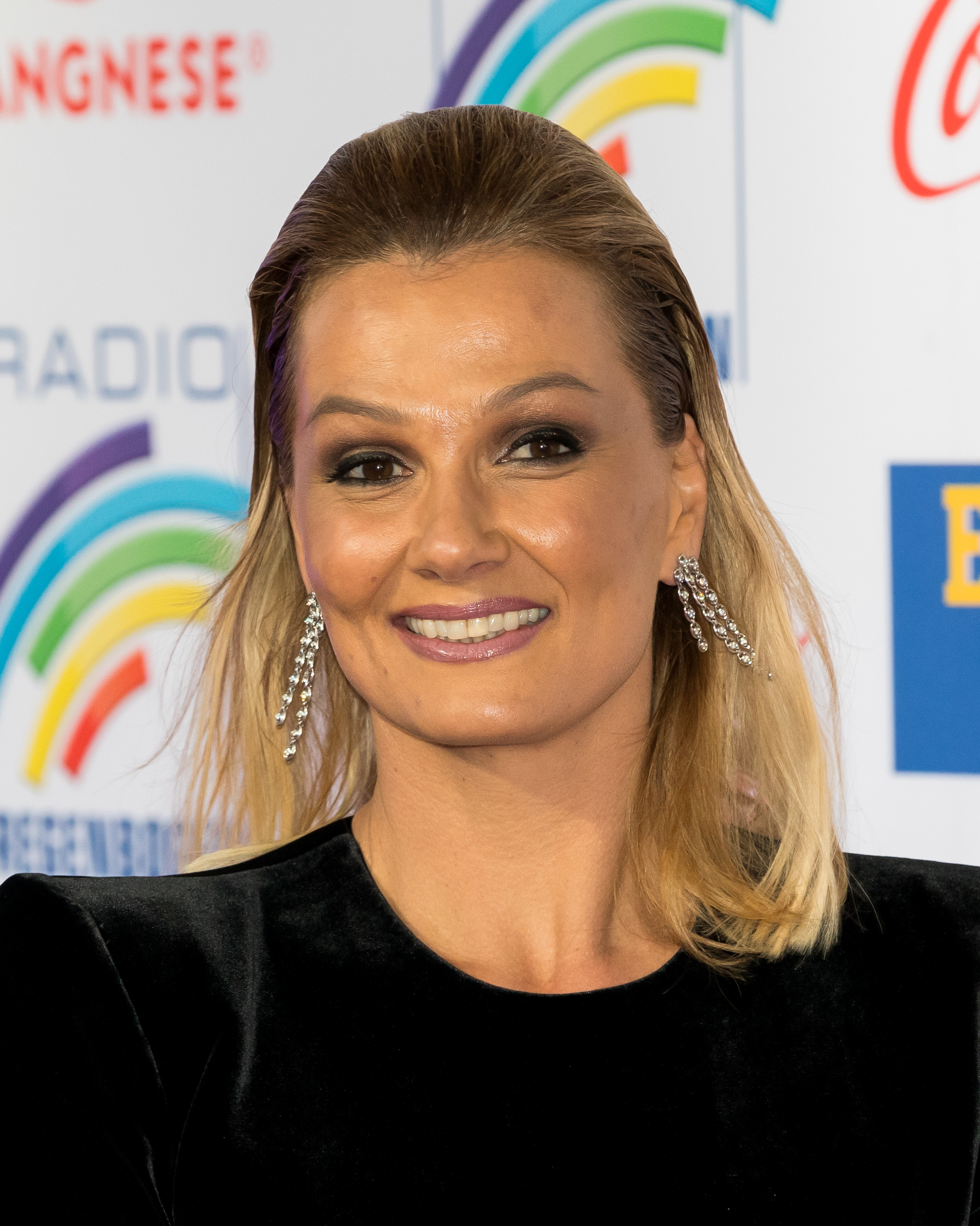
Franziska van Almsick

- 05. April: Casper Elgaard, dänischer Automobilrennfahrer
- 05. April: Franziska van Almsick, deutsche Schwimmerin
- 05. April: Bernd Heidicker, deutscher Ruderer
- 06. April: Hany El Fakharany, ägyptischer Handballspieler
- 07. April: Davor Dominiković, kroatischer Handballspieler und -trainer
- 07. April: Tommi Sillanpää, finnischer Handballspieler
- 08. April: Giuseppe Atzeni, Schweizer Radrennfahrer
- 08. April: Nico Frommer, deutscher Fußballspieler
- 09. April: Jorge Andrade, portugiesischer Fußballspieler
- 09. April: Verena Mundhenke, deutsche Schauspielerin, Filmregisseurin und Model
- 09. April: Vesna Pisarović, kroatische Sängerin und Komponistin
- 10. April: Hervé Arcade, französischer Straßenradrennfahrer
- 10. April: Eva Bramböck, österreichische Triathletin
- 10. April: Tosca Kniese, deutsche Politikerin
- 10. April: Joe Pack, US-amerikanischer Freestyle-Skier
- 11. April: Ksenija Bekeris, deutsche Politikerin
- 11. April: Brett Claywell, US-amerikanischer Schauspieler
- 11. April: Ariel Javier Rosada, argentinischer Fußballspieler
- 12. April: Stanislaw Angelow, bulgarischer Fußballspieler
- 12. April: Guy Rupert Berryman, schottischer Bassist
- 12. April: Max Schradin, deutscher TV-Moderator
- 13. April: Farruch Hukumatowitsch Amonatow, tadschikischer Schachspieler
- 13. April: Arron Asham, kanadischer Eishockeyspieler

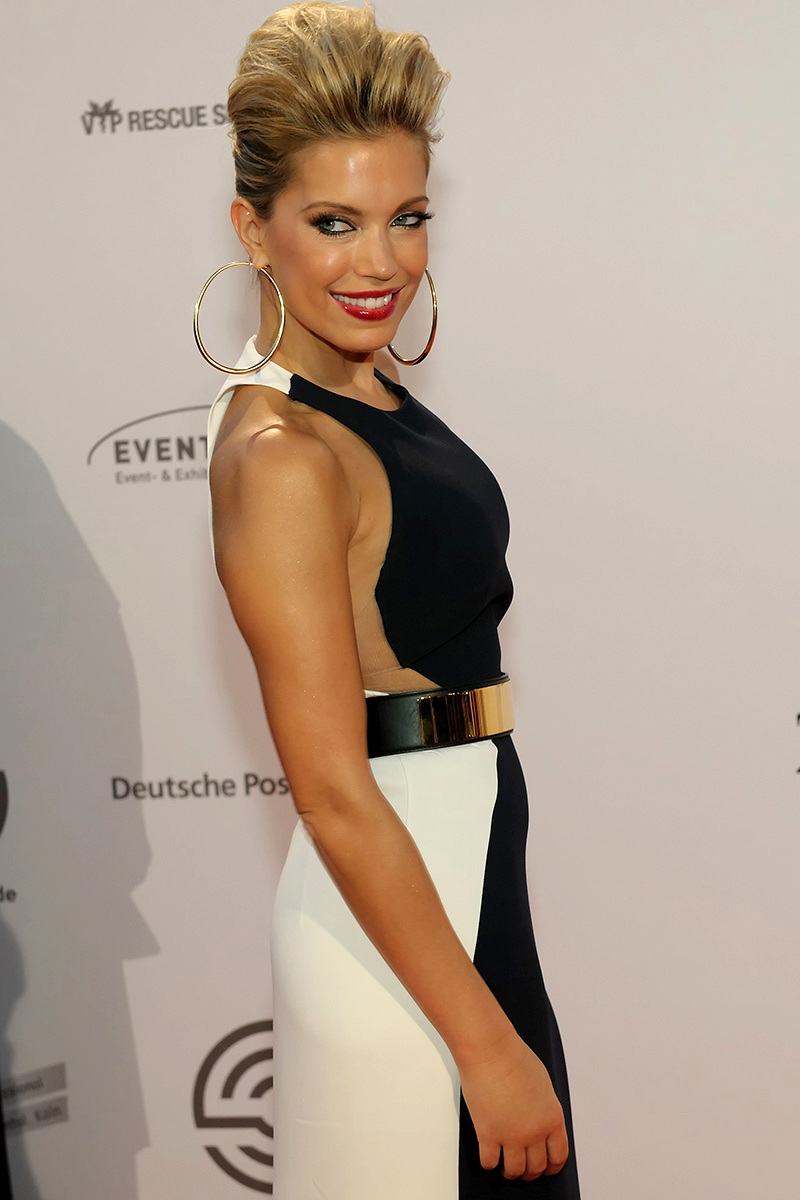
Sylvie Meis

- 13. April: Sylvie Meis, niederländische Moderatorin, Schauspielerin und Fotomodell
- 13. April: Carles Puyol, spanischer Fußballspieler
- 13. April: Antoni Miguel Sivera Peris, andorranischer Fußballspieler
- 14. April: Adnan Čustović, bosnisch-herzegowinischer Fußballspieler
- 15. April: Susanne Alt, deutsche Saxophonistin
- 15. April: Austin Aries, US-amerikanischer Wrestler
- 15. April: Luis Fonsi, US-amerikanischer Sänger
- 15. April: Claudius Weber, deutscher Fußballspieler und -trainer
- 16. April: Hailu Negussie, äthiopischer Marathonläufer
- 16. April: Nikki Griffin, US-amerikanische Schauspielerin
- 16. April: Iwan Andrejewitsch Urgant, russischer Fernsehmoderator
- 17. April: Monika Bergmann, deutsche Skirennläuferin
- 17. April: Daniel Fünffrock, deutscher Schauspieler
- 17. April: Karsten Ganschow, deutscher Handballspieler und Betriebswirt
- 17. April: Daniel Hensel, deutscher Komponist und Musikwissenschaftler
- 17. April: Hannu Manninen, finnischer Nordischer Kombinierer
- 17. April: David Murdoch, schottischer Curler
- 17. April: Jason White, schottischer Rugbyspieler
- 18. April: Helene Tjelland Abusdal, norwegische Badmintonspielerin
- 18. April: Leonardo de Deus Santos, brasilianisch-deutscher Fußballspieler
- 18. April: Maxim Podoprigora, österreichischer Schwimmer
- 19. April: Gabriel Heinze, argentinischer Fußballspieler
- 19. April: Dorothee Bär, deutsche Politikerin und MdB
- 19. April: James Franco, US-amerikanischer Schauspieler
- 19. April: Mira Wanting, dänische Schauspielerin († 2012)
- 20. April: Mathew Hayman, australischer Radrennfahrer
- 20. April: Stefan Wächter, deutscher Fußballtorhüter
- 20. April: Ferdinand Peroutka, tschechischer Schriftsteller, Dramaturg und Publizist
- 22. April: Jagoba Arrasate Elustondo, spanischer Fußballspieler und -trainer
- 22. April: Ida Auken, dänische Theologin und Politikerin
- 22. April: Marc Pircher, österreichischer Musiker
- 22. April: Daniela Preuß, deutsche Schauspielerin
- 22. April: Esteban Tuero, argentinischer Automobilrennfahrer
- 23. April: Gezahegne Abera, Marathonläufer und Olympiasieger
- 23. April: Kofi Amponsah, ghanaischer Fußballspieler
- 23. April: Adrian Wagner, deutscher Handballspieler und -trainer
- 24. April: Beat Arnold, Schweizer Politiker († 2021)
- 24. April: Matt Nagy, US-amerikanischer Footballtrainer
- 24. April: Ronny Scholz, deutscher Radrennfahrer
- 25. April: Tone Wølner, norwegische Handballspielerin
- 26. April: Myron Avant, US-amerikanischer R&B-Sänger
- 26. April: Peter Madsen, dänischer Fußballspieler
- 27. April: Pinar Atalay, deutsch-türkische Hörfunk- und Fernsehmoderatorin
- 27. April: Jakub Janda, tschechischer Skispringer
- 27. April: Sebastián Ariel Romero, argentinischer Fußballspieler
- 28. April: Andreas Jancke, deutscher Schauspieler
- 28. April: Nate Richert, US-amerikanischer Schauspieler
- 29. April: Masoud Haji Akhondzadeh, iranischer Judoka
- 29. April: Gernot Haas, österreichischer Schauspieler, Kabarettist, Moderator und Dialektkünstler
- 30. April: Simone Barone, italienischer Fußballspieler und -trainer
- 30. April: Joachim Boldsen, dänischer Handballspieler
- 30. April: Remi Broadway, australischer Schauspieler
- 30. April: Sandra Hüller, deutsche Theater- und Filmschauspielerin

### Mai
- 01. Mai: Michael Craig Russell, US-amerikanischer Tennisspieler
- 02. Mai: Rolf Ineichen, Schweizer Unternehmer und Autorennfahrer
- 03. Mai: Sigrun Arenz, deutsche Schriftstellerin
- 03. Mai: Paul Banks, anglo-amerikanischer Musiker
- 03. Mai: Franziska Giffey, deutsche Politikerin (SPD)
- 04. Mai: Sigrid Friedmann, österreichische Video- und Installationskünstlerin
- 04. Mai: Luke Laird, US-amerikanischer Songwriter und Musikproduzent
- 06. Mai: Florian Böhm, deutscher Schauspieler und Regisseur
- 06. Mai: Riitta-Liisa Roponen, finnische Skilangläuferin
- 07. Mai: Spend Abazi, dänischer Boxer

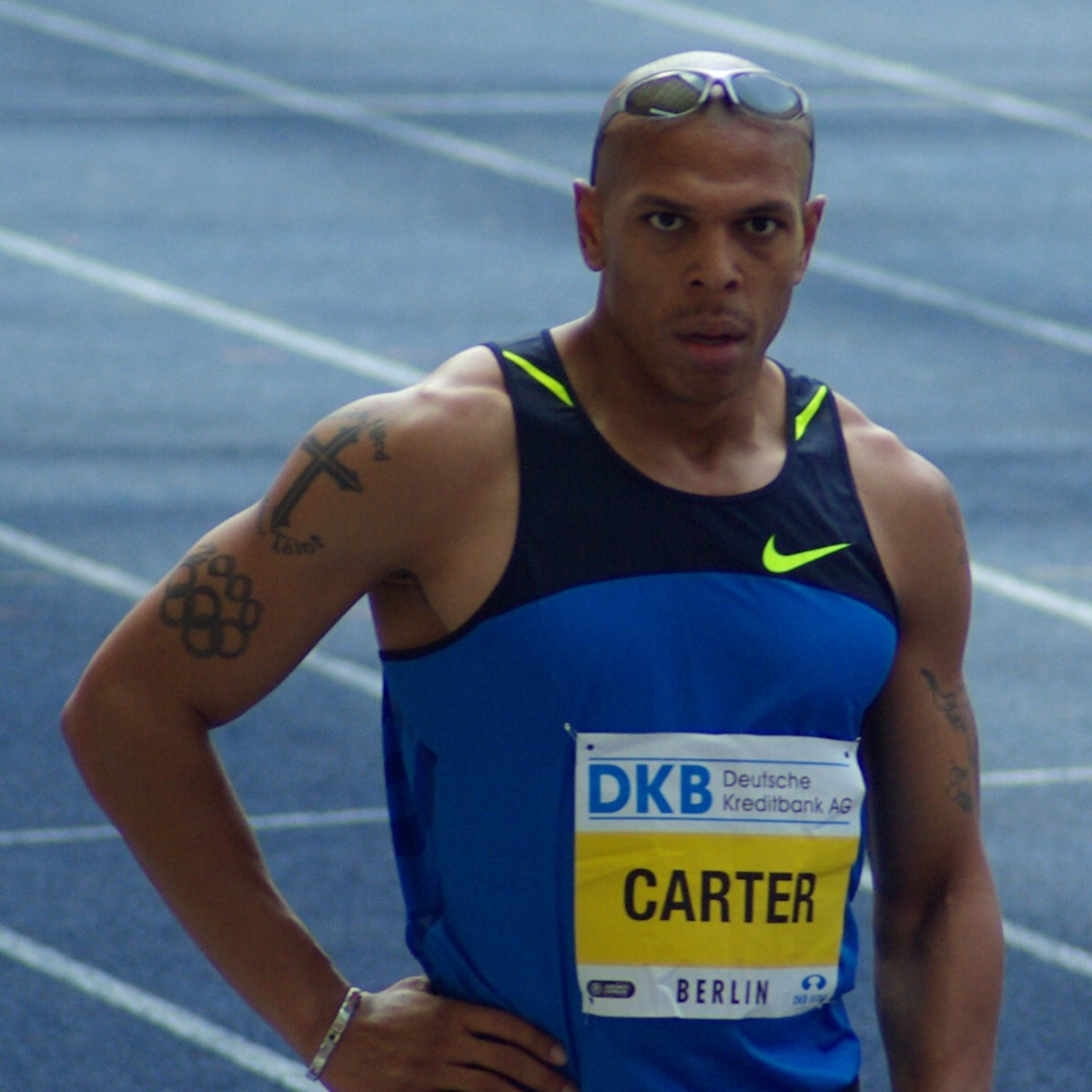
James Carter

- 07. Mai: James Carter, US-amerikanischer Leichtathlet
- 07. Mai: Shawn Marion, US-amerikanischer Basketballspieler
- 08. Mai: Lúcio, brasilianischer Fußballspieler
- 09. Mai: Leandro Damián Cufré, argentinischer Fußballspieler
- 09. Mai: Daniel Franzese, US-amerikanischer Schauspieler
- 10. Mai: Mithat Demirel, deutscher Basketballspieler
- 10. Mai: Danny Draven, US-amerikanischer Horrorfilmregisseur
- 11. Mai: Laetitia Casta, französisches Fotomodell und Schauspielerin
- 11. Mai: Richard B. Spencer, US-amerikanischer politischer Aktivist
- 12. Mai: Malin Åkerman, schwedisch-kanadische Schauspielerin, Sängerin und Model
- 12. Mai: Jason Biggs, US-amerikanischer Schauspieler
- 14. Mai: André Venceslau Valentim Macanga, angolanischer Fußballspieler
- 14. Mai: Gustavo Varela, uruguayischer Fußballspieler
- 15. Mai: Egoi Martínez, spanischer Radrennfahrer
- 16. Mai: Olga Alexejewna Saizewa, russische Biathletin
- 16. Mai: Lionel Sebastián Scaloni, argentinischer Fußballspieler
- 16. Mai: Jim Sturgess, britischer Schauspieler und Musiker
- 17. Mai: Stefan Herbst, deutscher Schwimmer
- 18. Mai: Ricardo Carvalho, portugiesischer Fußballspieler
- 18. Mai: Chad Donella, kanadischer Schauspieler
- 18. Mai: Genis García Iscla, andorranischer Fußballspieler
- 19. Mai: Mustafa Koray Avcı, türkischer Fußballspieler
- 20. Mai: Guerlain Chicherit, französischer Extremskifahrer und Rallyefahrer
- 20. Mai: Nils Schumann, deutscher Leichtathlet
- 21. Mai: Briana Banks, US-amerikanische Pornodarstellerin
- 22. Mai: Katie Price, britisches Fotomodell und „Boxenluder“
- 23. Mai: Dario Dabac, kroatischer Fußballspieler und -trainer
- 24. Mai: Nicola Ventola, italienischer Fußballspieler
- 25. Mai: Cory Arcangel, US-amerikanischer Künstler
- 25. Mai: Adam Wade Gontier, kanadischer Rock-Sänger
- 26. Mai: Benji Gregory, US-amerikanischer Schauspieler († 2024)
- 27. Mai: Jacques „Pancho“ Abardonado, französischer Fußballspieler
- 27. Mai: Hugo Armando, US-amerikanischer Tennisspieler
- 27. Mai: Fabian Del Priore, deutscher Komponist, Arrangeur und Sound-Designer
- 29. Mai: Sébastien Grosjean, französischer Tennisspieler
- 30. Mai: Martin Rother, deutscher Schauspieler
- 31. Mai: Daniel Bekono, kamerunischer Fußballtorwart
- 31. Mai: Liraz Charhi, israelische Schauspielerin und Sängerin

### Juni
- 01. Juni: Nikolaus Benda, deutscher Schauspieler und Sprecher
- 01. Juni: Hasna Benhassi, marokkanische Leichtathletin und Olympionikin
- 01. Juni: Li Duan, chinesischer Leichtathlet
- 02. Juni: Nikki Cox, US-amerikanische Schauspielerin
- 04. Juni: Suat Arslanboğa, türkischer Fußballschiedsrichter
- 05. Juni: Fernando Meira, portugiesischer Fußballspieler

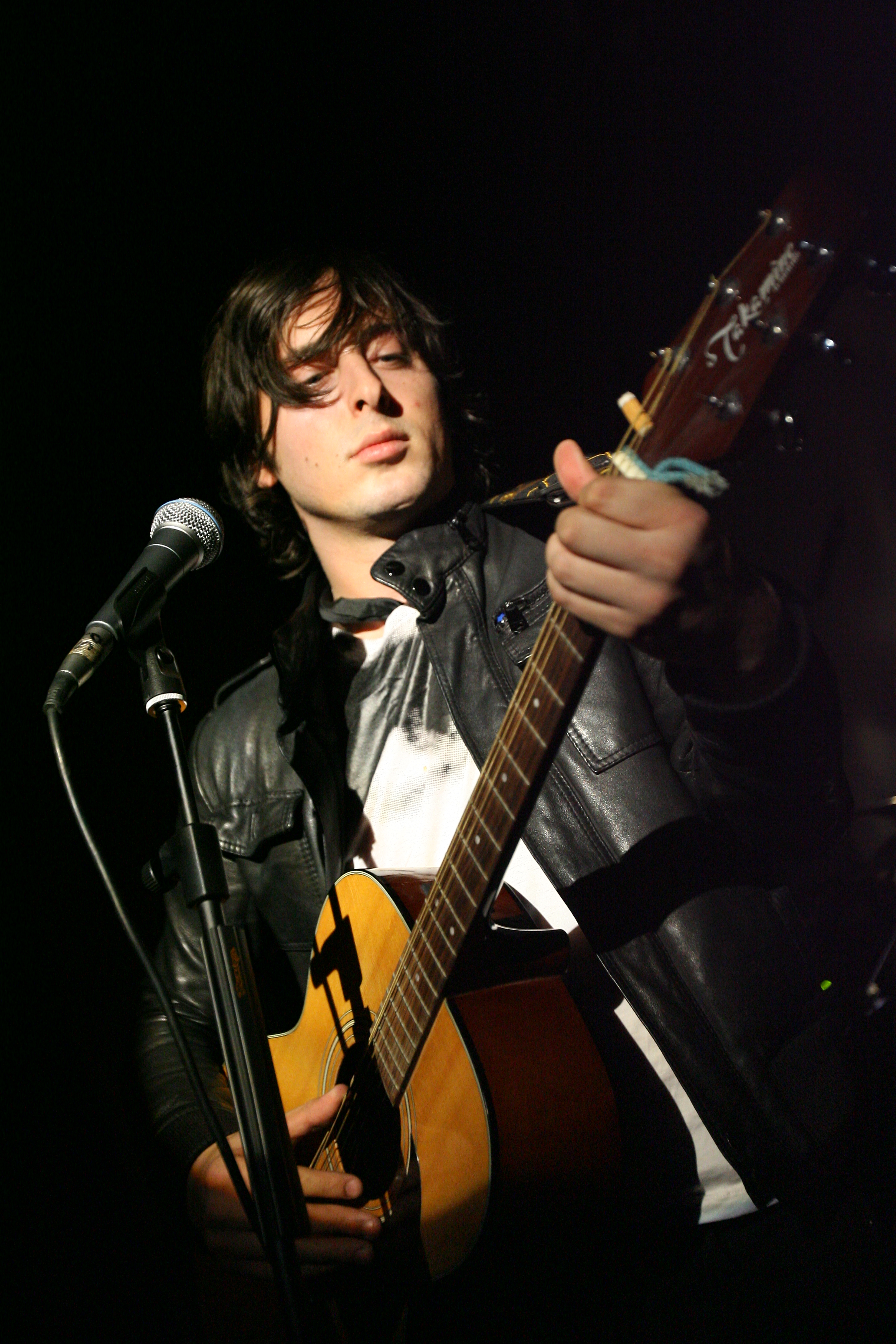
Carl Barât

- 06. Juni: Carl Ashley Raphael Barât, britischer Musiker
- 06. Juni: Faudel, algerischer Raïmusiker
- 06. Juni: D-Bo, deutscher Rapper
- 07. Juni: Susanna Clara Elisabeth Andén, schwedisches Model und Schauspielerin
- 08. Juni: Filipp Jegorow, russischer Bobfahrer

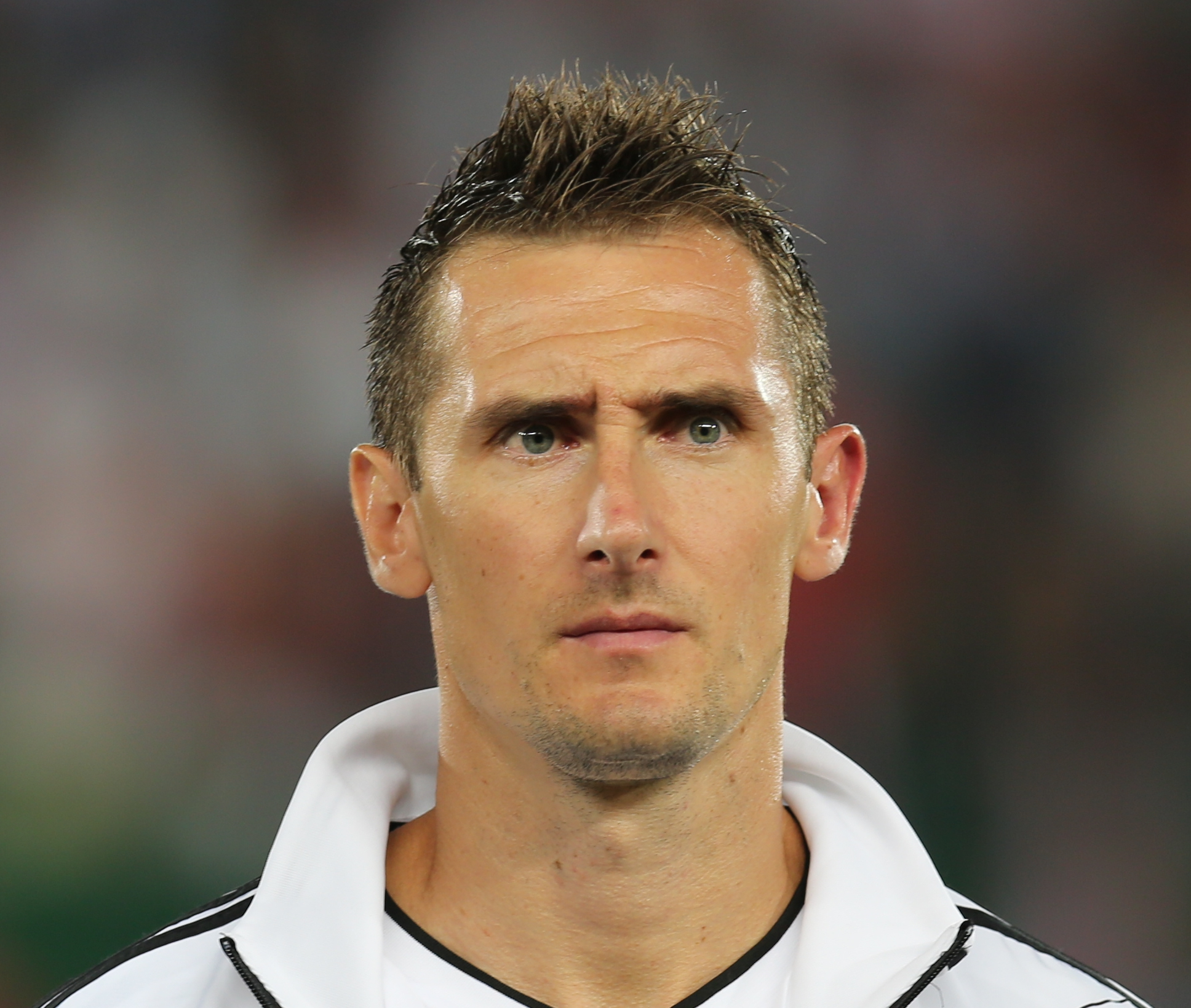
Miroslav Klose

- 09. Juni: Matthew Bellamy, britischer Rockmusiker
- 09. Juni: Miroslav Klose, deutscher Profi-Fußballspieler
- 09. Juni: Tonči Valčić, kroatischer Handballspieler
- 10. Juni: DJ Qualls, US-amerikanischer Schauspieler
- 10. Juni: Shane West, US-amerikanischer Schauspieler und Musiker
- 11. Juni: Julien Aubert, französischer Politiker
- 11. Juni: Mario Fesler, deutscher Schriftsteller
- 11. Juni: Jasmin Hutter, Schweizer Politikerin
- 11. Juni: Joshua Jackson, US-amerikanischer Schauspieler
- 11. Juni: Bruce Jouanny, französischer Automobilrennfahrer
- 13. Juni: Natalie Alison, österreichische Schauspielerin
- 13. Juni: Hillary Biscay, US-amerikanische Triathletin
- 13. Juni: Hilde Dalik, österreichische Schauspielerin
- 13. Juni: Ethan Embry, US-amerikanischer Schauspieler
- 13. Juni: Mathis Künzler, Schweizer Schauspieler
- 13. Juni: Richard Kingson, ghanaischer Fußballspieler
- 13. Juni: Alex Schmidt, deutsche Regisseurin und Drehbuchautorin
- 13. Juni: Antônio da Silva, brasilianischer Fußballspieler
- 13. Juni: Thomas Weiner, deutscher Politiker
- 14. Juni: Otar Tuschischwili, georgischer Ringer
- 13. Juni: Antônio da Silva, brasilianischer Fußballspieler
- 15. Juni: Gundula Niemeyer, deutsche Schauspielerin
- 16. Juni: Daniel Brühl, deutscher Schauspieler
- 18. Juni: Kathelijne Elisabeth Maria Aerts, belgische Sängerin

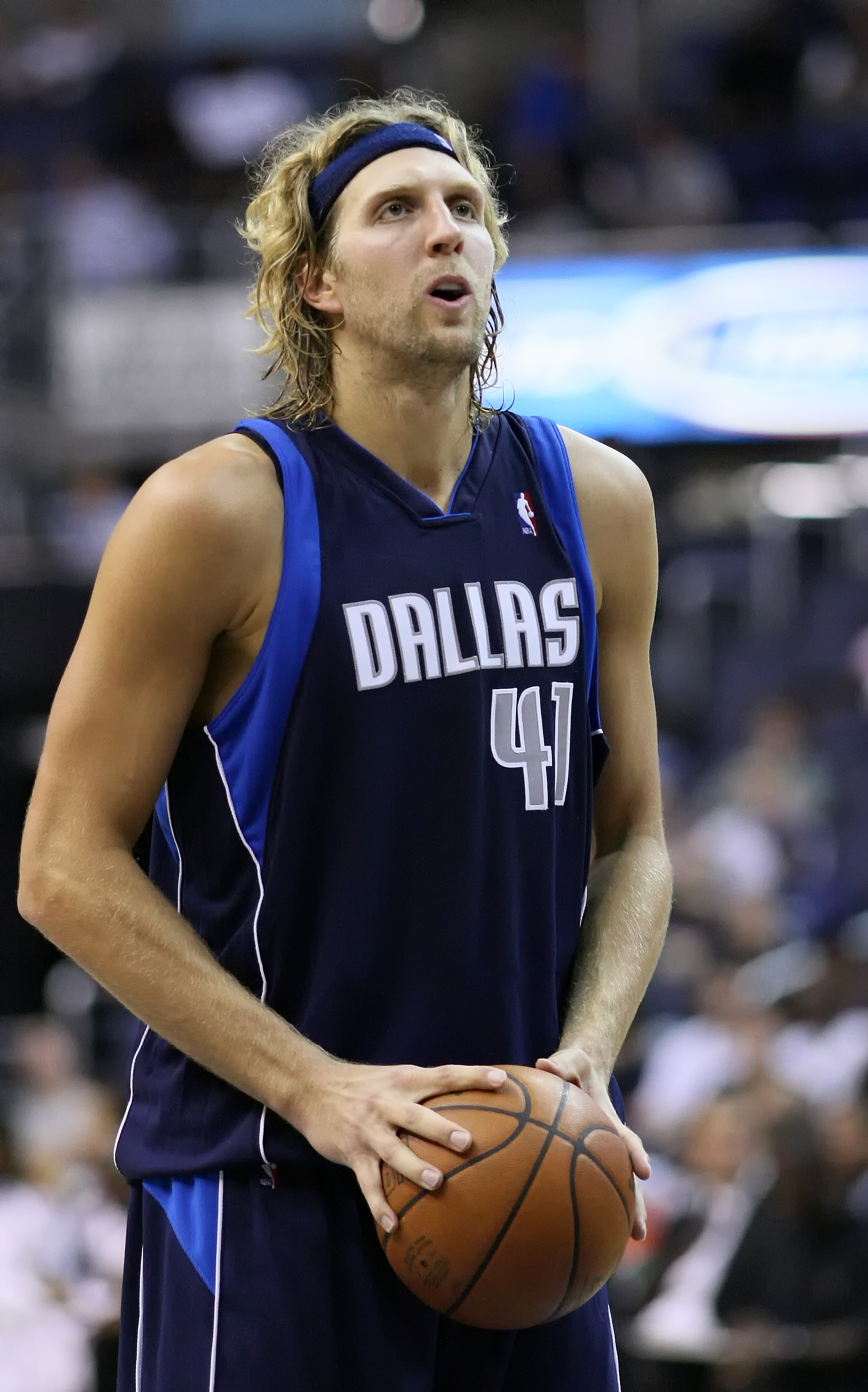
Dirk Nowitzki

- 19. Juni: Dirk Nowitzki, deutscher Basketballspieler
- 19. Juni: Glennis Grace, niederländische Sängerin
- 19. Juni: Mía Maestro, argentinische Schauspielerin und Sängerin
- 19. Juni: Kenny Noyes, US-amerikanischer Motorradrennfahrer
- 19. Juni: Marina Owsjannikowa, russische Fernsehredakteurin und Aktivistin
- 20. Juni: Judith Affeld, deutsche Fußballspielerin

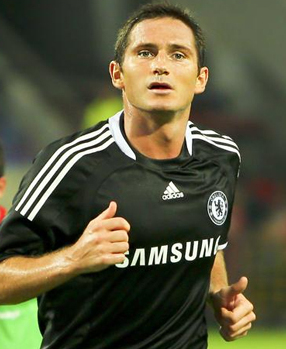
Frank Lampard

- 20. Juni: Frank Lampard, englischer Fußballspieler
- 20. Juni: Juli Sánchez, andorranischer Fußballspieler
- 22. Juni: José Luis Abajo Gómez, spanischer Degenfechter
- 22. Juni: Pedro Taborda, portugiesischer Fußballspieler
- 22. Juni: Dan Wheldon, britischer Automobilrennfahrer († 2011)
- 24. Juni: Ariel Marcus Rosenberg, US-amerikanischer Musiker
- 24. Juni: Shunsuke Nakamura, japanischer Fußball-Mittelfeldspieler
- 24. Juni: Juan Román Riquelme, argentinischer Fußballspieler
- 24. Juni: Emppu Vuorinen, finnischer Gitarrist
- 25. Juni: Stuart K. Arthur, kanadischer Badmintonspieler
- 26. Juni: Alex Arthur, britischer Boxer und Normalausleger
- 27. Juni: Sonja Böhm, deutsche Juristin
- 27. Juni: Petra Frey, österreichische Schlagersängerin
- 27. Juni: Sascha Ring, deutscher Techno- und Electronica-Musiker
- 27. Juni: Marc Terenzi, US-amerikanischer Pop-Sänger
- 28. Juni: Michele Marsching, deutscher Politiker
- 29. Juni: Steve Savidan, französischer Fußballspieler

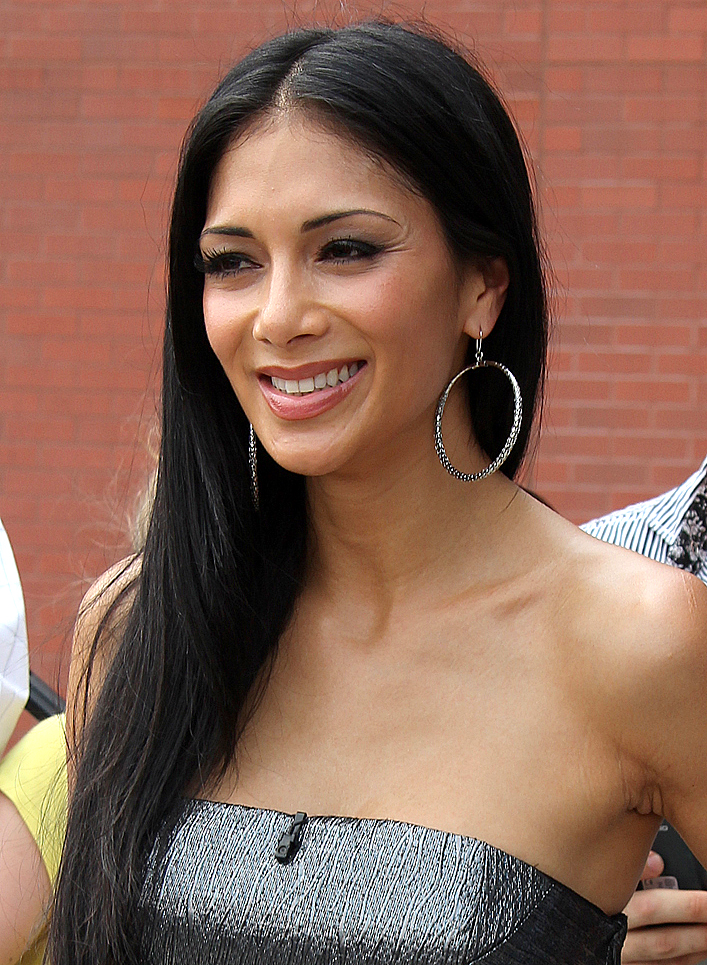
Nicole Scherzinger

- 29. Juni: Nicole Scherzinger, US-amerikanische Tänzerin und Sängerin
- 30. Juni: Malina Ebert, polnische Schauspieler

### Juli
- 01. Juli: Akeboshi, japanischer Pop- und Folkmusiker
- 01. Juli: Alessandra Aguilar, spanische Langstreckenläuferin
- 01. Juli: Christoph Dabrowski, deutscher Fußballspieler
- 01. Juli: Woo Sun-hee, südkoreanische Handballspielerin
- 02. Juli: Kossi Agassa, togoischer Fußballspieler
- 02. Juli: Darlington Omodiagbe, nigerianischer Fußballspieler
- 03. Juli: Mizuki Noguchi, japanische Marathonläuferin
- 03. Juli: Hendrik Müller, deutscher Handballtorhüter
- 03. Juli: Kim Kirchen, luxemburgischer Radrennfahrer
- 04. Juli: Marie Luc Arpin, kanadische Wasserballspielerin
- 04. Juli: Emile Mpenza, belgischer Fußballspieler

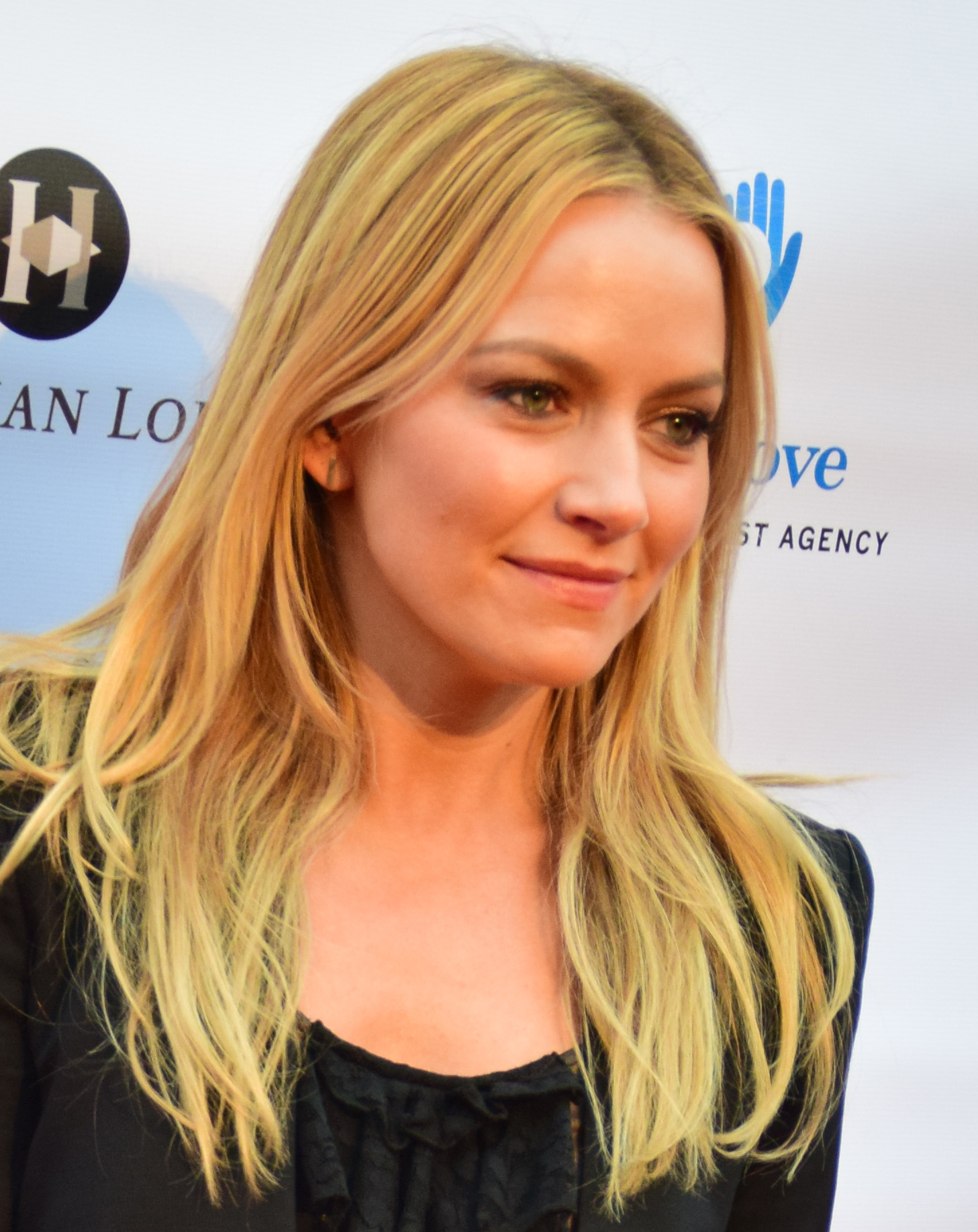
Becki Newton

- 04. Juli: Becki Newton, US-amerikanische Schauspielerin
- 05. Juli: Moritz Führmann, deutscher Schauspieler
- 05. Juli: Anneke Schwabe, deutsche Film- und Theaterschauspielerin
- 05. Juli: Allan Simonson, dänischer Automobilrennfahrer († 2013)
- 06. Juli: Danil Chalimow, kasachischer Ringer († 2020)
- 07. Juli: Marcus Ahlm, schwedischer Handballspieler
- 07. Juli: Chris Andersen, US-amerikanischer Basketballspieler
- 07. Juli: Marino Franchitti, britischer Automobilrennfahrer
- 08. Juli: Kat Frankie, australische Singer-Songwriterin und Gitarristin
- 08. Juli: Dimitrios Grammozis, griechischer Fußballspieler
- 08. Juli: Juan Miguel Mercado, spanischer Radrennprofi
- 09. Juli: Aryam Abreu Delgado, kubanischer Schachmeister
- 09. Juli: Linda Park, US-amerikanische Schauspielerin
- 09. Juli: Gulnara Galkina, russische Hindernisläuferin
- 09. Juli: Mark Medlock, deutscher Sänger und Sieger der Castingshow Deutschland sucht den Superstar
- 10. Juli: Giorgi Arweladse, georgischer Politiker
- 10. Juli: Boris Blank, deutscher Eishockeyspieler
- 10. Juli: Jorge Barra Cabello, andorranischer Fußballspieler
- 10. Juli: Benoît Lepelletier, französischer Schachspieler
- 10. Juli: Christina Roslyng, dänische Handballspielerin
- 11. Juli: Charlotte Engelhardt, deutsche Moderatorin und Schauspielerin
- 11. Juli: Filiz Polat, deutsch-türkische Politikerin
- 12. Juli: Thomas Dürr, liechtensteinischer Bobfahrer

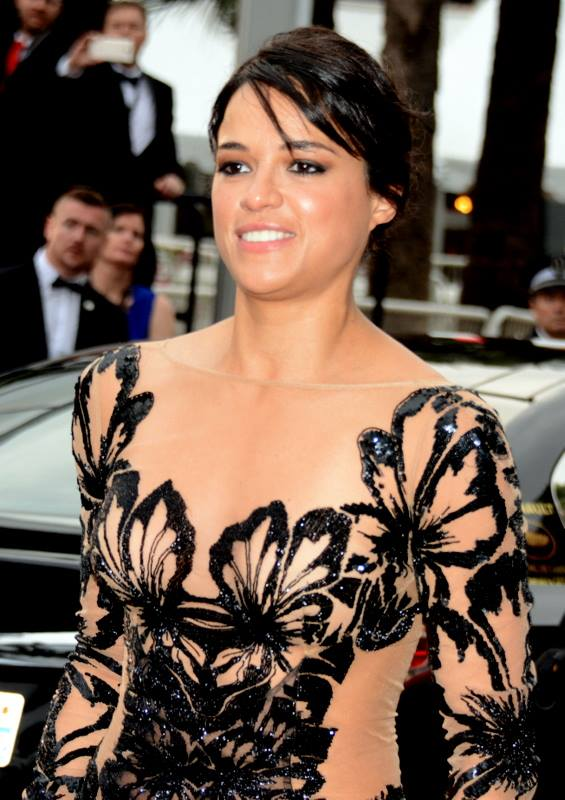
Michelle Rodríguez

- 12. Juli: Michelle Rodríguez, US-amerikanische Schauspielerin
- 12. Juli: Topher Grace, US-amerikanischer Schauspieler
- 12. Juli: Katrine Fruelund, dänische Handballspielerin
- 14. Juli: Natalja Pawlowna Arzybaschewa, russische Sommerbiathletin
- 14. Juli: Mattias Ekström, schwedischer Automobilrennfahrer
- 15. Juli: Stephan Schreck, deutscher Radrennfahrer
- 16. Juli: Evi Allemann, Schweizer Nationalrätin
- 16. Juli: Julia-Maria Köhler, deutsche Schauspielerin
- 17. Juli: Katharine Towne, US-amerikanische Schauspielerin
- 17. Juli: Justine Triet, französische Filmregisseurin
- 18. Juli: Tomas Danilevičius, litauischer Fußballspieler
- 18. Juli: Swen Enderlein, deutscher Endurosportler († 2004)
- 18. Juli: Rogier Oosterbaan, niederländischer Skirennläufer
- 19. Juli: Reymond Amsalem, israelische Schauspielerin
- 19. Juli: Jonathan Zebina, französischer Fußballspieler
- 20. Juli: Zoltan Fejer-Konnerth, Tischtennisspieler
- 20. Juli: Ludwig Hartmann, deutscher Politiker
- 20. Juli: Michelle O’Neill, irische Fußballschiedsrichterassistentin
- 21. Juli: Deniz Aytekin, deutscher Fußballschiedsrichter
- 21. Juli: Justin Bartha, US-amerikanischer Schauspieler
- 21. Juli: Damian Marley, jamaikanischer Roots Reggae-Musiker
- 21. Juli: Josh Hartnett, US-amerikanischer Schauspieler
- 22. Juli: A. J. Cook, US-amerikanische Schauspielerin
- 23. Juli: Stefanie Sun, Singapurer Sängerin
- 25. Juli: Louise Brown, das erste Retortenbaby
- 25. Juli: Lisa Maria Potthoff, deutsche Schauspielerin
- 25. Juli: Francisco Peña, spanischer Fußballspieler
- 26. Juli: Marcus Fraser, australischer Golfspieler
- 27. Juli: Tanja Wenzel, deutsche Schauspielerin
- 29. Juli: Robert Kozánek, tschechischer Musiker
- 30. Juli: Annett Möller, deutsche Fernsehmoderatorin
- 31. Juli: Yamba Asha, angolanischer Fußballspieler
- 31. Juli: Will Champion, britischer Schlagzeuger
- 31. Juli: Charlie Clausen, australischer Schauspieler
- 31. Juli: Tui Sutherland, Schriftstellerin, Mitglied des Autorenteams Erin Hunter
- 31. Juli: Justin Wilson, britischer Automobilrennfahrer († 2015)

### August
- 01. August: Edem Komlan Franck Atsou, togoischer Fußballspieler
- 02. August: Goran Gavrančić, serbischer Fußballspieler
- 02. August: Angel Lam, chinesische Komponistin
- 02. August: Deividas Šemberas, litauischer Fußballspieler
- 02. August: Natashia Williams, US-amerikanische Schauspielerin und Musikerin
- 03. August: Jouan Patrice Abanda Etong, kamerunischer Fußballspieler
- 03. August: Håkon Andersen, norwegischer Biathlet
- 04. August: Jeremy Adduono, kanadischer Eishockeyspieler
- 05. August: Kim Gevaert, belgische Leichtathletin

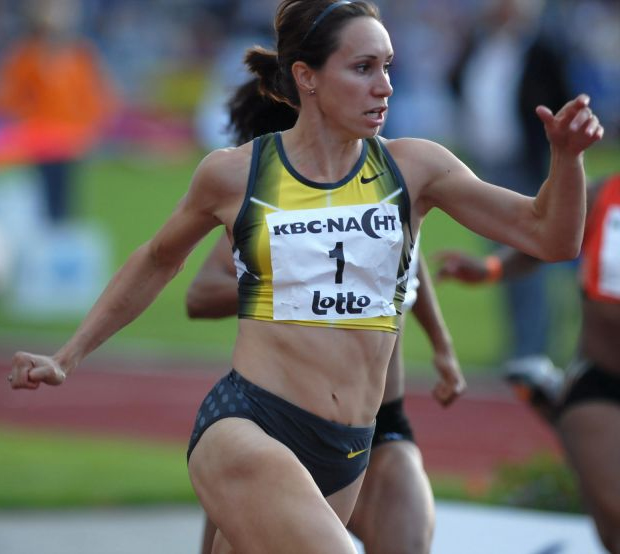
Kim Gevaert

- 05. August: Stefanie Gottschlich, deutsche Fußballspielerin
- 07. August: Michael Holt, Snooker-Spieler
- 07. August: Cirroc Lofton, US-amerikanischer Schauspieler und Rapper
- 07. August: Linsey Dawn McKenzie, britisches Erotikmodel
- 08. August: Alexander Bugera, deutscher Fußballspieler
- 09. August: Wesley Sonck, belgischer Fußballspieler
- 10. August: Daniel „Danny“ Allsopp, australischer Fußballspieler
- 10. August: Oli.P, eigentlich Oliver Petszokat, deutscher Schauspieler, Sänger und Moderator

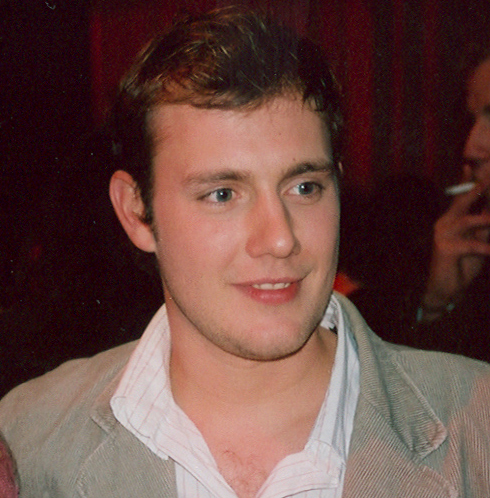
Oliver Petszokat

- 10. August: Bart Wellens, belgischer Radrennfahrer
- 10. August: Karen Zoid, südafrikanische Sängerin und Komponistin
- 11. August: David Groß, österreichischer Filmemacher, Journalist und Aktivist
- 11. August: Luca Iodice, ehemaliger italienischer Fußballspieler
- 11. August: Susanne Kunz, Schweizer Moderatorin, Schauspielerin und Kabarettistin
- 12. August: Hayley Wickenheiser, kanadische Eishockey- und Softballspielerin
- 13. August: Benjamin Mwaruwari, simbabwischer Fußballspieler
- 13. August: Moritz A. Sachs, deutscher Schauspieler
- 14. August: Marcel Fischer, Schweizer Fechter
- 14. August: Kailas Mahadevan, deutscher Schauspieler, Synchronsprecher und Rapper
- 15. August: Adel Tawil, deutscher Musiker ägyptisch-tunesischer Abstammung

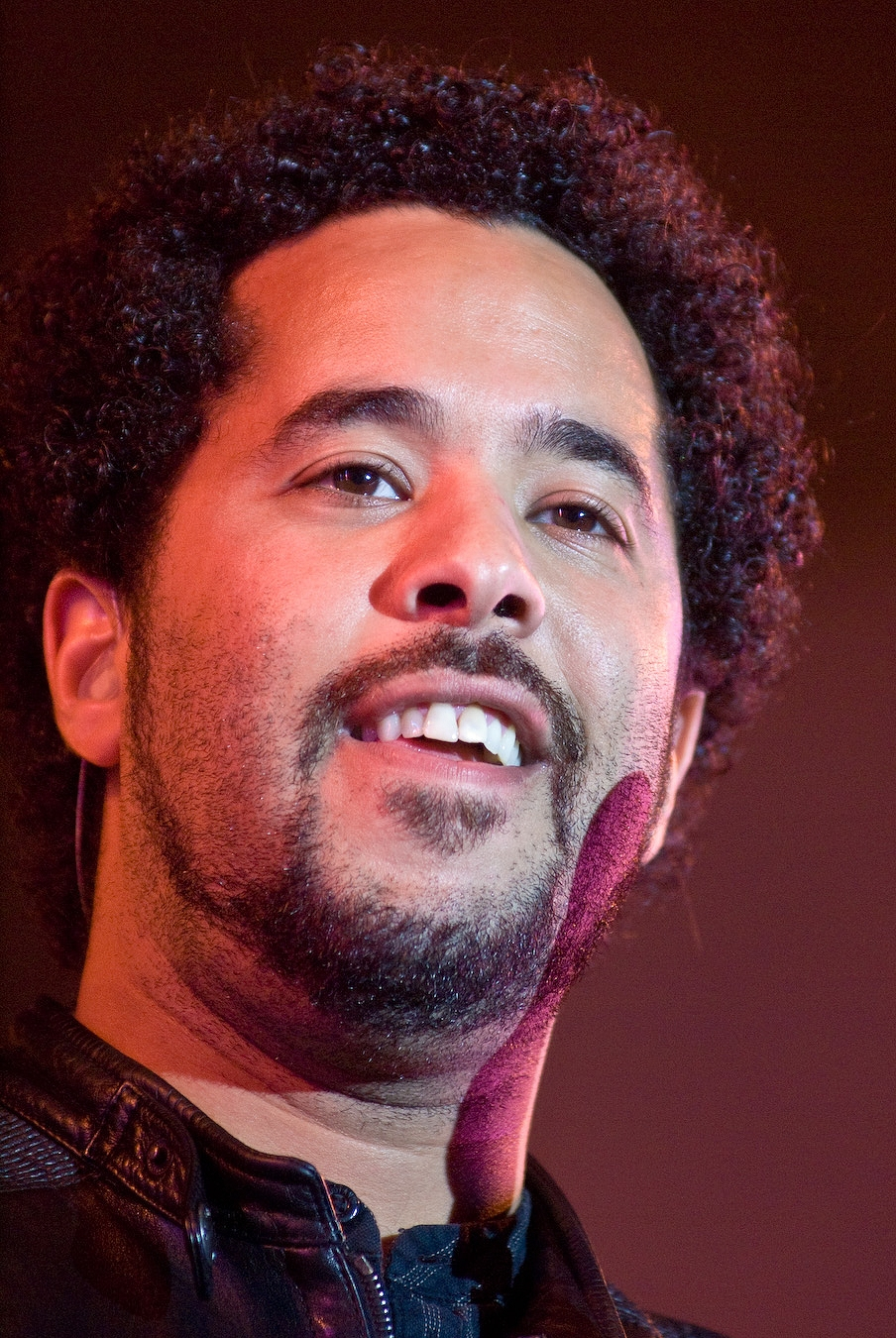
Adel Tawil

- 16. August: Sylvia Benzinger, deutsche Weinkönigin
- 17. August: Anna Blomeier, deutsche Schauspielerin
- 17. August: Alexandra Meisl, deutsche Handballspielerin
- 17. August: Vibeke Stene, norwegische Sängerin
- 18. August: Daniel Hartwich, deutscher Fernsehmoderator
- 18. August: Nathen Maxwell, US-amerikanischer Bassist
- 18. August: Lev Zhurbin, russischer Komponist und Bratschist
- 19. August: Luis von Ahn, guatemaltekischer Professor für Informatik
- 19. August: Nika King, US-amerikanische Schauspielerin und Stand-Up-Komikerin
- 19. August: François Modesto, französischer Fußballspieler und -funktionär
- 19. August: Ragnar Óskarsson, isländischer Handballspieler
- 20. August: Akua Naru, US-amerikanische Hip-Hop-Künstlerin
- 20. August: Alberto Martín, spanischer Tennisspieler
- 20. August: Gábor Vona, ungarischer Politiker
- 22. August: Malin Crépin, schwedische Schauspielerin
- 22. August: Emir Hüseynov, aserbaidschanischer Billardspieler
- 22. August: Roberto Pinto, portugiesischer Fußballspieler
- 23. August: Kobe Bryant, US-amerikanischer Basketballspieler († 2020)

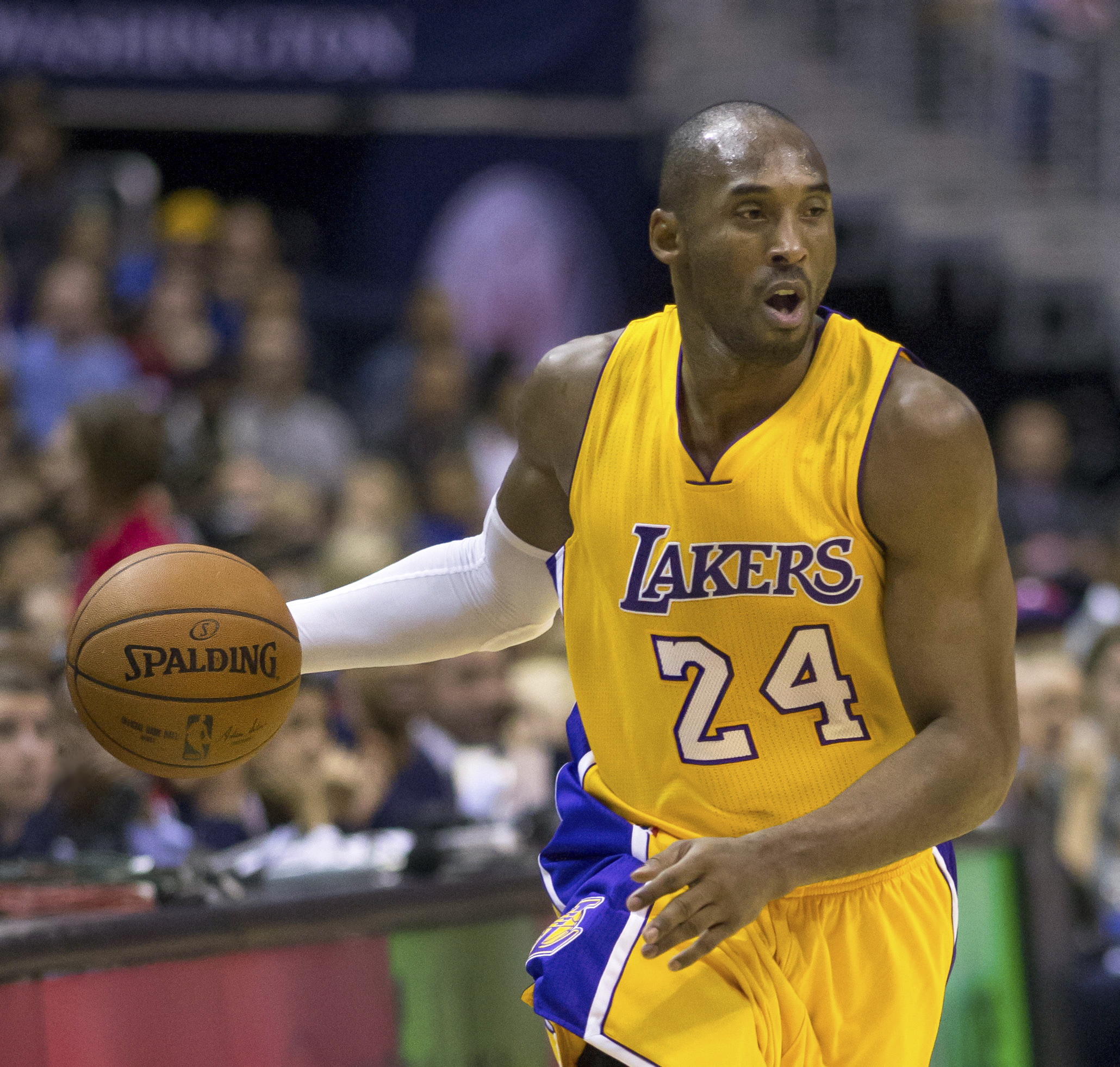
Kobe Bryant

- 23. August: Julian Casablancas, US-amerikanischer Sänger und Songwriter
- 23. August: Paddy Kroetz, deutscher Reporter und Fernsehmoderator
- 23. August: Andrew Rannells, US-amerikanischer Schauspieler und Sänger
- 24. August: Yves Allegro, Schweizer Tennisspieler
- 24. August: Reynaldo Rivera, philippinischer Dartspieler
- 25. August: Antoine Bauza, französischer Spieleautor
- 25. August: Christian Maicon Hening, brasilianischer Fußballprofi
- 25. August: Kel Mitchell, US-amerikanischer Schauspieler und Sänger
- 25. August: Oliver Roggisch, deutscher Handballspieler
- 26. August: Valentine Atem Fondongbeze, kamerunischer Fußballspieler
- 26. August: Cedric Burnside, US-amerikanischer Blues-Gitarrist, Schlagzeuger, Sänger und Songwriter
- 27. August: Sebastian Haseney, deutscher Nordisch Kombinierer
- 27. August: Philipp Löhle, deutscher Dramatiker und Regisseur
- 28. August: Danijel Anđelković, serbischer Handballspieler und -trainer
- 29. August: Déborah Anthonioz, französische Snowboarderin
- 29. August: Volkan Arslan, türkischer Fußballspieler
- 29. August: Jens Boden, deutscher Eisschnellläufer
- 29. August: Daniel Christensen, deutsch-dänischer Schauspieler
- 30. August: Cherie DeVille, US-amerikanische Pornodarstellerin
- 30. August: Richard O’Connor, anguillischer Fußballspieler
- 31. August: Clemens Arnold, deutscher Hockeyspieler

### September
- 02. September: Inken Becher, deutsche Fußballspielerin

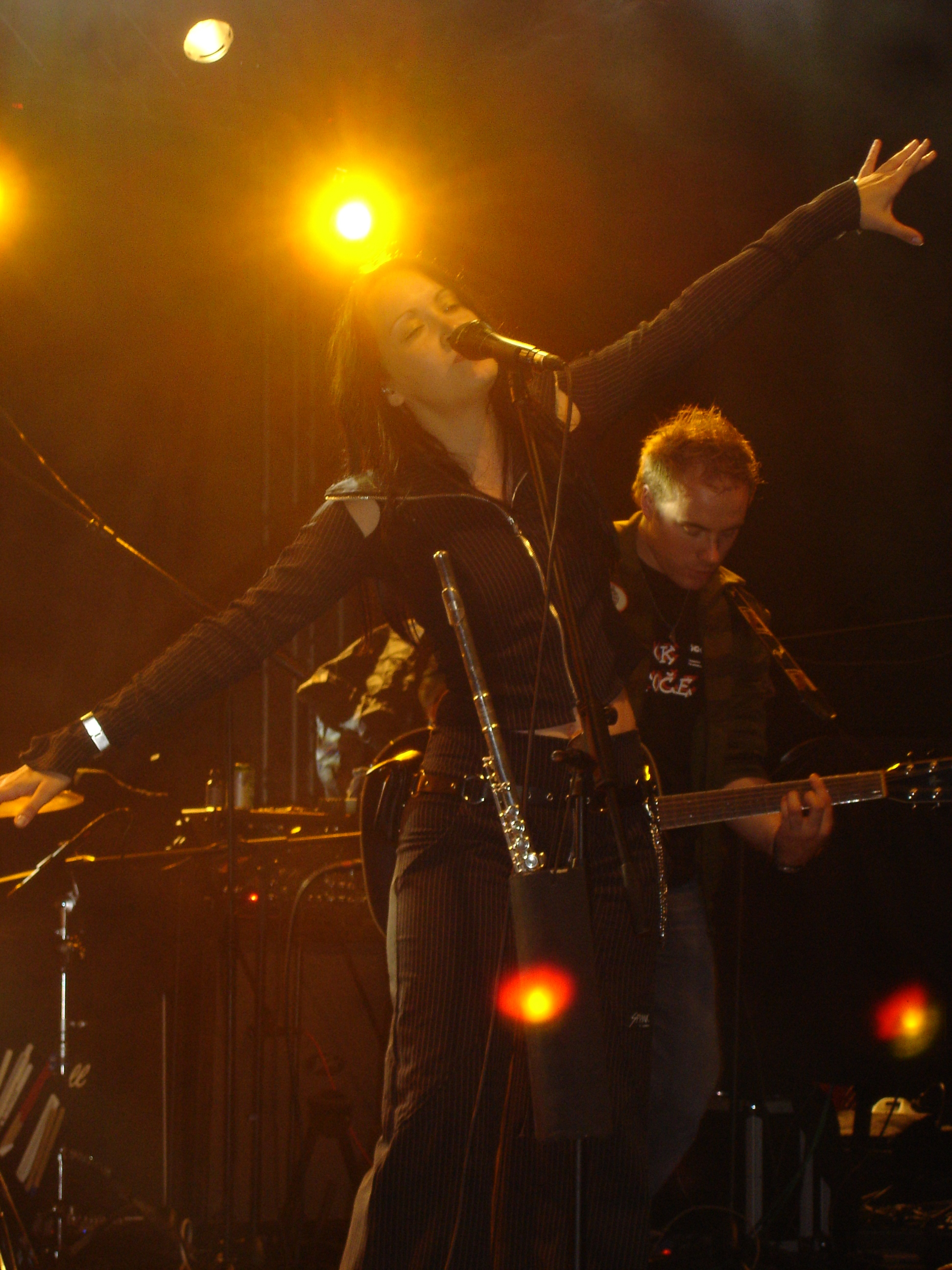
Tinkara Kovač

- 03. September: Tinkara Kovač, slowenische Rock- und Popsängerin und Flötistin
- 04. September: Wes Bentley, US-amerikanischer Schauspieler
- 04. September: Michael V. Knudsen, dänischer Handballspieler
- 04. September: Danijel Ljuboja, serbischer Fußballspieler
- 05. September: Chris Hipkins, Premierminister von Neuseeland
- 05. September: Andrea Soncin, italienischer Fußballspieler und ‑trainer
- 05. September: Laura Story, US-amerikanische Musikerin, Sängerin und Songwriterin
- 06. September: Marlain Angelidou, griechische Sängerin
- 06. September: Süreyya Ayhan, türkische Leichtathletin
- 06. September: Ufuk Ateş, türkischer Fußballspieler und -trainer
- 06. September: Foxy Brown, US-amerikanische Rapperin
- 06. September: Curse, deutscher Rapper
- 06. September: Reham abd-el Ghafur, ägyptische Schauspielerin
- 06. September: Peter van Huffel, kanadischer Jazz-Musiker
- 07. September: Devon Sawa, kanadischer Filmschauspieler
- 08. September: Lucilla Agosti, italienische Schauspielerin, Showmasterin und Moderatorin
- 08. September: Gerard Autet Serrabasa, spanischer Fußballspieler
- 08. September: Marco Sturm, deutscher Eishockeyspieler
- 10. September: Tommy Roger Atterhäll, schwedischer Handballspieler
- 10. September: Aferdita Podvorica, albanische Fußballspielerin
- 11. September: Laurent Courtois, französischer Fußballspieler und -trainer
- 11. September: Edward Reed, US-amerikanischer American-Football-Spieler
- 11. September: Else-Marthe Sørlie Lybekk, norwegische Handballspielerin
- 11. September: Dejan Stanković, serbischer Fußballspieler
- 12. September: Lukáš Došek, tschechischer Fußballspieler
- 12. September: Felix Hellmann, deutscher Schauspieler
- 12. September: Benjamin McKenzie, US-amerikanischer Schauspieler
- 12. September: Sebastián Porto, argentinischer Motorradrennfahrer
- 14. September: Ron DeSantis, US-amerikanischer Politiker, Gouverneur von Florida
- 14. September: Carmen Kass, estnisches Topmodell
- 15. September: Marko Pantelić, serbischer Fußballer
- 16. September: Claudia Marx, deutsche Leichtathletin
- 16. September: Viktor Szilágyi, österreichischer Handballspieler
- 16. September: Michael Uhrmann, deutscher Skispringer
- 19. September: Michelle Alves, brasilianisches Modell
- 19. September: Amil, US-amerikanische Rapperin
- 19. September: Philipp Klaus, deutscher Handballspieler und Architekt
- 19. September: Mariano Puerta, argentinischer Tennisspieler
- 20. September: Martin Abraham, tschechischer Fußball- und Futsalspieler
- 20. September: Sarit Hadad, israelische Sängerin
- 20. September: Sebastian Stahl, deutscher Automobilrennfahrer
- 21. September: Benny Lindt, deutscher Handballspieler

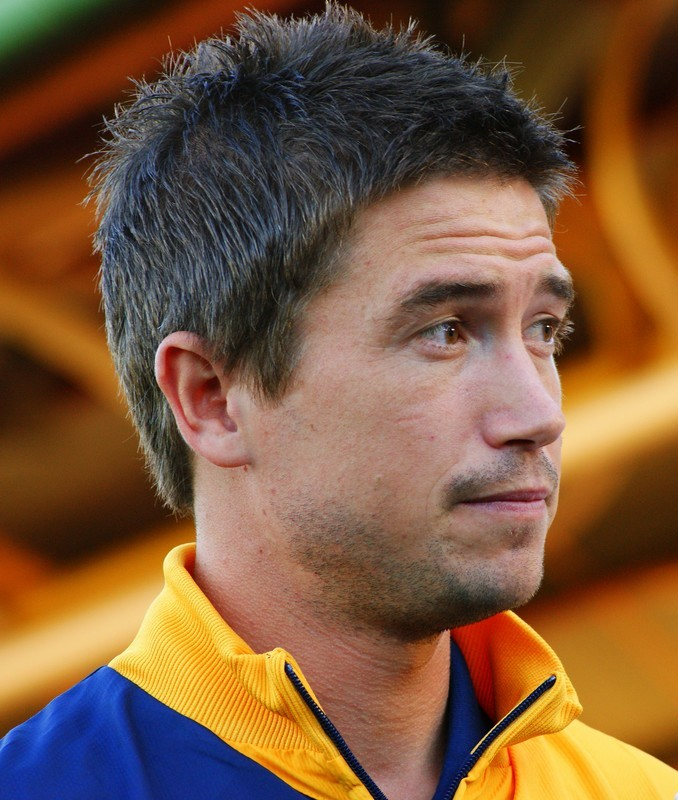
Harry Kewell

- 22. September: Sergei Stanislawowitsch Arekajew, russischer Eishockeyspieler
- 22. September: Nico Kemmler, deutscher Fußballspieler und -trainer
- 22. September: Harry Kewell, australischer Fußballspieler
- 22. September: Eric Ries, US-amerikanischer Entrepreneur und Autor
- 23. September: Ingrid Jacquemod, französische Skirennläuferin
- 24. September: Wietse van Alten, niederländischer Bogenschütze
- 25. September: Martin Koukal, tschechischer Skilangläufer
- 25. September: Denis Pauli, deutscher Politiker
- 26. September: Gashaw Asfaw, äthiopischer Marathonläufer
- 26. September: Pascal Borel, deutscher Profi-Fußballspieler
- 27. September: Bradley Kirk Arnold, US-amerikanischer Sänger und Songschreiber

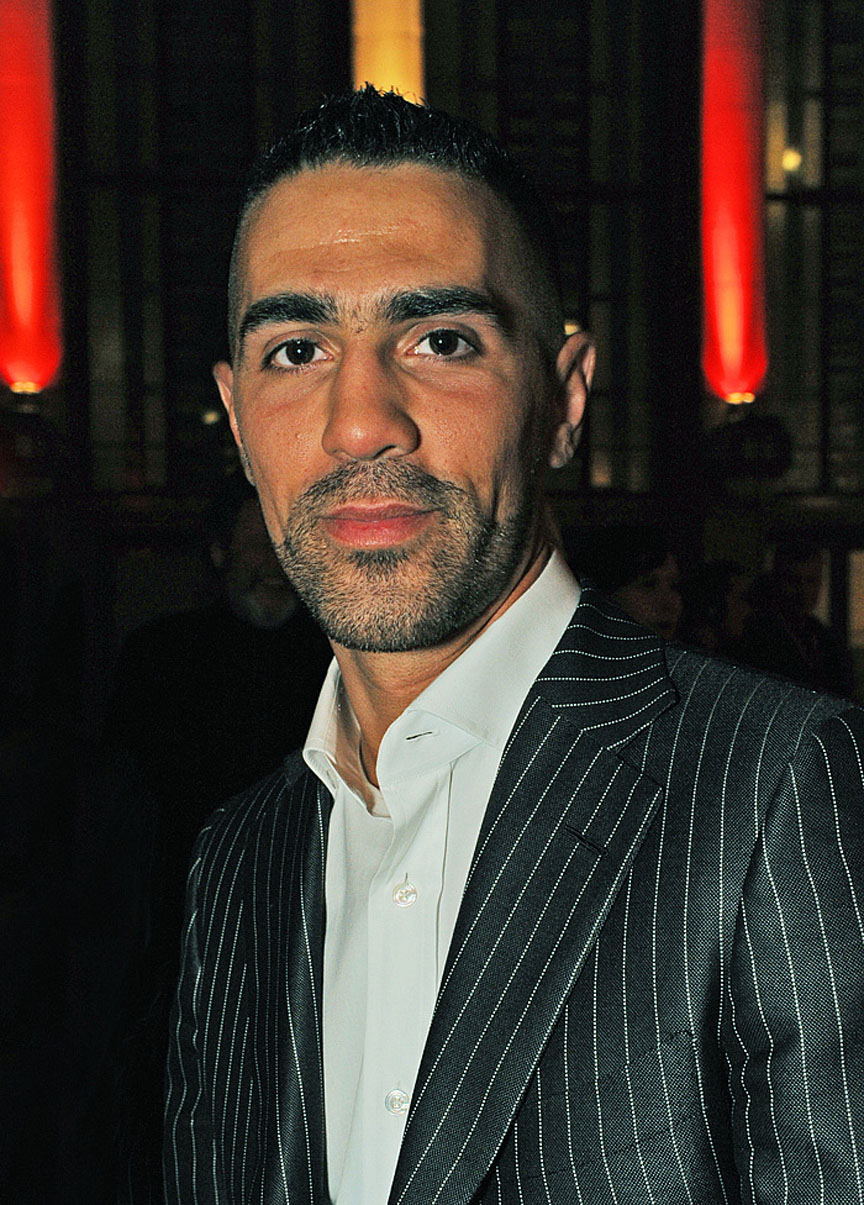
Bushido

- 28. September: Bushido, deutscher Rapper
- 28. September: Marzena Godecki, polnisch-australische Schauspielerin
- 29. September: Martin Goldenbaum, deutscher Musiker, Sänger und Liedermacher
- 29. September: Myriam Karsch, deutsche Verlegerin
- 29. September: Karen Putzer, italienische Skirennläuferin
- 29. September: Kurt Nilsen, norwegischer Musiker
- 30. September: Martin Kolozs, österreichischer Schriftsteller und Verleger

### Oktober
- 01. Oktober: Malte Arkona, deutscher Fernsehmoderator, Schauspieler, Synchronsprecher und Sänger
- 01. Oktober: Kathryn Aselton, US-amerikanische Schauspielerin und Regisseurin
- 01. Oktober: İlker Avcıbay, türkischer Fußballspieler
- 02. Oktober: Ayumi Hamasaki, japanische Pop-Musikerin
- 02. Oktober: Simon Pierro, deutscher Zauberkünstler
- 02. Oktober: Sławomir Szmal, polnischer Handballtorwart und -funktionär
- 03. Oktober: Gerald Asamoah, deutscher Fußballspieler

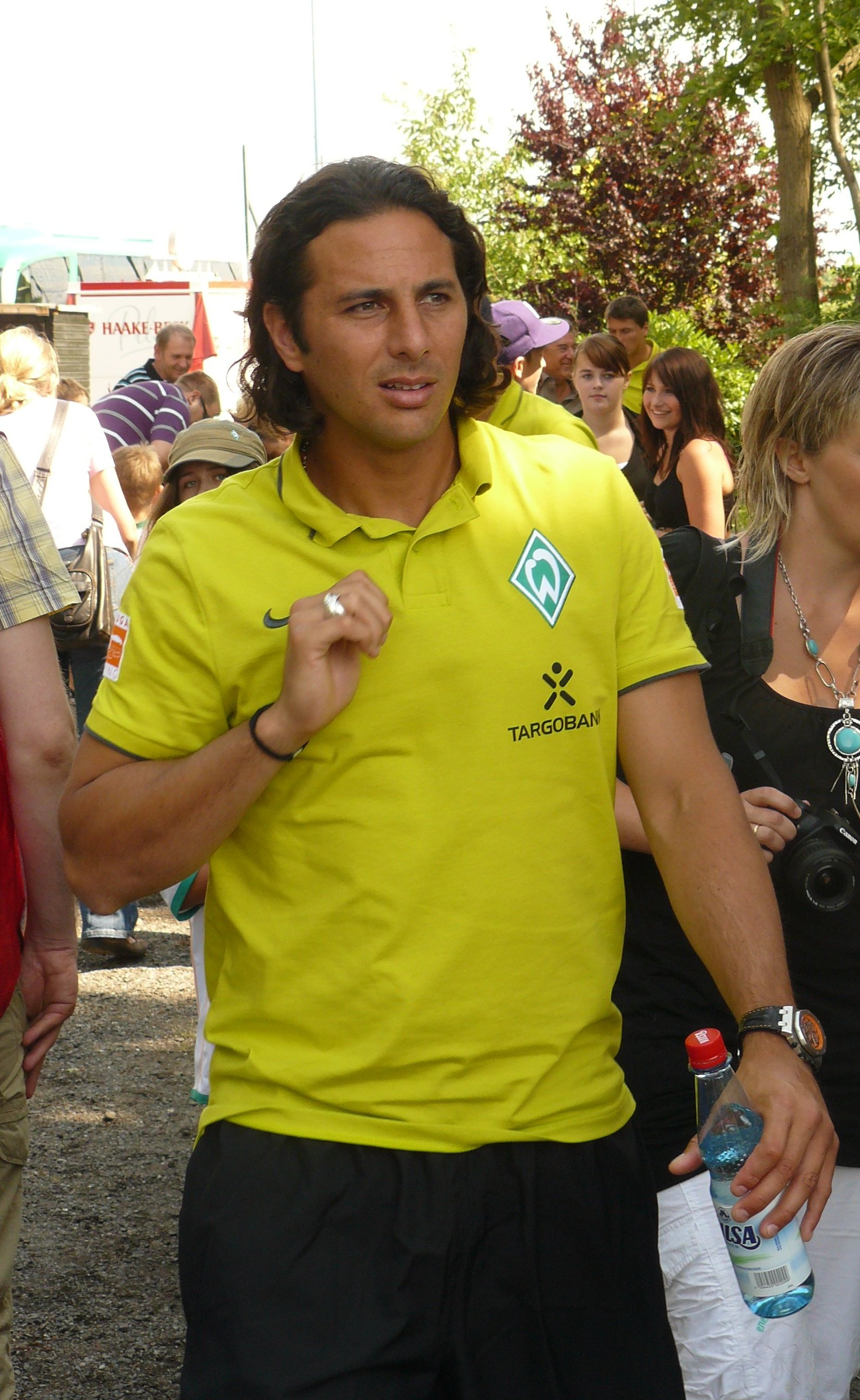
Claudio Pizarro

- 03. Oktober: Claudio Pizarro, peruanischer Fußballspieler
- 03. Oktober: Shannyn Sossamon, US-amerikanische Schauspielerin
- 03. Oktober: Vienna Teng, US-amerikanische Pianistin, Sängerin und Singer-Songwriterin
- 04. Oktober: Phillip Glasser, US-amerikanischer Schauspieler, Synchronsprecher und Produzent
- 04. Oktober: Alexander Herr, deutscher Skispringer
- 05. Oktober: Mirko Lang, deutscher Schauspieler
- 05. Oktober: James Valentine, US-amerikanischer Musiker
- 05. Oktober: Patrick Walden, britischer Gitarrist und Songwriter († 2025)
- 06. Oktober: Emilija Dschingarowa, bulgarische Schachspielerin
- 06. Oktober: Bennett Foddy, australischer Computerspiel-Entwickler
- 07. Oktober: Rony Agustinus, indonesischer Badmintonspieler
- 07. Oktober: Guðlaugur Arnarsson, isländischer Handballspieler und -trainer
- 07. Oktober: Joe Armstrong, englischer Schauspieler
- 07. Oktober: Sascha Lienesch, deutscher Politiker (CDU)
- 07. Oktober: Omar Benson Miller, US-amerikanischer Schauspieler
- 09. Oktober: Nicky Byrne, irischer Popsänger (Westlife)
- 09. Oktober: Kristian Kolby, dänischer Rennfahrer
- 10. Oktober: Caroline Evers-Swindell, neuseeländische Ruderin
- 10. Oktober: Georgina Evers-Swindell, neuseeländische Ruderin
- 10. Oktober: Jodi Lyn O’Keefe, US-amerikanische Schauspielerin und Model
- 10. Oktober: Andreas Paul, deutscher Offizier und Politiker
- 11. Oktober: Carlos Manuel Alonso, angolanischer Fußballspieler
- 11. Oktober: Christoph Betz, deutscher Jurist, Richter am Bundesarbeitsgericht
- 11. Oktober: Sascha Reinelt, deutscher Hockeyspieler
- 12. Oktober: Baden Cooke, australischer Radprofi
- 12. Oktober: Georg Hettich, deutscher Nordisch Kombinierer
- 12. Oktober: Marko Jarić, serbischer Basketballspieler
- 13. Oktober: Jan Šimák, tschechischer Fußballspieler
- 13. Oktober: Jermaine O’Neal, US-amerikanischer Basketballspieler
- 14. Oktober: Ronnie Bremer, dänischer Automobilrennfahrer
- 14. Oktober: Allison Forsyth, kanadische Skirennläuferin
- 14. Oktober: Paul Hunter, britischer Snooker-Spieler († 2006)

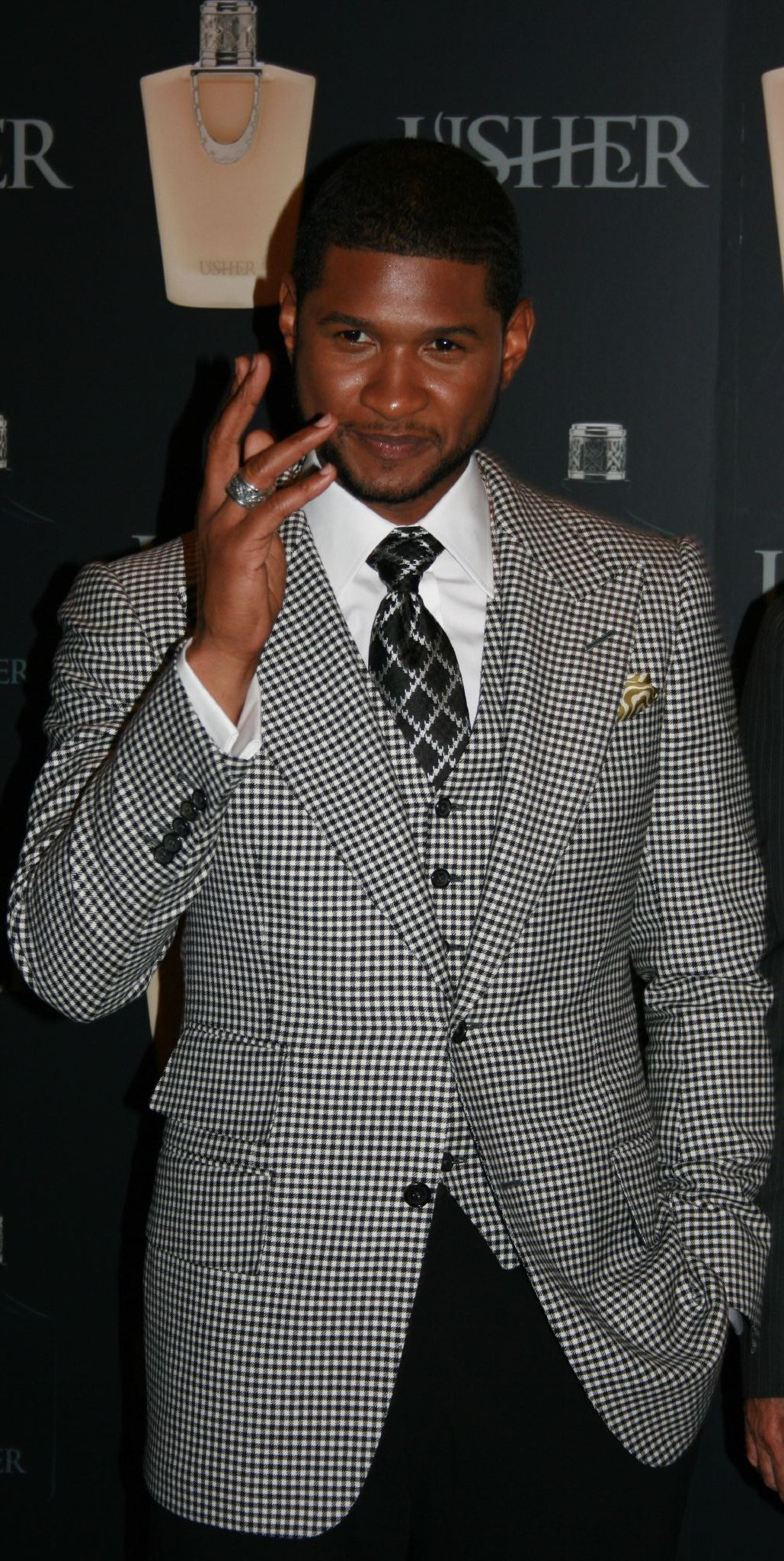
Usher Raymond

- 14. Oktober: Usher Raymond, US-amerikanischer R&B-Sänger
- 15. Oktober: Chris Brown, bahamaischer Sprinter
- 15. Oktober: Gregor Kartsios, deutscher Computerspiel-Journalist und Redakteur
- 15. Oktober: Kirsi Välimaa, finnische Skilangläuferin
- 15. Oktober: Katharina Wackernagel, deutsche Schauspielerin
- 16. Oktober: Ethan Luck, US-amerikanischer Gitarrist
- 18. Oktober: Frauenarzt, deutscher Rapper
- 19. Oktober: Enrique Bernoldi, brasilianischer Automobilrennfahrer
- 19. Oktober: Ruslan Chagayev, usbekischer Boxer
- 19. Oktober: Marco Sneck, finnischer Musiker
- 20. Oktober: Kira, deutsche Musikerin
- 20. Oktober: Alberto Ammann, spanischer Schauspieler
- 20. Oktober: Edward Seward, US-amerikanischer Basketballspieler
- 21. Oktober: Olena Resnir, ukrainische Handballspielerin
- 22. Oktober: Christoffer Andersson, schwedischer Fußballspieler
- 22. Oktober: Eli Wasserscheid, deutsche Schauspielerin
- 23. Oktober: Archie Thompson, australischer Fußballspieler
- 24. Oktober: Thimon von Berlepsch, deutscher Zauberkünstler
- 25. Oktober: Young-hak An, nordkoreanischer Fußballspieler
- 25. Oktober: Nadja Becker, deutsche Schauspielerin
- 25. Oktober: Zachary Knighton, US-amerikanischer Schauspieler
- 25. Oktober: Dino Lunardi, französischer Automobilrennfahrer
- 25. Oktober: Daniela Vogt, deutsche Handballspielerin
- 26. Oktober: Phil Brooks, US-amerikanischer Profi-Wrestler
- 26. Oktober: Tetjana Schynkarenko, ukrainische Handballspielerin
- 27. Oktober: John Capel, US-amerikanischer Leichtathlet
- 27. Oktober: Vanessa-Mae, singapurische Violinistin
- 27. Oktober: Toby Petersen, US-amerikanischer Eishockeyspieler
- 27. Oktober: Sergei Samsonow, russischer NHL-Profi
- 28. Oktober: Justin Guarini, US-amerikanischer Sänger
- 28. Oktober: Lara Joy Körner, deutsche Schauspielerin
- 28. Oktober: Jean-François Monette, kanadischer Shorttrackläufer
- 30. Oktober: Florian Hacke, deutscher Schauspieler

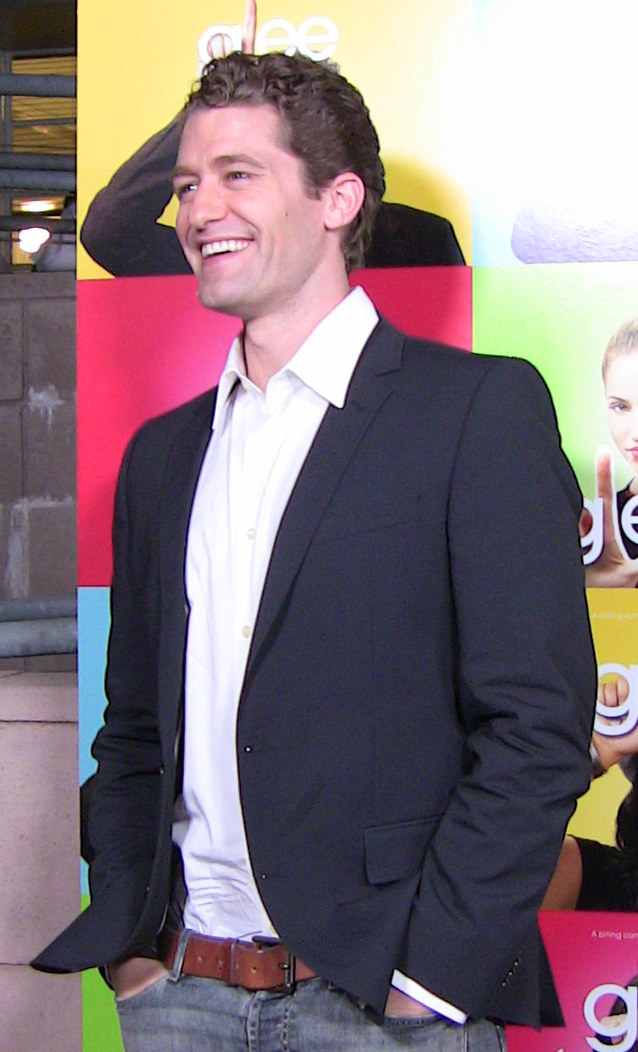
Matthew Morrison

- 30. Oktober: Matthew Morrison, US-amerikanischer Schauspieler
- 30. Oktober: Eigo Satō, japanischer Freestyle-Motocrosspilot († 2013)
- 30. Oktober: Gerardo Seoane, Schweizer Fußballspieler
- 31. Oktober: Inka Grings, deutsche Fußballspielerin
- 31. Oktober: Dominika Karger, deutsche Handballspielerin
- 31. Oktober: Oliver Mattle, österreichischer Fußballspieler
- 31. Oktober: Martin Verkerk, niederländischer Tennisspieler
- Oktober: Çiğdem Akyol, deutsche Journalistin und Autorin

### November
- 01. November: Cosmo Klein, deutscher Popsänger und Songwriter
- 01. November: Tina Seydel, deutsche Schauspielerin
- 01. November: Jessica Valenti, US-amerikanische Feministin
- 02. November: Noah Ngeny, kenianischer Leichtathlet und Olympiasieger
- 03. November: Anthony Kumpen, belgischer Autorennfahrer
- 03. November: Tim McIlrath, US-amerikanischer Musiker
- 03. November: Bernhard Piesk, deutscher Schauspieler und Musiker
- 04. November: Konstantin Airich, deutsch-kasachischer Boxer
- 05. November: Sonja Fuss, deutsche Fußballspielerin
- 05. November: Elvir Selmanovic, serbischer Handballspieler
- 06. November: Keith Aucoin, US-amerikanischer Eishockeyspieler
- 07. November: Barry Robson, schottischer Fußballspieler
- 07. November: Mohamed Abo Treka, ägyptischer Fußballspieler
- 08. November: Ali Karimi, iranischer Fußballspieler
- 08. November: Shyne, US-amerikanischer Rapper
- 08. November: Anna Angelina Wolfers, deutsche Schauspielerin
- 09. November: Nikolaus Mayr-Melnhof, österreichischer Automobilrennfahrer
- 09. November: Sisqó, US-amerikanischer Sänger

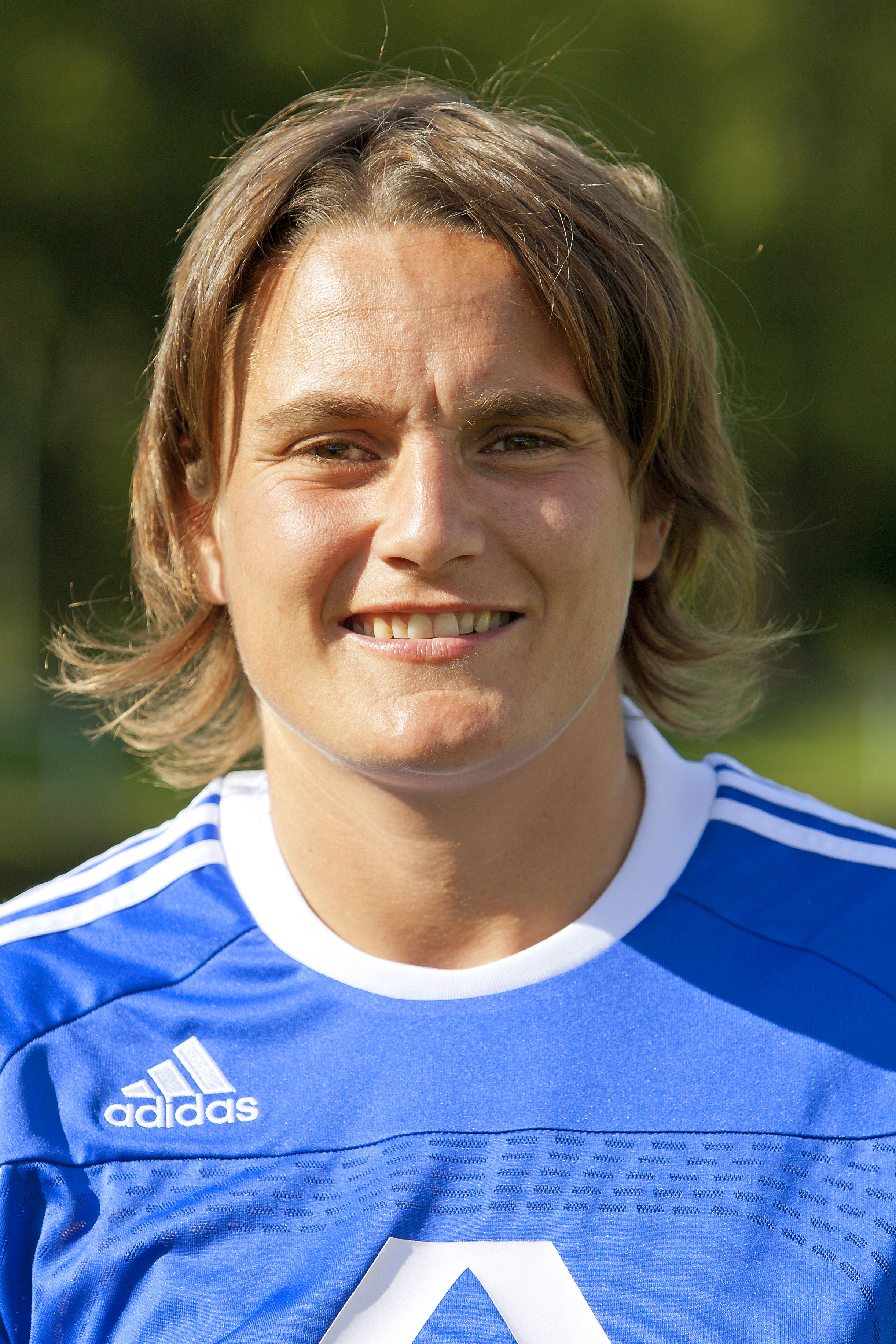
Nadine Angerer

- 10. November: Nadine Angerer, deutsche Fußballspielerin
- 10. November: Ken Bardowicks, deutscher Zauberkünstler
- 10. November: Kyla Cole, slowakisches Modell, Modedesignerin und Pornodarstellerin
- 10. November: Eve, US-amerikanische Rapperin und Schauspielerin
- 10. November: Andreas Feichtinger, österreichischer Fußballspieler
- 10. November: Kristian Huselius, schwedischer Eishockeyspieler
- 10. November: Peter Larsson, schwedischer Skilangläufer
- 10. November: David Paetkau, kanadischer Schauspieler
- 10. November: Timo Scheider, deutscher Rennfahrer
- 10. November: Bartosz Soćko, polnischer Schachmeister
- 11. November: Erik Edman, schwedischer Fußballspieler
- 11. November: Jevgēņijs Saproņenko, lettischer Kunstturner
- 12. November: Eric Addo, ghanaischer Fußballspieler
- 12. November: Sri Indriyani, indonesische Gewichtheberin
- 12. November: Alexandra Maria Lara, deutsche Schauspielerin
- 12. November: Giuseppe Ottaviani, italienischer Trance-DJ und Musikproduzent
- 13. November: Kristijan Ljubanović, kroatischer Handballspieler
- 15. November: Judith Richter, deutsche Schauspielerin
- 16. November: Boris Anderson, deutscher Filmregisseur und Drehbuchautor
- 16. November: Conny Pohlers, deutsche Fußballspielerin
- 16. November: Gerhard Tremmel, deutscher Fußballspieler
- 16. November: Xu Nannan, chinesische Freestyle-Skierin
- 17. November: Hadhari Djaffar, komorischer Sprinter
- 17. November: Tobias Schellenberg, deutscher Wasserspringer
- 17. November: Rachel McAdams, kanadische Schauspielerin
- 17. November: Echendu Adiele, deutscher Fußballspieler († 2011)
- 18. November: Grover Gibson, US-amerikanischer Fußballspieler
- 18. November: Shaham Joyce, US-amerikanischer Popsänger
- 18. November: Andris Nelsons, lettischer Dirigent
- 19. November: Věra Pospíšilová-Cechlová, tschechische Leichtathletin
- 21. November: David Ameln, deutscher Tenor bzw. Tenorbuffo
- 21. November: Frank Franz, deutscher Politiker
- 22. November: Francis Obikwelu, portugiesischer Leichtathlet
- 22. November: Jochen Schropp, deutscher Schauspieler und Moderator
- 24. November: Katherine Heigl, US-amerikanische Schauspielerin
- 25. November: Julien Arruti, französischer Schauspieler und Drehbuchautor
- 25. November: Angel Martin García, andorranischer Fußballspieler
- 25. November: Shiina Ringo, japanische Sängerin, Gitarristin und Pianistin
- 26. November: Markus Wingenbach, deutscher Fußballschiedsrichter
- 27. November: José Iván Gutiérrez, spanischer Radrennfahrer
- 27. November: Mike Skinner, britischer Rapper und Musiker
- 27. November: Unax Ugalde, spanischer Schauspieler
- 28. November: Siri Hall Arnøy, norwegische Politikerin
- 30. November: Clay Aiken, US-amerikanischer Pop/Rock-Sänger
- 30. November: Gael García Bernal, Schauspieler
- 30. November: Matthias Hattenberger, österreichischer Fußballspieler

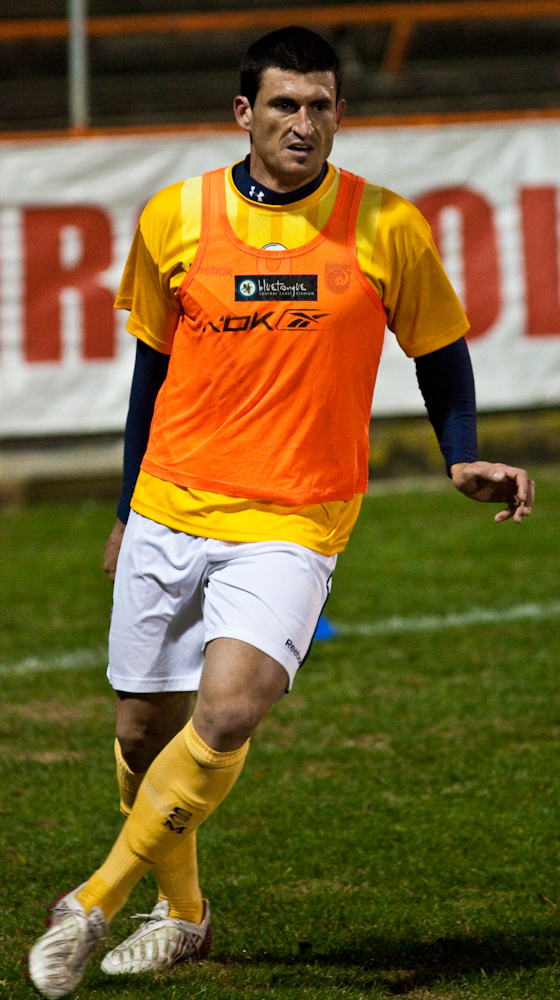
Nik Mrdja

- 30. November: Nikola „Nik“ Mrdja, australischer Fußballspieler

### Dezember
- 01. Dezember: Bryan Bouffier, französischer Rallyefahrer
- 02. Dezember: Muisi Ajao, nigerianischer Fußballspieler

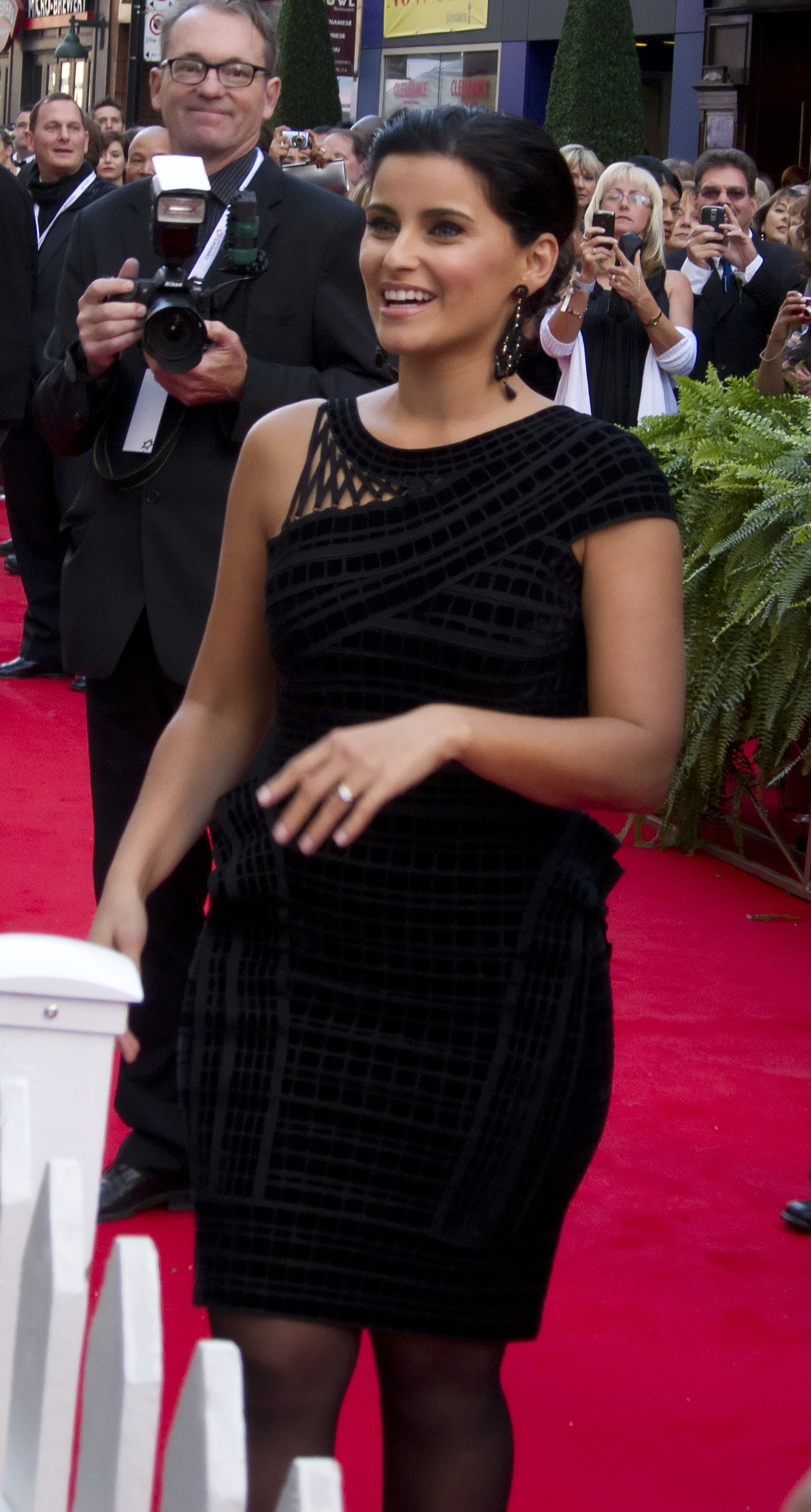
Nelly Furtado

- 02. Dezember: Nelly Furtado, portugiesisch-kanadische Sängerin
- 02. Dezember: Joe Maese, US-amerikanischer American-Football-Spieler
- 02. Dezember: Fonsi Nieto, spanischer Motorradrennfahrer
- 02. Dezember: Maëlle Ricker, kanadische Snowboarderin
- 02. Dezember: Louisa Walter, deutsche Hockeyspielerin
- 03. Dezember: Christoph Bautz, deutscher Schauspieler
- 03. Dezember: Eva Briegel, deutsche Musikerin
- 03. Dezember: Bram Tankink, niederländische Radrennfahrer
- 03. Dezember: Trina, US-amerikanische Dirty-South-Rapperin
- 04. Dezember: Miri Ben-Ari, israelische Violinistin
- 04. Dezember: Mina Tander, deutsche Schauspielerin
- 04. Dezember: Lars Bystøl, norwegischer Skispringer
- 05. Dezember: Marcelo Zalayeta, uruguayischer Fußballspieler
- 06. Dezember: Karen Denise Aubert, US-amerikanische Schauspielerin und Model
- 06. Dezember: Mijailo Mijailović, schwedischer Attentäter serbischer Abstammung
- 06. Dezember: Katalin Pálinger, ungarische Handballspielerin
- 07. Dezember: Shiri Freda Appleby, US-amerikanische Schauspielerin
- 07. Dezember: Kon Artis, US-amerikanischer Rapper
- 08. Dezember: Antonio Esfandiari, US-amerikanisch-iranischer Pokerspieler
- 08. Dezember: Etienne Gardé, deutscher Fernsehmoderator und Redakteur
- 08. Dezember: Ian Somerhalder, US-amerikanischer Schauspieler
- 09. Dezember: Gastón Gaudio, argentinischer Profi-Tennisspieler
- 09. Dezember: Oliver Geissmann, Liechtensteiner Sportschütze
- 09. Dezember: Jesse Metcalfe, US-amerikanischer Schauspieler
- 09. Dezember: Tamás Mocsai, ungarischer Handballspieler
- 10. Dezember: Anna Jesień, polnische Leichtathletin
- 10. Dezember: Neda Rahmanian, deutsche Schauspielerin
- 11. Dezember: Ben Day, australischer Radrennfahrer
- 11. Dezember: Courtney Henggeler, US-amerikanische Schauspielerin
- 12. Dezember: Teryn Ashley, US-amerikanische Tennisspielerin
- 12. Dezember: Marc Basseng, deutscher Automobilrennfahrer
- 12. Dezember: Luciano Emilio, brasilianischer Fußballspieler
- 12. Dezember: Sebastian Seifert, schwedischer Handballspieler
- 13. Dezember: Sebastian Schulte, deutscher Ruderer
- 14. Dezember: Patty Schnyder, Schweizer Tennisspielerin
- 16. Dezember: Joseph Absolom, britischer Schauspieler
- 16. Dezember: Daniel Arnold, deutscher Tischtennisspieler
- 17. Dezember: Kirill Ladygin, russischer Automobilrennfahrer
- 18. Dezember: Alexander Alexandrowitsch Archangelski, sowjetischer Flugzeugkonstrukteur
- 18. Dezember: Katie Holmes, US-amerikanische Schauspielerin
- 19. Dezember: Víctor Rubén López, argentinischer Fußballspieler
- 19. Dezember: Katharina Lorenz, deutsche Schauspielerin
- 20. Dezember: Emmanuel Akwuegbu, nigerianischer Fußballspieler
- 21. Dezember: Emiliano Brembilla, italienischer Schwimmer
- 22. Dezember: Johanna Bönninghaus, deutsche Schauspielerin
- 23. Dezember: Estella Warren, kanadische Schauspielerin und Fotomodell
- 23. Dezember: Jeyz, deutscher Rapper
- 24. Dezember: Yıldıray Baştürk, türkischer Fußballspieler
- 24. Dezember: Jasmin Herren, deutsche Fernsehdarstellerin und Partyschlagersängerin
- 24. Dezember: Harald Planer, österreichischer Torwart
- 24. Dezember: Christian Prokop, deutscher Handballtrainer und Handballspieler
- 25. Dezember: Jasmin Gerat, deutsche Schauspielerin
- 27. Dezember: Sabine Ansel, deutsche Faustballerin
- 27. Dezember: Luca Ariatti, italienischer Fußballspieler
- 27. Dezember: Antje Buschschulte, deutsche Schwimmerin
- 28. Dezember: Bintia, deutsche Pop- und Soulsängerin
- 28. Dezember: John Legend, US-amerikanischer Musiker
- 28. Dezember: Frédéric Page, Schweizer Fußballspieler
- 29. Dezember: Joelle Franzmann, deutsche Triathletin
- 29. Dezember: Victor Agali, nigerianischer Fußballspieler
- 29. Dezember: Alexis Amore, peruanische Pornodarstellerin und Erotikmodel
- 29. Dezember: Neil Finn, englischer Fußballtorhüter
- 29. Dezember: Nebiat Habtemariam, eritreische Leichtathletin
- 29. Dezember: Cristian Raúl Ledesma, argentinischer Fußballspieler
- 30. Dezember: Tyrese Gibson, US-amerikanischer R&B-Sänger, Rapper, Schauspieler und Model
- 30. Dezember: Dominic Raiola, US-amerikanischer American-Football-Spieler

### Tag unbekannt

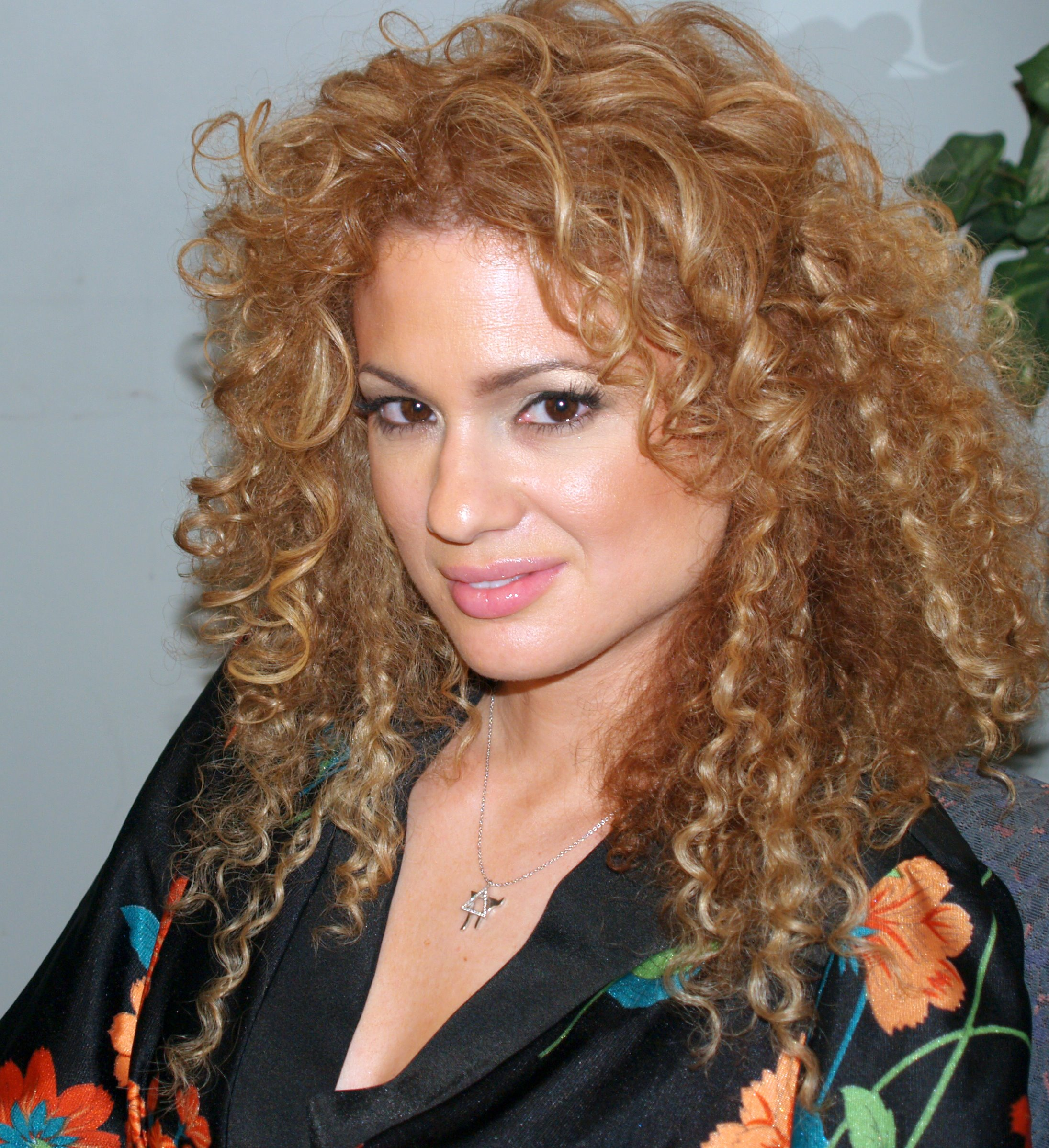
Miri Ben-Ari

- Julia Rebekka Adler, deutsche Bratschistin und Viola d’amore-Spielerin
- Ahmed Akkari, dänischer Politaktivist
- Johannes Allmayer, deutscher Schauspieler
- Gytis Andrulionis, litauischer Jurist und Politiker
- Niko Apel, deutscher Regisseur und Drehbuchautor
- Rodrigo Areias, portugiesischer Filmregisseur
- Anne Arzenbacher, deutsche Schauspielerin
- Daryl Renard Atkins, US-amerikanischer Mörder, Entführer, Räuber und Erpresser
- Marisa Leonie Bach, deutsche Schauspielerin
- Philipp Baltus, deutscher Schauspieler
- Johanna Bantzer, deutsche Schauspielerin
- Thomas Birnstiel, deutscher Schauspieler und Sprecher
- Björn Bonn, deutscher Schauspieler
- Maya Bothe, deutsche Schauspielerin
- Katja Bürkle, deutsche Schauspielerin
- Julia Doege, deutsche Schauspielerin
- Joaquín Drut, argentinischer theoretischer Physiker
- Ledia Dushi, albanische Schriftstellerin und Journalistin
- Tim Ehlert, deutscher Schauspieler
- Miriam Feuersinger, österreichische Sängerin
- Sabrina Frey, Schweizer Musikerin
- Nicola Fritzen, deutscher Schauspieler
- Jonathan Gandelsman, russisch-jüdischer Geiger
- Pablo Garibay, mexikanischer Gitarrist
- Rauf Islamov, aserbaidschanischer Kamanchehspieler
- Colin Jacobsen, US-amerikanischer Geiger
- Andreas Jetter, deutscher Pianist, Organist und Kirchenmusiker
- Fabian Kaulfürst, sorbischer Sprachwissenschaftler
- Ilona Kubiaczyk-Adler, Organistin und Musikpädagogin
- Berit Künnecke, deutsche Theater- und Filmschauspielerin
- Sami Loris, Schweizer Schauspieler
- Dominik Maringer, österreichischer Schauspieler
- Nicola Mastroberardino, Schweizer Schauspieler
- Nils Mönkemeyer, deutscher Bratschist
- Ralf Noack, deutscher Kameramann
- Měto Nowak, sorbischer Wissenschaftler
- Pablo Ojeda, argentinischer Komponist und Perkussionist
- Dra-Q, deutscher Rapper
- Leo Reisinger, deutscher Schauspieler und Musiker
- Frank Richartz, deutscher Schauspieler
- Julia Roesler, deutsche Regisseurin, Drehbuchautorin und Filmproduzentin
- Barbara Romaner, italienische Schauspielerin
- Nico Rogner, deutscher Schauspieler
- Sandro Scheer, deutscher Politiker
- Stephanie Schönfeld, deutsche Schauspielerin
- Bärbel Schwarz, deutsche Schauspielerin
- René Schwittay, deutscher Schauspieler
- Michael Stang, deutscher Hörfunk- und Wissenschaftsjournalist
- Kelly Thoma, griechische Lyraspielerin
- Lady Tom, Schweizer Techno-DJ, Musikproduzentin, Labelinhaberin und Model
- Rudens Turku, albanisch-deutscher Violinist
- Marlen Ulonska, deutsche Schauspielerin
- Adam Venhaus, deutsch-polnischer Schauspieler
- Roland Wolf, deutscher Schauspieler und Synchronsprecher
- Lale Yavaş, Schweizer Schauspielerin
- Wolfgang Zarnack, deutscher Schauspieler

## Gestorben

### Januar
- 02. Januar: Curt Wittenbecher, deutscher Maler, Zeichner und Graphiker (* 1901)
- 03. Januar: Alfred Braun, deutscher Rundfunkpionier (* 1888)
- 06. Januar: Karl Julius Anselmino, deutscher Gynäkologe und Geburtshelfer (* 1900)
- 07. Januar: Alfred von Beckerath, deutscher Komponist und Dirigent (* 1901)

- 08. Januar: André François-Poncet, französischer Politiker und Diplomat (* 1887)
- 09. Januar: Wilhelm Schellenberg, Bürgermeister der Stadt Weil am Rhein (* 1898)
- 10. Januar: Donald Eugene Gillis, US-amerikanischer Komponist, Dirigent und Lehrer (* 1912)
- 10. Januar: Hartwig Steenken, deutscher Springreiter (* 1941)
- 11. Januar: Michael Bates, britischer Schauspieler (* 1920)
- 11. Januar: Wilhelm Hofmeister, deutscher Designer (* 1912)
- 12. Januar: Lee Metcalf, US-amerikanischer Politiker (* 1911)
- 13. Januar: Hubert H. Humphrey, US-amerikanischer Politiker (* 1911)
- 13. Januar: Maurice Carême, belgischer Schriftsteller (* 1899)
- 14. Januar: Harold Abrahams, britischer Leichtathlet (* 1899)
- 14. Januar: Ernst Ackermann, Schweizer Statistiker (* 1886)
- 14. Januar: Clarence Dill, US-amerikanischer Politiker (* 1884)
- 14. Januar: Kurt Gödel, österreichischer Mathematiker und Logiker (* 1906)
- 16. Januar: Ilse Decho, deutsche Glas- und Porzellangestalterin (* 1915)
- 18. Januar: John Lyng, norwegischer konservativer Politiker (* 1905)
- 19. Januar: Martin Berger, deutscher Kapitän und Nautiklehrer (* 1898)
- 21. Januar: Dit Clapper, kanadischer Eishockeyspieler (* 1907)
- 22. Januar: Léon-Gontran Damas, guayanischer Schriftsteller (* 1912)
- 23. Januar: Terry Alan Kath, US-amerikanischer Musiker (* 1946)
- 24. Januar: Wilhelm Aduatz, österreichischer Architekt (* 1916)
- 24. Januar: William Barclay, schottischer presbyterianischer Geistlicher, Neutestamentler und Autor (* 1907)
- 24. Januar: Herta Oberheuser, Ärztin im KZ Ravensbrück, verantwortlich für Menschenversuche (* 1911)
- 24. Januar: Georges Speicher, französischer Radrennfahrer (* 1907)
- 26. Januar: Armand James Quick, US-amerikanischer Arzt und Chemiker (* 1894)
- 27. Januar: Marguerite Canal, französische Komponistin (* 1890)
- 28. Januar: Arnold Hauser, ungarisch-deutscher Kunsthistoriker und Kunstsoziologe (* 1892)
- 28. Januar: Oskar Homolka, österreichischer Schauspieler (* 1898)
- 30. Januar: Paul Brosselin, französischer Autorennfahrer (* 1900)
- 31. Januar: Humberto Mello Nóbrega, brasilianischer Literaturhistoriker und Schriftsteller (* 1901)
- 31. Januar: Margit Schenker-Angerer, ungarische Opern- und Konzertsängerin (* 1895)

### Februar
- 01. Februar: Roland Kohlsaat, deutscher Comiczeichner, Illustrator und Autor (* 1913)
- 05. Februar: Mir Ghulam Muhammad Ghubar, afghanischer Politiker, Dichter und Schriftsteller (* 1897)
- 05. Februar: Joseph Wewel, deutscher römisch-katholischer Geistlicher (* 1907)
- 06. Februar: Frances Wayne, US-amerikanische Jazzsängerin (* 1919)
- 07. Februar: Hans Jürgen Abraham, deutscher Jurist (* 1909)
- 08. Februar: Oscar L. Chapman, US-amerikanischer Politiker (* 1896)
- 08. Februar: Sam H. Jones, US-amerikanischer Politiker (* 1897)
- 09. Februar: Costante Girardengo, italienischer Radrennfahrer (* 1893)
- 09. Februar: Hans Stuck, deutsch-österreichischer Automobilrennfahrer (* 1900)
- 11. Februar: Tex Irvin, US-amerikanischer American-Football-Spieler (* 1906)
- 11. Februar: Harry Martinson, schwedischer Schriftsteller, Nobelpreisträger (Literatur) (* 1904)
- 11. Februar: Charlotte von Rumohr, deutsche Malerin und Äbtissin (* 1889)
- 12. Februar: Kurt Angstmann, deutscher Politiker (* 1915)
- 15. Februar: Josef Pelz von Felinau, österreichischer Schriftsteller und Schauspieler (* 1895)
- 16. Februar: Pipí Franco, dominikanischer Sänger und Komponist (* 1912)
- 16. Februar: Svend Johannsen, dänischer Minderheitenpolitiker in Schleswig-Holstein (* 1903)
- 18. Februar: Maggie McNamara, US-amerikanische Schauspielerin (* 1928)
- 18. Februar: Franz Josef Tripp, deutscher Zeichner und Illustrator (* 1915)
- 22. Februar: Hal Borland, US-amerikanischer Schriftsteller (* 1900)
- 22. Februar: Joachim Büchner, deutscher Leichtathlet (* 1905)
- 22. Februar: Karl Plunder, österreichischer Pädagoge und Botaniker (* 1909)
- 23. Februar: Henri Godard, französischer Autorennfahrer (* 1905)
- 23. Februar: Paul Yoshigorō Taguchi, Erzbischof von Osaka und Kardinal (* 1902)
- 24. Februar: Katrine Harries, deutsch-südafrikanische Grafikerin und Illustratorin (* 1914)
- 25. Februar: Margarete Bieber, erste Professorin der Archäologie in Deutschland (* 1879)

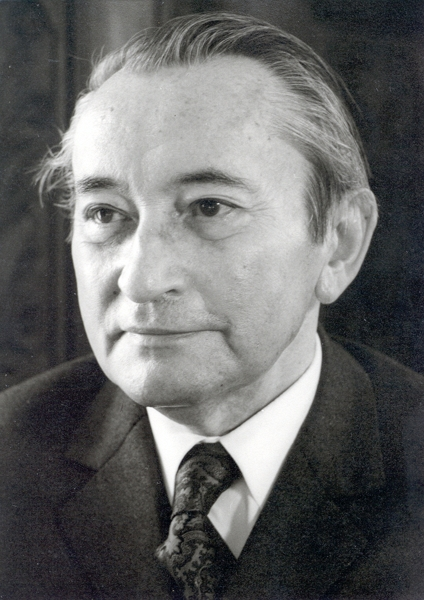
Hugo Friedrich

- 25. Februar: Hugo Friedrich, deutscher Romanist (* 1904)
- 25. Februar: Heinrich Stühlmeyer, deutscher Custos und Kantor (* 1907)
- 25. Februar: Thomas A. Wofford, US-amerikanischer Politiker (* 1908)
- 27. Februar: Wadim Salmanow, russischer Komponist (* 1912)
- 28. Februar: Philip Ahn, US-amerikanischer Schauspieler (* 1905)
- 28. Februar: Rudolf Paul, Landespräsident (Ministerpräsident) von Thüringen (* 1893)
- 28. Februar: Eric Frank Russell, britischer Schriftsteller (* 1905)

### März
- 02. März: Heinrich Runte, Oberbürgermeister von Ingolstadt (1945–1946) (* 1909)
- 03. März: Otto Steinert, deutscher Fotograf (* 1915)
- 06. März: Werner Lamberz, Mitglied des Politbüros des Zentralkomitees der SED in der DDR (* 1929)
- 06. März: Paul Markowski, Funktionär der SED in der DDR (* 1929)
- 07. März: Ernst Kapp, deutscher Altphilologe (* 1888)
- 07. März: Rudolf Schoeller, Schweizer Automobilrennfahrer (* 1902)
- 09. März: Henri Meylan, Schweizer evangelischer Theologe und Hochschullehrer (* 1900)
- 11. März: Claude François, französischer Musiker (* 1939)
- 12. März: Agustín Acosta, kubanischer Politiker und Schriftsteller (* 1886)
- 13. März: John Cazale, US-amerikanischer Schauspieler (* 1935)
- 14. März: John Marshall Butler, US-amerikanischer Politiker (* 1897)
- 15. März: Hans Gerig, deutscher Musikverleger (* 1910)
- 16. März: Alfred Müller-Armack, deutscher Nationalökonom und Kultursoziologe (* 1901)
- 16. März: Renny Ottolina, venezolanischer Fernsehentertainer und -produzent (* 1928)
- 17. März: Horst Biernath, deutscher Schriftsteller (* 1905)
- 17. März: Leigh Brackett, US-amerikanische Schriftstellerin und Drehbuchautorin (* 1915)
- 18. März: Valeska Gert, deutsche Tänzerin und Kabarettistin (* 1892)
- 19. März: Herbert Günther, deutscher Schriftsteller und Dichter (* 1906)
- 19. März: Gaston Maurice Julia, französischer Mathematiker (* 1893)
- 19. März: Ovila Légaré, kanadischer Schauspieler und Singer-Songwriter (* 1901)
- 19. März: Carlos Torre Repetto, mexikanischer Schachspieler (* 1904)
- 20. März: Robert Gilbert, deutscher Komponist, Textdichter, Sänger und Schauspieler (* 1899)
- 21. März: Cearbhall Ó Dálaigh, Präsident von Irland (* 1911)
- 22. März: Karl Wallenda, deutsch-amerikanischer Hochseilartist (* 1905)
- 23. März: Anton Hörburger, niederländischer Fußballspieler (* 1886)
- 23. März: Eeltje Visserman, niederländischer Schachkomponist (* 1922)
- 25. März: Hanna Ralph, deutsche Schauspielerin (* 1888)
- 26. März: Otto Schubert, deutscher Offizier und Tribologe (* 1918)
- 27. März: Johannes Göderitz, deutscher Architekt und Stadtplaner (* 1888)
- 28. März: Kurt Angermann, deutscher Verwaltungsjurist (* 1898)
- 30. März: Larry Young, US-amerikanischer Jazzmusiker (Organist, Komponist) (* 1940)

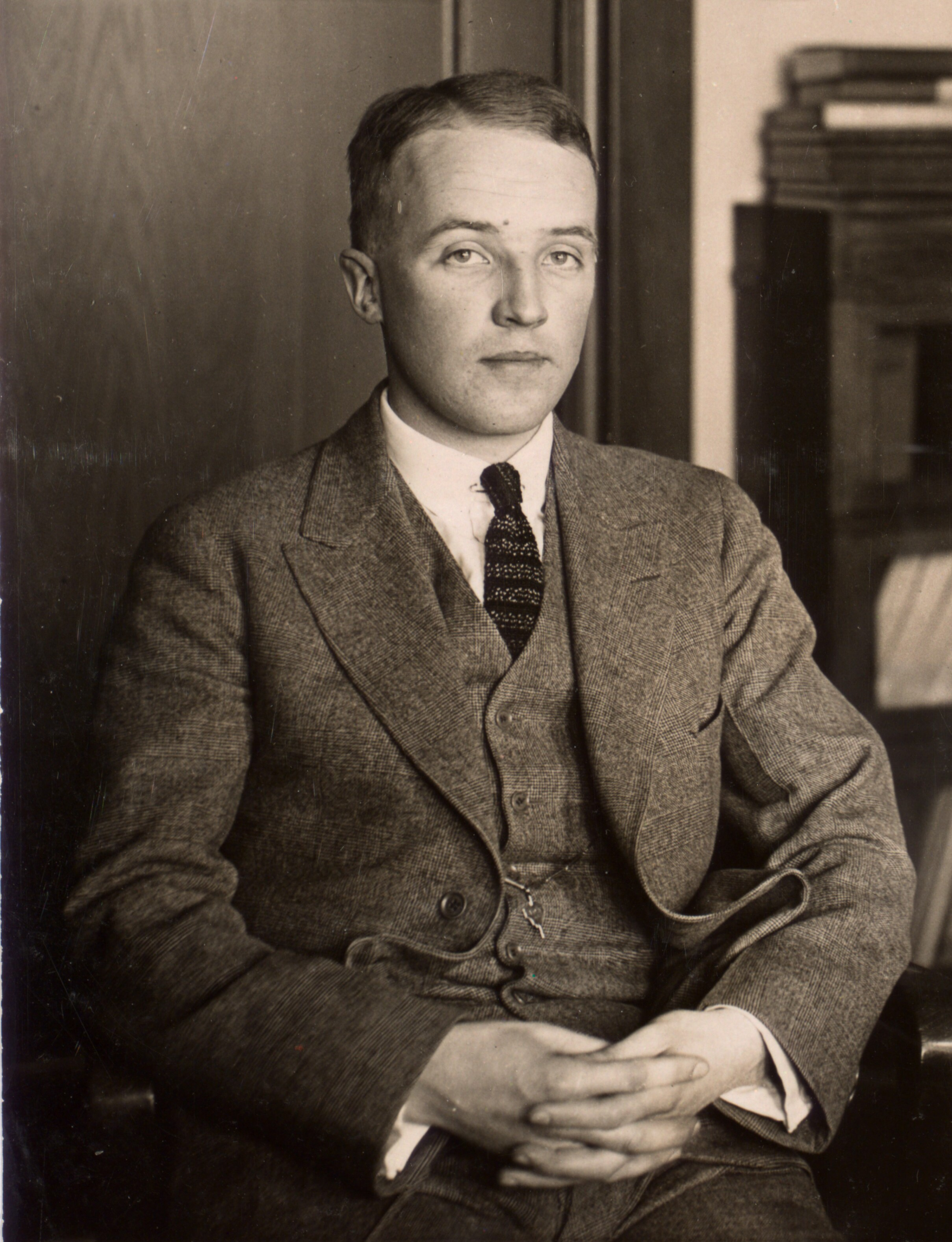
Charles Best

- 31. März: Charles Best, US-amerikanischer Physiologe und Biochemiker (* 1899)

### April
- 01. April: Erwin Damerow, deutscher Bildhauer (* 1906)
- 02. April: Wolfgang Schmidt-Futterer, Zivilrichter am Landgericht Mannheim (* 1927)
- 03. April: Hirano Ken, japanischer Schriftsteller und Literaturkritiker (* 1907)
- 04. April: Josef Ausweger, österreichischer Politiker (* 1900)
- 06. April: Gerhard Aichinger, österreichisch-deutscher Schriftsteller (* 1900)
- 06. April: Nicolas Nabokov, russisch-amerikanischer Komponist (* 1903)
- 08. April: Peter Igelhoff, österreichischer Musiker und Komponist (* 1904)
- 09. April: René Carol, deutscher Schlagersänger (* 1920)
- 10. April: José Delaquerrière, kanadischer Sänger, Komponist und Musikpädagoge (* 1886)
- 13. April: Jack Chambers, kanadischer Maler (* 1931)
- 13. April: Funmilayo Ransome-Kuti, nigerianische Politikerin und Feministin (* 1900)
- 14. April: Hermann Etzel, deutscher Politiker (* 1882)
- 16. April: Lucius D. Clay, US-amerikanischer Politiker und Militärangehöriger (* 1898)
- 16. April: Richard Lindner, US-amerikanischer Maler deutscher Herkunft (* 1901)
- 16. April: Philibert Tsiranana, Präsident Madagaskars von 1960 bis 1972 (* 1912)
- 17. April: Ewald Balser, deutscher Schauspieler (* 1898)
- 17. April: Mir Akbar Khyber, kommunistischer afghanischer Politiker (* 1925)
- 19. April: Willy Popp, deutscher Schachkomponist und Funktionär (* 1902)
- 20. April: Ferdinand Peroutka, tschechischer Schriftsteller, Dramaturg und Publizist (* 1895)
- 21. April: Walter Ackermann, deutscher Pädagoge (* 1889)
- 21. April: Sandy Denny, britische Sängerin (* 1947)
- 22. April: Will Geer, US-amerikanischer Schauspieler (* 1902)
- 23. April: Ludwig Schneider, deutscher Politiker (* 1898)
- 24. April: Heartley Anderson, US-amerikanischer American-Football-Spieler und -Trainer (* 1898)
- 25. April: Zenta Mauriņa, lettische Schriftstellerin (* 1897)
- 27. April: Mohammed Daoud Khan, afghanischer Staatsmann (* 1909)
- 27. April: John Doeg, US-amerikanischer Tennisspieler (* 1908)
- 28. April: Maurice Dela, kanadischer Komponist und Organist (* 1919)
- 30. April: Liane Augustin, österreichische Sängerin, Diseuse, Schauspielerin und Synchronsprecherin (* 1927)

### Mai
- 01. Mai: Aram Chatschaturjan, sowjetischer Komponist (* 1903)
- 01. Mai: Hans Severus Ziegler, deutscher Publizist, Intendant, Lehrer und nationalsozialistischer Politiker (* 1893)
- 02. Mai: Jimmy Davidson, kanadischer Bandleader, Jazzkornettist und -sänger (* 1908)
- 06. Mai: Heinrich Luhmann, deutscher Pädagoge und Heimatdichter (* 1890)
- 08. Mai: Samuel Trask Dana, US-amerikanischer Forstwissenschaftler (* 1883)
- 08. Mai: Juan Evaristo, argentinischer Fußballspieler (* 1902)
- 08. Mai: Duncan Grant, schottischer Maler (* 1885)
- 09. Mai: George Maciunas, US-amerikanischer Künstler litauischer Abstammung (* 1931)
- 09. Mai: Aldo Moro, italienischer christdemokratischer Politiker (* 1916)
- 14. Mai: Henri Chapron, französischer Unternehmer und Automobilcouturier (* 1886)
- 14. Mai: Silvia De Grasse, panamaische Sängerin (* 1922)

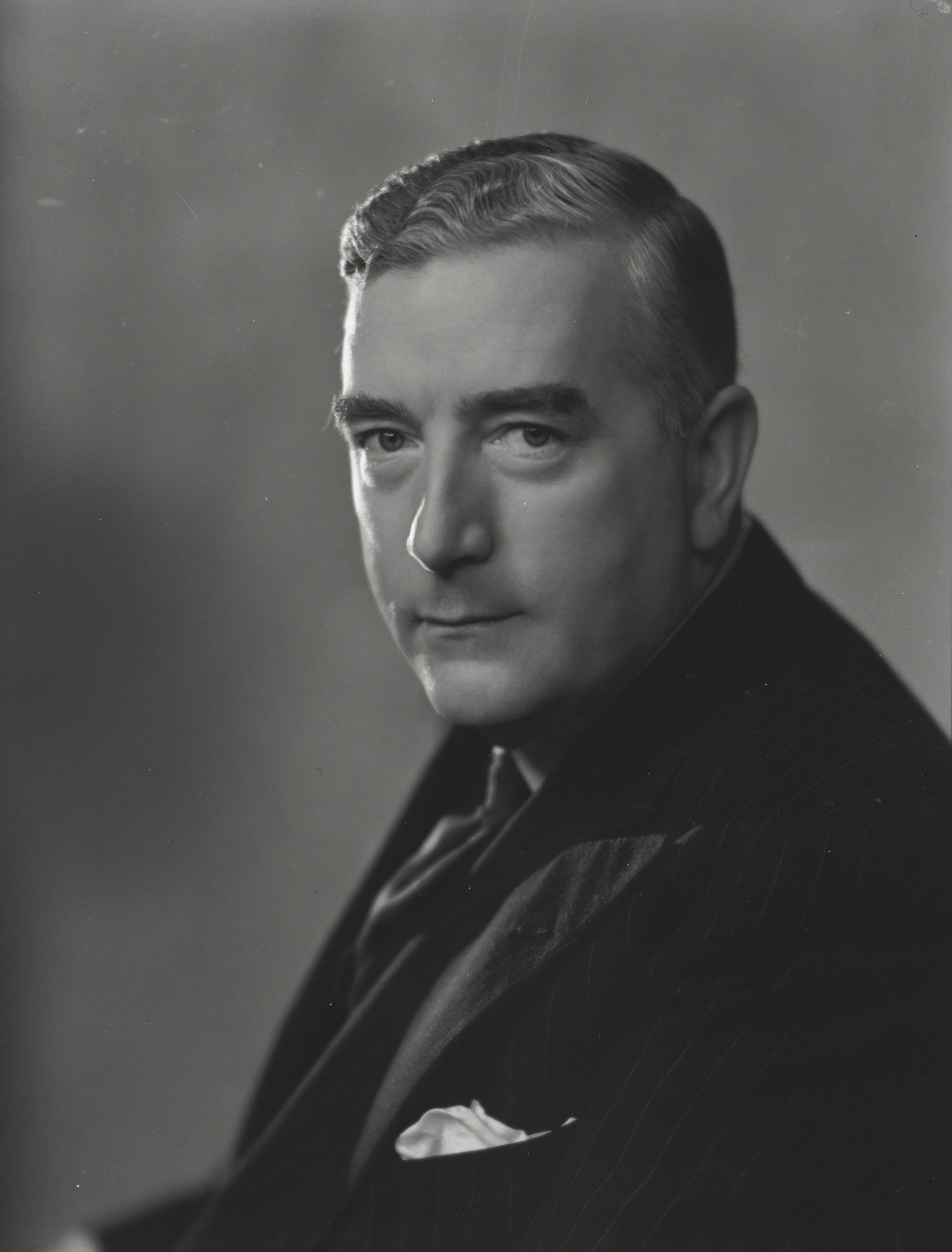
Robert Menzies

- 15. Mai: Robert Menzies, australischer Premierminister (* 1894)
- 17. Mai: August Rucker, bayerischer Städtebauer und Politiker (* 1900)
- 18. Mai: Stewart Adams, kanadischer Eishockeyspieler (* 1904)
- 20. Mai: Bjarne Brustad, norwegischer Geiger, Bratscher und Komponist (* 1895)
- 21. Mai: John Sydney Fine, US-amerikanischer Politiker (* 1893)
- 21. Mai: Kurt Halbritter, deutscher satirischer Zeichner und Karikaturist (* 1924)
- 22. Mai: Václav Dobiáš, tschechischer Komponist (* 1909)
- 22. Mai: Benedict Nicolson, englischer Kunsthistoriker und Redakteur der Zeitschrift Burlington Magazine (* 1914)
- 23. Mai: Bertram Blank, deutscher Politiker und MdB (* 1930)
- 26. Mai: Erich Hagen, deutscher Radsportler (* 1936)
- 27. Mai: Artur Ebert, deutscher Geophysiker (* 1891)
- 29. Mai: Hans Werner von Aufseß, deutscher Jurist, Ministerialbeamter und Autor (* 1909)
- 29. Mai: Ali Soilih, komorischer Präsident (* 1937)
- 31. Mai: József Bozsik, ungarischer Fußballspieler und -trainer (* 1925)
- 31. Mai: Hannah Höch, deutsche Malerin und Grafikerin, Collagekünstlerin des Dadaismus (* 1889)
- 31. Mai: William A. Purtell, US-amerikanischer Politiker (* 1897)

### Juni
- 01. Juni: Erich Auer, deutscher Gewerkschafter und Widerstandskämpfer (* 1902)
- 02. Juni: Frank Stanley Barnes, britischer Autorennfahrer (* 1978)
- 03. Juni: Billy Wallace, US-amerikanischer Country-, Rockabilly-Musiker und Songschreiber (* 1917)
- 06. Juni: Kitasono Katue, japanischer Lyriker (* 1902)
- 07. Juni: Charles Moran, US-amerikanischer Unternehmer und Automobilrennfahrer (* 1906)
- 07. Juni: Ronald George Wreyford Norrish, englischer Chemiker; Nobelpreisträger (* 1897)
- 08. Juni: Joseph Montoya, US-amerikanischer Politiker (* 1915)
- 09. Juni: Nikolaus von Rumänien, rumänischer Adeliger und Automobilrennfahrer (* 1903)
- 10. Juni: Karl Harder, deutscher Schachkomponist (* 1903)
- 11. Juni: George Eyston, britischer Ingenieur, Rekord- und Autorennfahrer (* 1897)
- 11. Juni: Ernst Paul, deutscher Politiker (SPD), MdB (* 1897)
- 12. Juni: Guo Moruo, chinesischer Schriftsteller und Politiker (* 1892)
- 12. Juni: Hans Peters, deutscher Graphiker, Maler und Kunstpädagoge (* 1885)
- 12. Juni: Herbert Rittlinger, deutscher Abenteurer und Autor (* 1909)
- 16. Juni: Willi Rose, deutscher Bühnen- und Filmschauspieler (* 1902)
- 20. Juni: Mark Robson, kanadischer Filmregisseur und -produzent (* 1913)

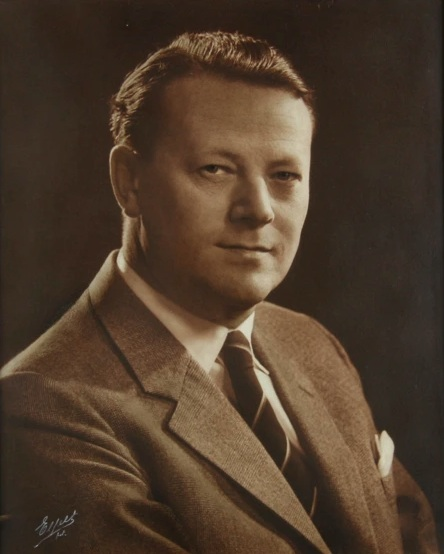
Jens Otto Krag

- 22. Juni: Jens Otto Krag, dänischer Politiker (* 1914)
- 22. Juni: Heinz-Günter Stamm, deutscher Schauspieler, Hörspiel- und Theaterregisseur (* 1907)
- 24. Juni: Mstislaw Keldysch, sowjetisch-russischer Mechaniker, Aeronautiker und Mathematiker (* 1911)
- 25. Juni: Thomas Koroh, 5. zeremonielles Staatsoberhaupt des malaysischen Bundesstaats Sabah (* 1925)
- 29. Juni: Erhard Asmus, deutscher Autor (* 1907)
- 29. Juni: Bob Crane, US-amerikanischer Schauspieler (* 1928)
- 29. Juni: Johannes von Rudloff, deutscher Weihbischof (* 1897)
- 000Juni: Bernhard Ahrens, deutscher Politiker (* 1905)

### Juli
- 01. Juli: Alfredo Luis Miranda, US-amerikanischer Autorennfahrer (* 1897)
- 01. Juli: Jean Thépenier, französischer Unternehmer und Autorennfahrer (* 1913)
- 01. Juli: Kurt Student, deutscher Luftwaffenoffizier (* 1890)
- 04. Juli: Carola Braunbock, deutsche Schauspielerin (* 1924)
- 06. Juli: Gustav Burmester, deutscher Regisseur und Schauspieler (* 1904)
- 07. Juli: Karl Heinrich Bauer, deutscher Chirurg (* 1890)
- 08. Juli: Antoinette Giroux, kanadische Schauspielerin (* 1899)
- 09. Juli: Stere Adamache, rumänischer Fußballspieler (* 1941)
- 10. Juli: Albert von der Aa, Schweizer Politiker (SP) und Redakteur (* 1894)
- 10. Juli: Joe Davis, englischer Snooker- und Billard-Spieler (* 1901)
- 14. Juli: Hanna Adenauer, deutsche Kunsthistorikerin (* 1904)
- 15. Juli: Jenő Konrád, ungarischer Fußballspieler und -trainer (* 1894)
- 16. Juli: Howard Estabrook, US-amerikanischer Drehbuchautor (* 1884)
- 18. Juli: Brian Lewis, 2. Baron Essendon, britischer Adeliger und Automobilrennfahrer (* 1903)
- 18. Juli: Wolf Strobel, deutscher Maler und Grafiker (* 1915)
- 22. Juli: André Chapelon, französischer Ingenieur (* 1892)
- 23. Juli: Erich Fascher, deutscher evangelischer Theologe (* 1897)
- 24. Juli: Arne Gunnar Walter Hülphers, schwedischer Jazzmusiker, Pianist und Kapellmeister (* 1904)
- 26. Juli: Herman Carl Andersen, US-amerikanischer Politiker (* 1897)
- 26. Juli: Mary Blair, US-amerikanische Künstlerin (* 1911)
- 27. Juli: Willem van Otterloo, niederländischer Dirigent, Cellist und Komponist (* 1907)
- 28. Juli: Ralph Gates, US-amerikanischer Politiker (* 1893)
- 29. Juli: Wesley La Violette, US-amerikanischer Komponist (* 1894)
- 30. Juli: Curt Mahr, deutscher Komponist und Akkordeonist (* 1907)
- 30. Juli: Umberto Nobile, italienischer Luftschiffpionier und General (* 1885)
- 31. Juli: Werner Finck, deutscher Schriftsteller, Schauspieler und Kabarettist (* 1902)
- 31. Juli: Otto Jaag, Schweizer Hydrobiologe (* 1900)
- 31. Juli: Ari Leschnikoff, 1. Tenor des Berliner Ensembles Comedian Harmonists (* 1897)
- 31. Juli: Fritz Stüber, österreichischer Schriftsteller, Journalist und Politiker (VdU) (* 1903)

### August
- 04. August: René Challan, französischer Komponist (* 1910)
- 04. August: Fiddlin’ Doc Roberts, US-amerikanischer Old-Time-Musiker (* 1897)
- 05. August: Earl Clark, US-amerikanischer American-Football-Spieler und -Trainer (* 1906)
- 05. August: Victor Hasselblad, schwedischer Fotograf und Erfinder (* 1906)
- 05. August: Clemens von Podewils, deutscher Journalist und Schriftsteller (* 1905)
- 06. August: Paul VI., Papst (* 1897)
- 08. August: Hans Revenstorff, deutscher Politiker (* 1906)
- 09. August: Dutch Lauer, US-amerikanischer American-Football-Spieler (* 1898)
- 09. August: Elmer Sleight, US-amerikanischer American-Football-Spieler (* 1907)
- 10. August: Eduard Ege, deutscher Maler, Graphiker und Holzschneider (* 1893)
- 11. August: Heinz Lanker, deutscher Schauspieler (* 1916)
- 11. August: Charles Peaker, kanadischer Organist, Chorleiter und Musikpädagoge (* 1899)
- 11. August: Mario Varglien, italienischer Fußballspieler und -trainer (* 1905)
- 12. August: John Williams, britischer Motorradrennfahrer (* 1946)
- 13. August: Humphrey Cook, britischer Autorennfahrer (* 1893)
- 16. August: Jean Acker, US-amerikanische Schauspielerin (* 1893)
- 16. August: Paul Yü Pin, Erzbischof von Nanking und Kardinal der römisch-katholischen Kirche (* 1901)
- 16. August: Alidius Warmoldus Lambertus Tjarda van Starkenborgh Stachouwer, Generalgouverneur von Niederländisch-Ostindien (* 1888)
- 17. August: Hans Wolter, deutscher Physiker (* 1911)
- 18. August: Shahpur Ahmadzai, afghanischer General (* 1925)
- 19. August: Max Mallowan, britischer Archäologe (* 1904)
- 20. August: C. William O’Neill, US-amerikanischer Politiker (* 1916)
- 21. August: Nicolaas Diederichs, südafrikanischer Politiker und Staatspräsident (* 1903)
- 21. August: Charles Eames, US-amerikanischer Designer und Architekt (* 1907)
- 21. August: Elizabeth Hill, US-amerikanische Drehbuchautorin (* 1901)
- 21. August: Norbert Conrad Kaser, Südtiroler Dichter (* 1947)
- 22. August: Ignazio Silone, italienischer Schriftsteller (* 1900)

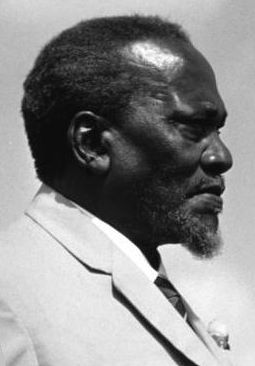
Jomo Kenyatta

- 22. August: Jomo Kenyatta, Minister- und Staatspräsident Kenias (* 1893)
- 24. August: Louis Prima, US-amerikanischer Entertainer (* 1910)
- 25. August: Herbert Kitzel, deutscher Künstler (* 1928)
- 26. August: Charles Boyer, französischer Schauspieler (* 1899)
- 28. August: Robert Shaw, britischer Schauspieler und Schriftsteller (* 1927)
- 29. August: Karl Hartl, österreichischer Filmregisseur (* 1899)

### September
- 02. September: Gerhard Wahrig, deutscher Lexikograph (* 1923)
- 06. September: Max Décugis, französischer Tennisspieler (* 1882)
- 06. September: Adolf Dassler, deutscher Unternehmer und Gründer von Adidas (* 1900)
- 06. September: Robert Pierce, US-amerikanischer Journalist und Evangelist (* 1914)
- 07. September: Keith Moon, britischer Musiker (* 1946)
- 08. September: Pantscho Wladigerow, bulgarischer Komponist (* 1899)
- 09. September: Kaoru Abe, japanischer Jazz-Pianist, Gitarrist und Saxophonist (* 1949)
- 09. September: Jürgen Feindt, deutscher Tänzer und Schauspieler (* 1930)
- 09. September: Jacobo Ficher, argentinischer Komponist (* 1896)
- 09. September: Jack L. Warner, kanadisch-US-amerikanischer Filmproduzent, Drehbuchautor, Regisseur und Schauspieler (* 1892)
- 10. September: Zita Zehner, deutsche Politikerin (* 1900)
- 11. September: José Antonio Calcaño, venezolanischer Komponist, Musikkritiker und Diplomat (* 1900)
- 11. September: Ronnie Peterson, schwedischer Formel-1 Pilot (* 1944)
- 11. September: Georgi Markow, bulgarischer Schriftsteller (* 1929)
- 11. September: Valerian Gracias, Erzbischof von Bombay und Kardinal der römisch-katholischen Kirche (* 1900)
- 12. September: O. E. Hasse, deutscher Schauspieler, Regisseur und Synchronsprecher (* 1903)
- 13. September: Gerhard Rose (Kapitän), deutscher Kapitän und Nautiklehrer (* 1906)
- 15. September: Alwin Wolz, deutscher Generalmajor (* 1897)

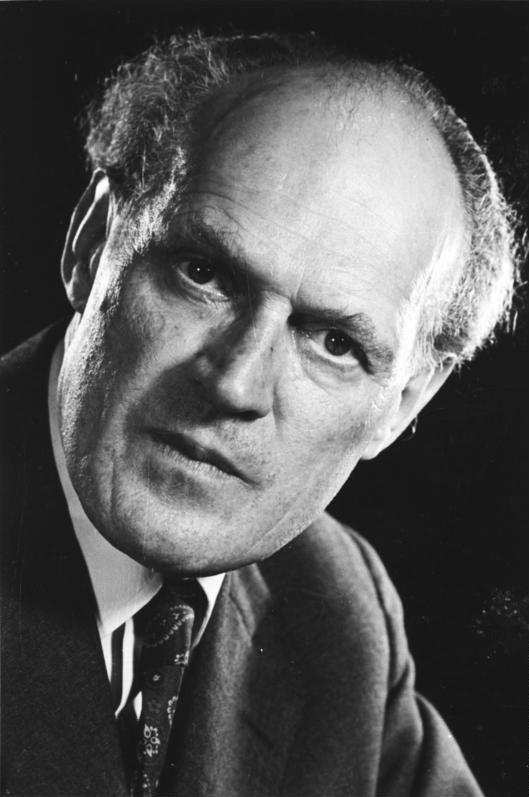
Willy Messerschmitt

- 15. September: Wilhelm Emil Messerschmitt, deutscher Flugzeugkonstrukteur und Unternehmer (* 1898)
- 18. September: Rudolf Nebel, deutscher Raketenkonstrukteur und Mitbegründer des weltweit ersten Raketenflugplatzes in Berlin (* 1894)
- 19. September: Clara Blumenfeld, deutsche Malerin und Illustratorin (* 1889)
- 19. September: Étienne Gilson, französischer Philosoph (* 1884)
- 20. September: Lilly Becher, deutsche Schriftstellerin und Publizistin (* 1901)
- 21. September: Peter Vogel, deutscher Schauspieler (* 1937)
- 22. September: Lina Carstens, deutsche Film- und Theaterschauspielerin (* 1892)
- 23. September: Ernst Kolb, österreichischer Politiker und Jurist (* 1912)
- 24. September: Hasso von Manteuffel, deutscher Offizier (* 1897)
- 24. September: Ida Noddack-Tacke, deutsche Chemikerin (* 1896)
- 25. September: Luigi Allemandi, italienischer Fußballspieler (* 1903)
- 26. September: Karl Manne Siegbahn, schwedischer Physiker und Nobelpreisträger (* 1886)
- 28. September: Ben d’Armagnac, niederländischer Performancekünstler (* 1940)
- 28. September: Neil Johnston, US-amerikanischer Basketballspieler (* 1929)
- 28. September: Johannes Paul I., Papst (* 1912)
- 28. September: Charles M. Dale, US-amerikanischer Politiker (* 1893)
- 28. September: Willibald Spang, deutscher General (* 1886)
- 30. September: Iris Wittig, deutsche Militärpilotin (* 1928)

### Oktober
- 03. Oktober: George Grant Blaisdell, US-amerikanischer Ingenieur und Erfinder (* 1895)
- 05. Oktober: May Warden, englische Schauspielerin (* 1891)
- 06. Oktober: Johnny O’Keefe, australischer Rock-’n’-Roll-Musiker (* 1935)
- 08. Oktober: David Peel Yates, britischer Offizier (* 1911)
- 08. Oktober: Tibor Serly, ungarischer Komponist (* 1901)
- 09. Oktober: Jacques Brel, belgischer Chansonnier und Schauspieler (* 1929)
- 10. Oktober: Ralph Metcalfe, US-amerikanischer Leichtathlet, Olympiasieger und Politiker (* 1910)
- 10. Oktober: Hector Vasena, argentinischer Autorennfahrer (* 1904)
- 12. Oktober: Eugen Leibfried, deutscher Politiker, baden-württembergischer Landwirtschaftsminister (* 1897)
- 12. Oktober: Nancy Spungen, Freundin des Punkmusikers Sid Vicious, Bassist der Sex Pistols (* 1958)
- 14. Oktober: Bolesław Filipiak, Kardinal der römisch-katholischen Kirche (* 1901)
- 14. Oktober: Wladimir Michailowitsch Mjassischtschew, sowjetischer Flugzeug-Konstrukteur (* 1902)
- 16. Oktober: Alexander Spoerl, deutscher Schriftsteller (* 1917)
- 17. Oktober: Jean Améry, österreichischer Schriftsteller (* 1912)
- 17. Oktober: Giovanni Gronchi, italienischer Politiker, Präsident der Italienischen Republik (* 1887)
- 17. Oktober: Franz Varelmann, deutscher Politiker (* 1904)
- 18. Oktober: Ramón Mercader, spanischer Kommunist und Attentäter auf Leo Trotzki (* 1913)
- 19. Oktober: Paul Buchner, deutscher Zoologe und Cytologe (* 1886)
- 19. Oktober: Gig Young, US-amerikanischer Filmschauspieler (* 1913)
- 20. Oktober: Gunnar Nilsson, schwedischer Formel-1-Rennfahrer (* 1948)
- 21. Oktober: Anastas Iwanowitsch Mikojan, Politiker in der Sowjetunion (* 1895)
- 23. Oktober: Maybelle Carter, US-amerikanische Country- und Folksängerin (* 1909)
- 25. Oktober: Richard Czaya, deutscher Schachfunktionär und Schachspieler (* 1905)
- 29. Oktober: Komaki Ōmi, japanischer Schriftsteller (* 1894)
- 30. Oktober: Wilhelm Sebastian, deutscher Automobilrennfahrer und Rennmechaniker (* 1903)

### November
- 02. November: Giuseppe Berto, italienischer Schriftsteller (* 1914)
- 02. November: Fritz Mensing, deutscher Politiker (* 1895)

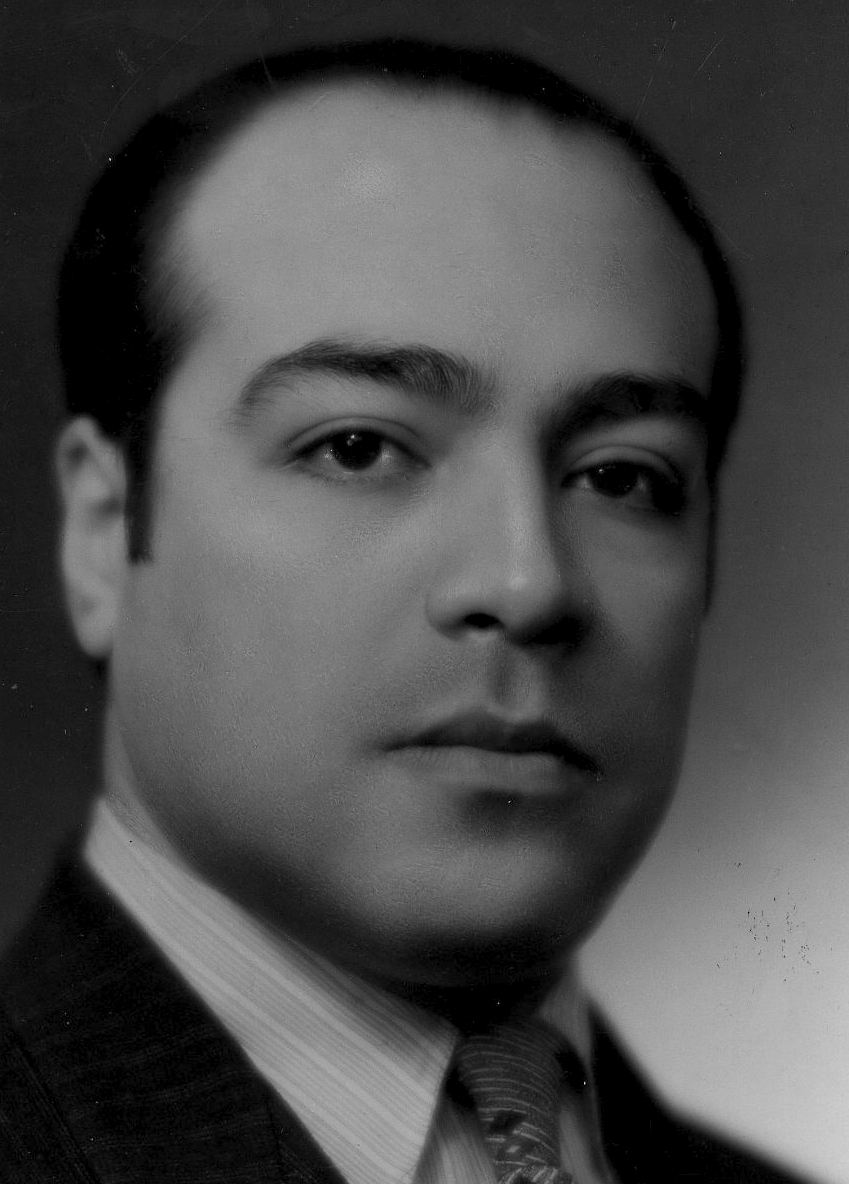
Jorge Carrera Andrade

- 07. November: Jorge Carrera Andrade, ecuadorianischer Lyriker, Schriftsteller und Diplomat (* 1903)
- 07. November: Gene Tunney, US-amerikanischer Boxer und Schwergewichts-Weltmeister (* 1897)
- 08. November: Kurt Adelmann, deutscher Politiker (* 1930)
- 08. November: Norman Rockwell, US-amerikanischer Maler und Illustrator (* 1894)
- 09. November: Paul Rolland, US-amerikanischer Musikpädagoge und Bratschist (* 1911)
- 09. November: Miguelito Valdés, kubanischer Sänger, Bandleader und Schauspieler (* 1912)

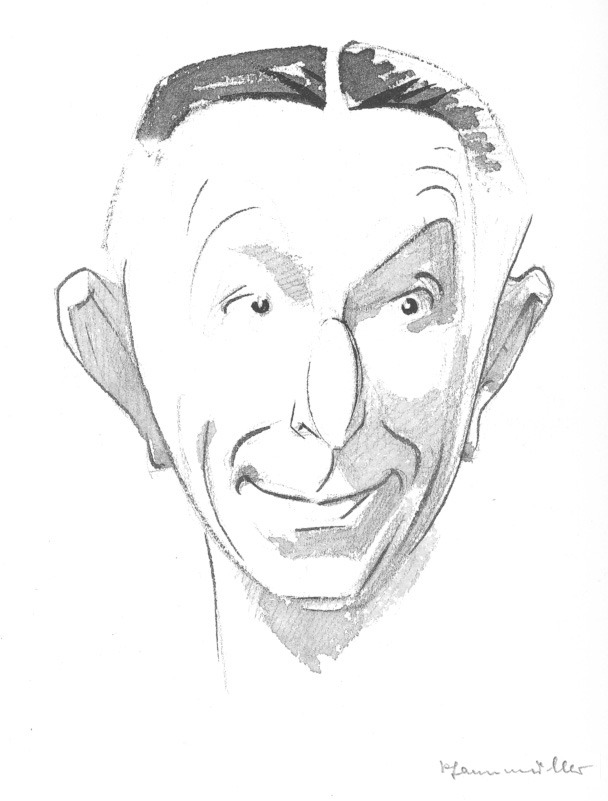
Theo Lingen

- 10. November: Theo Lingen, deutscher Schauspieler, Regisseur und Autor (* 1903)
- 13. November: Fritz Giegold, deutscher Schachkomponist und Schachspieler (* 1903)
- 15. November: Günther Lohmann, deutscher General (* 1895)
- 15. November: Margaret Mead, US-amerikanische Anthropologin und Ethnologin (* 1901);
- 15. November: Gerhard Zachar, deutscher Rockmusiker und Bandleader von Lift (* 1945)
- 18. November: Jim Jones, US-amerikanischer Sektenführer (* 1931)
- 18. November: Lennie Tristano, US-amerikanischer Jazzmusiker (Pianist und Komponist) (* 1919)
- 19. November: Ernst Eikhoff, deutscher Fußballspieler (* 1892)
- 20. November: Robert Alan Aurthur, US-amerikanischer Schriftsteller, Drehbuchautor und Filmproduzent (* 1922)
- 20. November: Giorgio de Chirico, italienischer Maler (* 1888)
- 23. November: El Hajj Muhammad El Anka, algerischer Sänger und Komponist (* 1907)
- 23. November: Hanns Johst, völkischer Dramatiker und Lyriker und Funktionär der NSDAP (* 1890)
- 24. November: Wilhelm Adam, deutscher Politiker und General (* 1893)
- 24. November: Warren Weaver, US-amerikanischer Informationswissenschaftler (* 1894)
- 25. November: Fritz Feierabend, Schweizer Bobsportler (* 1908)
- 26. November: Ford Beebe, US-amerikanischer, Regisseur, Drehbuchautor und Produzent (* 1888)
- 26. November: Willi Steinhörster, deutscher Politiker (* 1908)
- 27. November: Joseph-Marie Trinh-Nhu-Khuê, Erzbischof von Hanoi und Kardinal (* 1898)
- 27. November: Walter Kühlthau, deutscher Politiker (* 1906)
- 28. November: Kurt Krjeńc, sorbischer Kommunist, DDR-Volkskammerabgeordneter, Domowina-Vorsitzender (* 1907)
- 28. November: Carlo Scarpa, italienischer Architekt (* 1906)
- 29. November: Alan Richardson, schottischer Komponist und Pianist (* 1904)
- 30. November: Eileen Law, kanadische Sängerin und Musikpädagogin (* 1900)

### Dezember
- 01. Dezember: Berko Acker, deutscher Film- und Theaterschauspieler (* 1945)
- 02. Dezember: Max Geiger, Schweizer evangelischer Geistlicher und Hochschullehrer (* 1922)
- 04. Dezember: Samuel Abraham Goudsmit, US-amerikanischer Physiker (* 1902)
- 05. Dezember: Dajos Béla, russischer Geiger und Tanzkapellenleiter (* 1897)
- 08. Dezember: Ferruccio Ferrazzi, italienischer Maler und Bildhauer (* 1891)

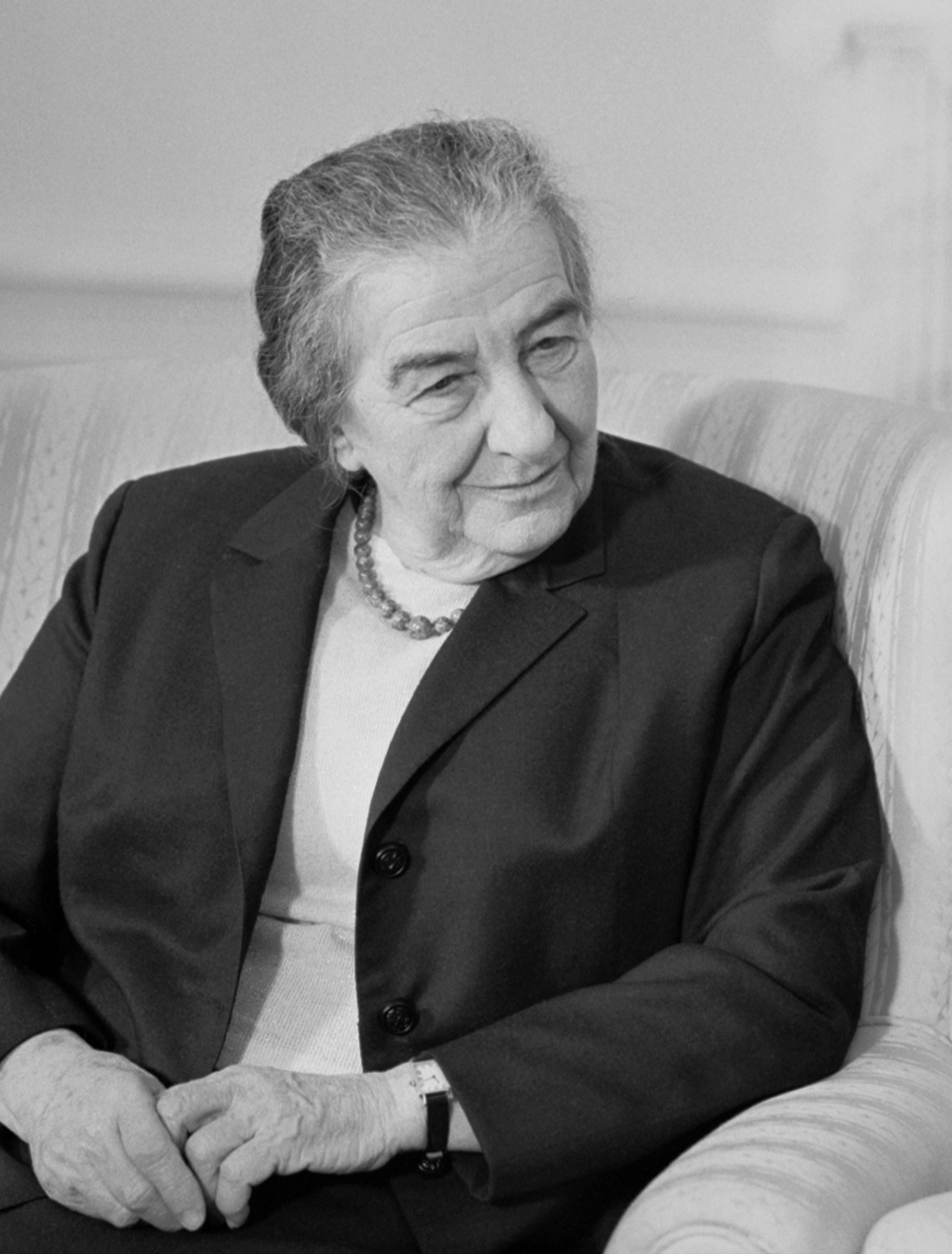
Golda Meir

- 08. Dezember: Golda Meir, israelische Politikerin, Ministerpräsidentin (* 1898)
- 10. Dezember: Paul Arnsberg, deutsch Historiker, Journalist, Schriftsteller und Verleger (* 1899)
- 10. Dezember: Emilio Portes Gil, Präsident von Mexiko (* 1891)
- 10. Dezember: Ed Wood, US-amerikanischer Filmregisseur (* 1924)
- 11. Dezember: Vincent du Vigneaud, US-amerikanischer Biochemiker und Nobelpreisträger (* 1901)
- 13. Dezember: Heinrich Kautz, deutscher Pädagoge und Schriftsteller (* 1892)
- 14. Dezember: Salvador de Madariaga, spanischer Diplomat und Schriftsteller (* 1886)
- 17. Dezember: Walter Vesper, deutscher Politiker (* 1897)
- 17. Dezember: Joseph Frings, Erzbischof von Köln und Kardinal (* 1887)
- 21. Dezember: Johann Paulus Appler, deutscher Politiker (* 1892)
- 21. Dezember: Josef Marx, US-amerikanischer Oboist und Musikwissenschaftler (* 1913)
- 22. Dezember: Eduard Aigner, deutscher Maler (* 1903)
- 22. Dezember: Paul Minick, US-amerikanischer American-Football-Spieler (* 1899)
- 22. Dezember: Otto Probst, österreichischer Politiker, Verkehrsminister und Nationalrat (* 1911)
- 24. Dezember: Edgar Arro, estnischer Komponist und Organist (* 1911)
- 25. Dezember: Alfred Wickenburg, österreichischer Maler und Grafiker (* 1885)
- 26. Dezember: Fritz Büchtger, deutscher Komponist (* 1903)
- 27. Dezember: Bob Luman, US-amerikanischer Country-Sänger (* 1937)
- 27. Dezember: Houari Boumedienne, algerischer Staatschef (* 1932)
- 27. Dezember: Egon von Jordan, österreichischer Schauspieler (* 1902)
- 28. Dezember: Wilhelm Troll, deutscher Botaniker (* 1897)
- 30. Dezember: Hans Friede, deutscher Politiker des GB/BHE (* 1896)

### Tag unbekannt
- Ali Askari, kurdischer Guerillaführer und Politiker (* 1936)
- Lotte Brackebusch, deutsche Schauspielerin (* 1898)
- Max Gebhard, deutscher Kirchenmusiker, Komponist und Musikpädagoge (* 1896)
- Marlice Hinz, deutsche Graphikerin (* 1903)
- Karl Hofmann, deutscher Motorradrennfahrer (* 1927)
- David Kantilla, australischer American-Football-Spieler (* 1938)
- Detlev Lais, deutscher Saxophonist und Schlagersänger (* 1911)
- Willy Steuri, Schweizer Skirennfahrer (* 1912)
- Margarete Stock, deutsche Malerin (* 1900)
- Tsuda Seifū, japanischer Maler (* 1880)
- Manuel Valerio, dominikanischer Lyriker (* 1918)

## Wissenschaftspreise

### Nobelpreise
- Physik: Pjotr Kapiza, Arno Penzias und Robert Woodrow Wilson
- Chemie: Peter D. Mitchell
- Medizin: Werner Arber, Daniel Nathans und Hamilton O. Smith
- Literatur: Isaac Bashevis Singer
- Friedensnobelpreis: Anwar as-Sadat (arabisch: أنور السادات) und Menachem Begin
- Wirtschaftswissenschaft: Herbert A. Simon

### Fields-Preis
- Pierre Deligne, für den Beweis von drei Vermutungen von Weil zu Verallgemeinerungen der Riemannschen Vermutung auf endliche Körper, Beitrag zur Vereinigung von algebraischer Geometrie und algebraischer Zahlentheorie (Algebraische Geometrie, Algebraische Zahlentheorie).
- Charles Fefferman, für Beiträge zur Funktionentheorie in höheren Dimensionen durch Entdeckung der korrekten Verallgemeinerungen klassischer Resultate in niedrigen Dimensionen (Funktionentheorie).
- Grigori Margulis, für die Erforschung der Struktur von Lie-Gruppen, speziell der diskreten Untergruppen mit endlichem Kovolumen (Gitter), und anderes (Kombinatorik, Differentialgeometrie, Ergodentheorie, dynamische Systeme, Lie-Theorie).
- Daniel Quillen, für die Konstruktion der höheren algebraischen K-Theorie, mit deren geometrischen und topologischen Methoden Probleme in der Algebra, speziell der Ring- und Modultheorie, formuliert und gelöst werden können, parallel zu Suslin Beweis des Satzes von Quillen-Suslin (K-Theorie, Abstrakte Algebra).

### Turing Award
- Robert Floyd, für Methoden zur Erzeugung von effizienten und zuverlässigen Programmen, und Hilfe zur Begründung der Informatik-Unterfelder Parsertheorie, Programmiersprachensemantik, automatische Programmverifizierung und -synthese sowie Algorithmenanalyse.

## Musik
- Equinoxe von Jean-Michel Jarre
- Liste der Nummer-eins-Hits in Deutschland (1978)
- Im Rahmen einer Welttournee spielte der amerikanische Songwriter Bob Dylan zum ersten Mal Konzerte in Deutschland